# نقشه‌های کهن
نقشه‌های کهن یا نقشه‌های نخستین تصوراتی است از دوره عصر آهن تا پایان دوره قرون وسطی (سده‌های میانه) و عصر اکتشاف، نوآوری و ظهور جغرافیای مدرن را در بر می‌گیرد. نقشه‌ها در این دوره تصور انسان‌های اولیه را از جهان نشان می‌دهد که تفکر آن‌ها بسیار بسیط بوده است. نقشه بابلیون قدیمی‌ترین نقشه است که تصور مردم را از جهان نشان می‌دهد، بعدها در نقشه‌های جهان، دنیا به هفت دریا و هفت اقلیم کاچ (تقسیم) شده است؛ که دریای پارس و سرزمین پارس یکی از هفت اقلیم است.

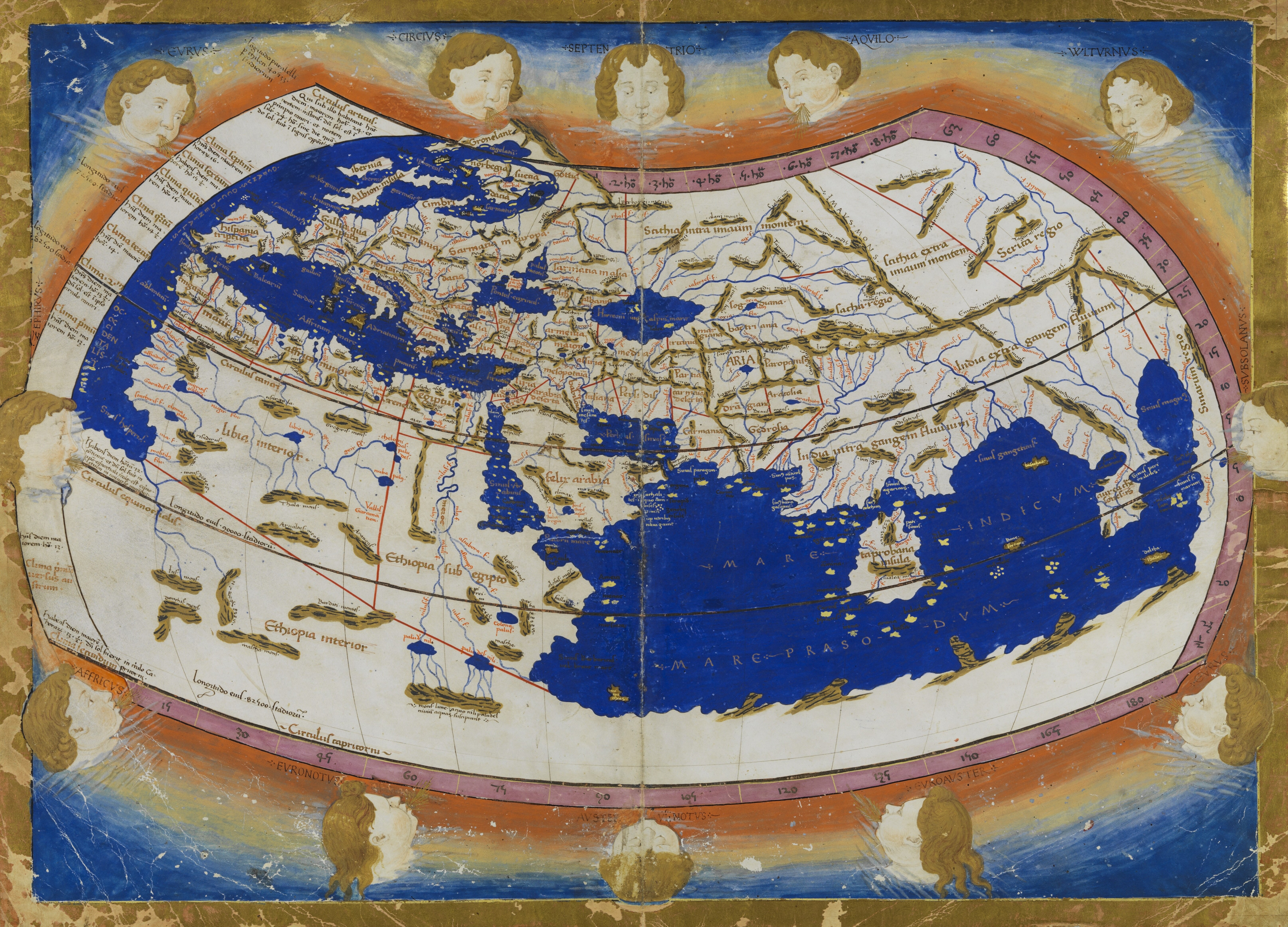
نقشه جهان بطلمیوس در یک بازسازی قرن پانزدهم (قرن دوم).

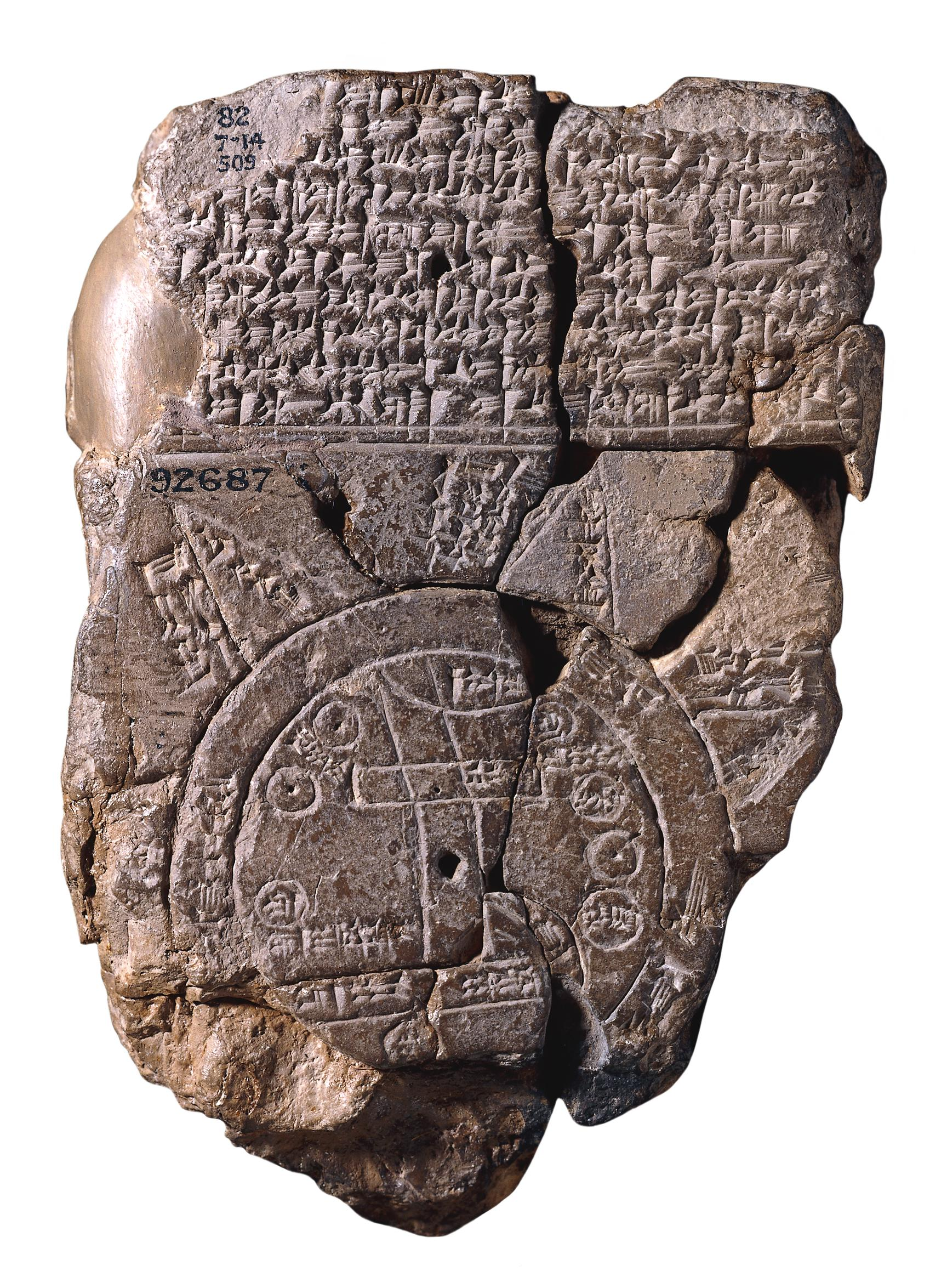

## نقشه‌های نخستین قبل از میلاد
بر اساس اسناد نام خلیج فارس، میراثی کهن و جاودان تا دوره اکتشافات جدید هیچگاه جغرافی دانان شرقی یا غربی زمین را به شکل گرد کروی تصور نکرده‌اند. گرد گردو (کره‌ای) با گرد سینی دایره ای متفاوت است. جغرافی دانان تا قرن هفده همگی زمین را به‌شکل سینی گرد تصور کرده‌اند. نقشه کهن بابلی در اصل مرکز هفت اقلیم را با دایره مشخص کرده دور تا دور هفت اقلیم را بحر المحیط یا اقیانوس سراسری دربرگرفته است شماره ۹–۷ دریای پائین یا همان خلیج فارس است. مثلث‌های بیرون از دایره دریای اقیانوس در واقع قله‌های کوه قاف است. یکی از آن قله‌ها کوه دماوند و دیگری قله زاگرس است.
قدیمی‌ترین لوحه‌های و نقشه‌ها ی ترسیمی کشف شده به مصری‌ها و بابلی‌ها منصوب شده‌اند. نقشه‌ای از بابلیون حک شده بر گل پخته پیدا شده که در موزه بریتیش لندن به شماره ۱۵۳/۹۲۶۸۷ نگهداری می‌شود و متعلق به ۵۰۰ سال قبل از میلاد است. اما نسخه شبیه به آن گویا به دوره سارگون پادشاه اکد ۲۳۰۰ق. م مربوط است که در آن خلیج فارس بدون اسم ترسیم شده است.
یونانی‌ها و رومی‌ها و فنیقی‌ها این حرفه را توسعه داده‌اند و به ویژه بطلیموس ۱۶۸ م و استرابون ۶۴ ق. م در این حرفه کوشا بوده‌اند. در دوره عباسیان که دانشمندان و مدیران ایرانی بر امور خلافت تسلط داشتند و وجوب جهت‌یابی قبله برای مسلمانان به ویژه کشورهای دور دست ضرورت اهمیت کارتوگرافی را ایجاب می‌کرد. بدستور مأمون ۸۳۳–۸۱۴ م ترجمه آثار یونانی شروع شد و نقشه‌ای از جهان تهیه گردید. خوارزمی ۸۲۱، استخری ۹۲۵، ابن حوقل ۹۷۷ ق و ادریسی حمودی ۱۱۶۵ ق (۸۲ نقشه در کتاب نزهه المشتاق) نقشه‌هایی از دیار عرب، بلاد فارس، بحر فارس و روم و شام ترسیم کردند که پایه و اساس نقشه‌های قرون بعدی توسط اروپائیان گردید. در تمام این نقشه‌ها خلیج فارس نام خود را تحت عنوان بحر فارس حفظ کرده است. هم‌اکنون صدها نقشه دستی با ارزش در موزه‌های جهان نگهداری می‌شود که نام خلیج فارس و بحر فارس را به همراه دارند که تعدادی از آن‌ها نیز درموزه‌های کشورهای عربی است. به یقین می‌توان گفت هیچ نام جغرافیایی در جهان به اندازه نام خلیج فارس در کتب جغرافی و کارتوگرافی قدمت، اصالت ندارد و از نظر حضور در نقشه‌های کلاسیک و مدرن رکورددار نام‌های جغرافیایی بوده است.
نقشه‌های منسوب به افراد ذیل اگر چه نسخه اولیه آن‌ها وجود ندارد اما در دوره‌های مختلف تاریخی و توسط افراد متعدد باز سازی شده است و می‌توان فهمید که در آن روزگار جهان را چگونه تصور می‌کرده‌اند در همه این نقشه‌های کهن هفت اقلیم و هفت دریا و خلیج فارس وجود دارد.
- زنفن (۴۳۰–۳۵۴ ق. م)، (به انگلیسی Xenophon) تاریخ‌نگار یونانی

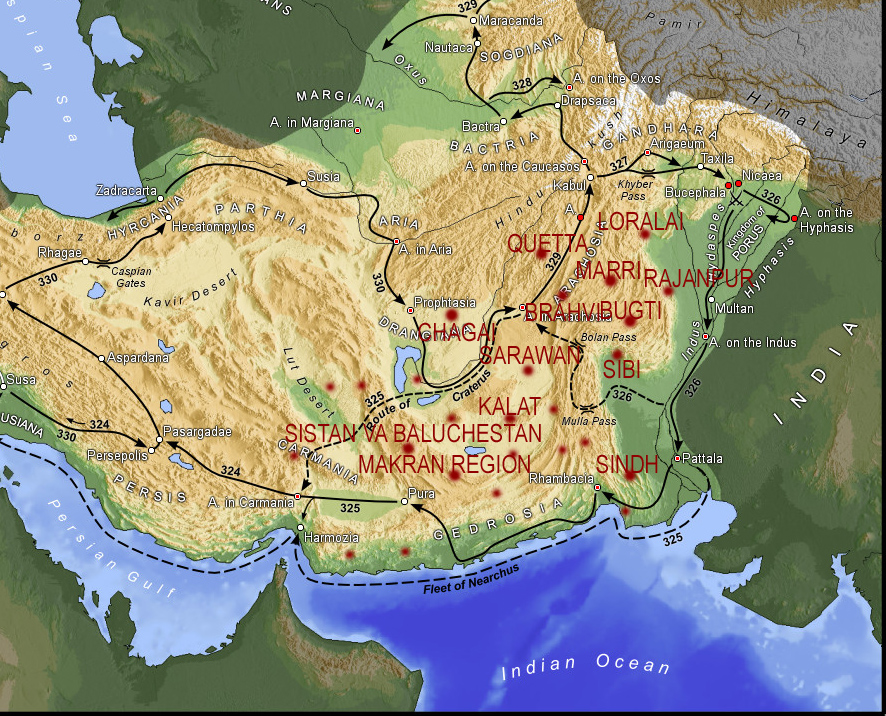
خلیج فارس و نئارخوس the took

- نئارخوس (۳۶۰–۳۰۰ ق. م)، (به انگلیسی Nearchus) دریاسالار مقدونی که در سال ۳۲۶ قبل از میلاد به دستور اسکندر دریای فارس را پیمود و تا دهانه رود سند پیش رفت در سفرنامه خود چنین آورده است: «پس از دویست استاد راه به ریگ و از آن جا به دیلم و دهنهٔ رودخانهٔ اندیان آمدیم، رودخانهٔ اندیان سرحد خوزستان و فارس و پس از سند بزرگ‌ترین رودخانه است. هیچ‌یک از سواحلی که پیمودم مانند دریای فارس، آباد و معمور نبود.
- اراتوستن (۲۷۶–۱۹۴ ق. م)، (به انگلیسی Eratosthenes)، ریاضیدان و جغرافیدان یونانی که زمانی ریاست دانشگاه اسکندریه را نیز داشت، و نظریه‌های مهمی دربارهٔ شکل و جایگاه زمین ارائه داد،
- هیپارکوس (۱۹۰–۱۲۰ ق. م)، (به انگلیسی Hipparchus)، دانشمند و جغرافیانگار یونانی
- استرابو (۶۳یا۶۴ ق. م- ۲۴ میلادی)، تاریخ‌نگار و جغرافی نگار یونانی در کتاب از «ایندی تا ایبری» یا از هند تا اسپانیا، نقشه‌ای از جهان ترسیم کرده است.[۱]
- فلاویوس آرینوس (۸۶–۱۶۰ میلادی)، (به انگلیسی Lucius Flavius Arrianus)، تاریخ‌نگار یونانی در کتاب آنابازیس یا تاریخ سفرهای جنگی اسکندر، نقشه‌ای از جهان ترسیم کرده است.
- ازبیوس (۲۶۳–۳۳۹ میلادی)، (به انگلیسی Eusebius of Caesarea)، تاریخ‌نگار رومی که بنام پدر عیسویت شناخته می‌شود، با توجه به کوروش نامه زنفن، نقشه‌ای از جهان ترسیم کرده است.
- ۱- نقشهٔ جهان بطلمیوس
- ۲- نقشهٔ اراتوس مربوط به ۲۵۰ سال قبل از میلاد مسیح
- ۳- نقشهٔ دی سنارک مربوط به ۲۸۵ سال قبل از میلاد مسیح
- ۴- نقشهٔ استرابو (Strabo) مربوط به ۲۰ سال بعد از میلاد مسیح
- ۵- در نقشهٔ دیگری مربوط قرن نهم میلادی و دوران خلفای عباسی در کتاب «تاریخ عرب» به قلم فیلیپ حیتی) به چاپ رسیده است،
- ۶- در نقشهٔ جهان ابو ریحان بیرونی مربوط به ۱۰۳۰ میلادی.
- ۷- در نقشهٔ جهان ادرِیسی که مربوط به ۱۱۶۰ میلادی.
- ۸- در نقشهٔ جهان سالتر (Psalter) مربوط به قرن سیزدهم میلادی که در تحت نفوذ کلیسا تهیه شده است،
- ۹- در نقشه‌ای به نام نقشهٔ ایران قدیم که توسط دوونتی جغرافیدان فرانسوی در سال ۱۸۸۱ میلادی تهیه شده
- ۱۰- در نقشه‌ای مربوط به ۱۸۹۵م. برگرفته از نقشهٔ جهان بطلمیوس

### ۵۰۰ ق م. نقشه بابلیون
قدیمی‌ترین نقشه به‌جای مانده ۵۰۰ سال قبل از میلاد از تمدن میان رودان نقشه جهان موسوم به بابلیون است.

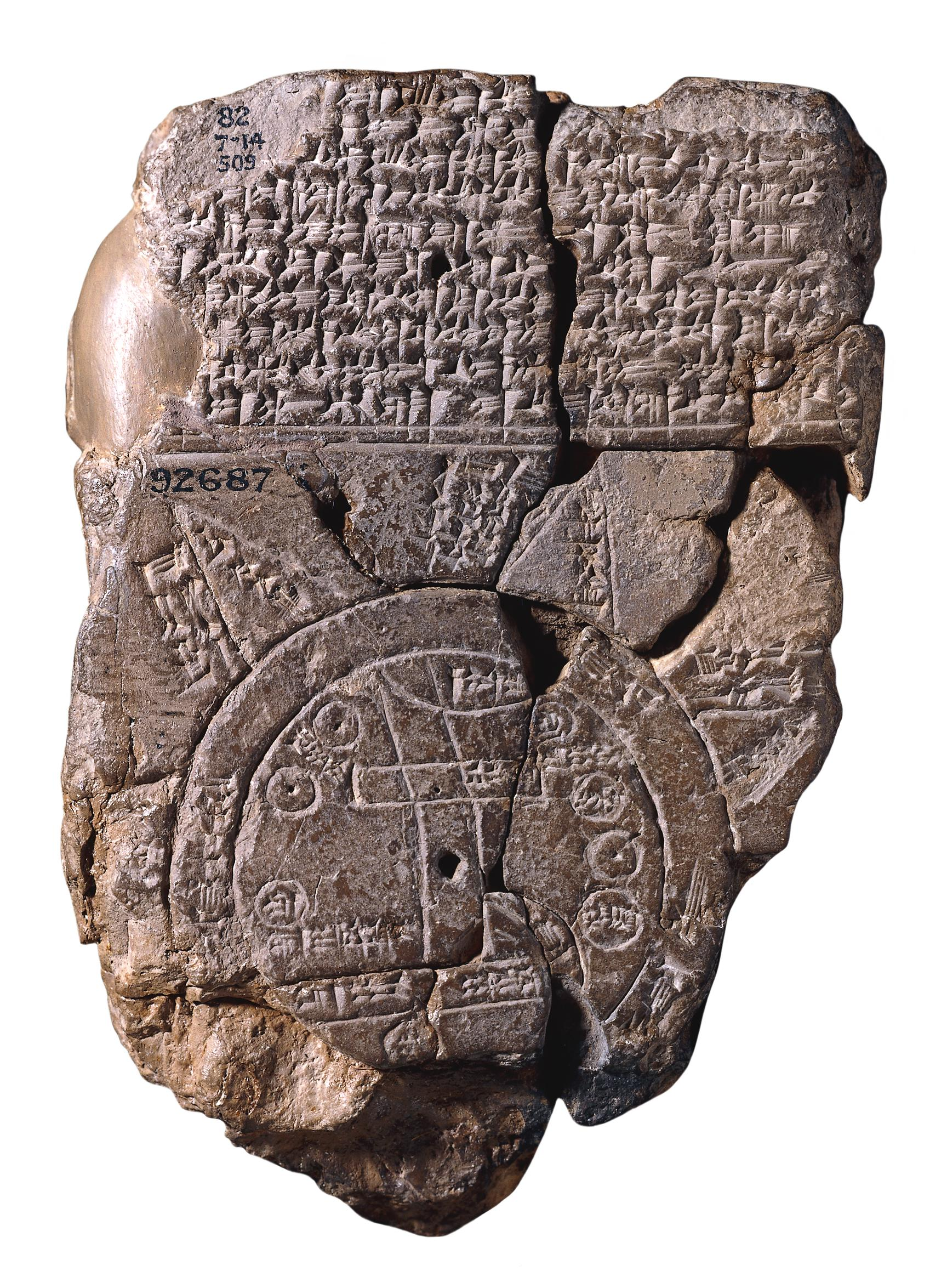

بنا بر اسنادی که تا کنون کشف شده، قدیمی‌ترین نگاره‌ها و نقشه‌ها ی ترسیمی کشف شده به سرزمین مصر و بین‌النهرین منصوب شده‌اند. نقشه‌ای از سرزمین بابلیون (عراق) حک شده بر گل پخته پیدا شده است که در موزه بریتانیا به شماره ۱۵۳/۹۲۶۸۷ نگهداری می‌شود و متعلق به۵۰۰ سال قبل از میلاد و به دوره بابلی جدید (از سلطه پارسها بر بابل) است اما گفته شده این نسخه از نسخه‌ای مشابه که گویا متعلق به دوره سارگون پادشاه اکد (۲۳۰۰ق. م) بوده است نسخه‌برداری شده است که در آن خلیج فارس بدون اسم ترسیم شده است.

## دوره‌ها و مراحل مختلف توسعه و دقیق شدن نقشه‌ها
- یونانی‌ها و رومیان و فنیقی‌ها حرفه نقشه‌کشی را توسعه داده‌اند و به ویژه بطلیموس (۱۶۸ ق. م) و استرابون(۶۴ ق. م) در این حرفه کوشا بوده‌اند.[۱]

در دورهٔ عباسیان که دانشمندان و مدیران ایرانی بر امور خلافت تسلط داشتند، نیازبه جهت‌یابی قبله برای مسلمانان، به ویژه کشورهای دور دست، ضرورت کارتوگرافی را ایجاب می‌کرد و به دستور مأمون (۸۳۳–۸۱۴ م) ترجمه آثار یونانی شروع شد و نقشه‌ای از جهان تهیه شد.
خوارزمی(۸۲۱ ق)، اسطخری (استخری)(۹۲۵ ق)، ابن حوقل(۹۷۷ ق)، ادریسی حمودی (۱۱۶۵ ق) (با ترسیم هشتادو دو نقشه در کتاب نزهه المشتاق) نقشه‌هایی از دیار عرب، بلاد فارس بحر فارس و روم و شام ترسیم کردند که پایه و اساس نقشه‌های قرون بعدی توسط اروپائیان گردید. گفتنی است که در تمام این نقشه‌ها خلیج فارس نام خود را تحت عنوان بحر فارس یا خلیج فارس حفظ کرده است. به نقل از کتاب اسناد نام خلیج فارس، میراثی کهن و جاودان دکتر عجم ۹۸–۱۲۲ - ص ۱۰۶–۱۰۷
.

### نقشه‌های کهن، ایران و خلیج فارس
اقلیم ایران و خلیج فارس در همه نقشه‌های کهن بکار رفته است. در کتاب اسناد نام خلیج فارس، میراثی کهن و جاودان، به جزئیات کامل این اطلس‌ها اشاره شده است. در نقشه بابلیون دریای شور وجود دارد اما به‌درستی نمی‌توان آن را منطبق با خلیج فارس دانست بنا بر این این گونه نقشه را نقشه‌های غیر انطباقی یا افسانه ای باید دانست. ولی از کهن‌ترین نقشه هاس جغرافیایی به‌طور نمونه می‌توان به نقشه جهان از اناکسیماندر (۶۱۰–۵۴۶ ق. م)، (Anaximander)، جغرافیدان یونانی که در کتاب Kleinere schriften، اثر (Joachim Lelewel (1836 بازسازی شده است، نقشه جهان هکاتئوس (۵۵۰–۴۷۶ ق. م)، (Hecataeus)، از سرشناس‌ترین جغرافیدانان یونانی، و به نقشه جهان بطلمیوس (۱۶۸–۹۰ م)، (Claudius Ptolemy) منجم و جغرافیدان مشهور اسکندریه و نخستین کسی که اطلسی شامل ۳۶ نقشه از نقاط مختلف جهان تهیه کرده است اشاره نمود که می‌توان نام‌های آن را بر جغرافیا مطابقت داد.

| |  |  |
| نقشه جهان والدسیمولر متعلق به سال ۱۵۰۷ میلادی (تصویر سمت چپ) نام خلیج فارس در آن آشکار است (تصویر سمت راست) |  |  |

| |  |  |
| نقشه جهان پیترو کوپو متعلق به سال ۱۵۲۰ میلادی (تصویر سمت چپ) نام خلیج فارس در آن آشکار است (تصویر سمت راست) |  |  |

| |  |  |
| نقشه جهان متعلق به سال ۱۶۸۹ میلادی (تصویر سمت چپ) نام خلیج فارس به زبان لاتین: Sinus Persicus در نقشه آورده شده است. (تصویر سمت راست) |  |  |

بازسازی نقشه آناکسیماندر

### آناکسیماندر (c. 610 - 546)
آناکسیماندر (حدود ۵۴۶ پ.م. درگذشته است) یکی ازاولین نقشه‌های جهان را که به شکل دایره ای بود ایجاد کرده است که سرزمین‌های شناخته شده جهان را که در حوالی دریای اژه در مرکز قرار دارند نشان می‌دهد وهمه این‌ها همه توسط اقیانوس احاطه شده است.

بازسازی نقشه هکاتئوس

### نقشه جهان هکاتئوس ملتوس
۳۳۰ یا ۳۷۴ قطعه بسیار کوتاه از کتاب دوجلدی «تشریح زمین» (Periegesis or Periodos ges) در نوشته‌های نویسندگان پس از او باقی‌مانده است. کتابی که یک جلد آن آسیا و جلد دیگرش اروپا نام داشت و بیشتر به دادن اطلاعات جغرافیایی در مورد شهرها، رودخانه‌ها و کوهستان‌ها و توضیح در مورد اقوام و ملت‌ها و مرزهای آنان و همچنین حیات وحش و آداب و سنن و به ویژه افسانه‌هایی در مورد بنیان‌گذاران شهرها می‌پرداخت.
۳۰۴ قطعه از نوشته‌های هکاتئوس در این کتاب در واژه‌نامه جغرافیاییِ استفان بیزانسی به نام اِتنیکا (Ethnica) آمده است.
نقشه هکاتئوس بر اساس و با اصلاح نقشه آناکسیماندر تهیه شده است. او خشکی‌های دنیا را در یک صفحه مدور مشخص کرده که دور تا دور آن را اقیانوس فرا گرفته است. وی خشکی‌های زمین را به سه قسمت اروپا، آسیا، و لیبیا تقسیم کرده بود.

### نقشه جهان إراتوستنس
نقشه جهان إراتوستنس (276 – 194 BCE)

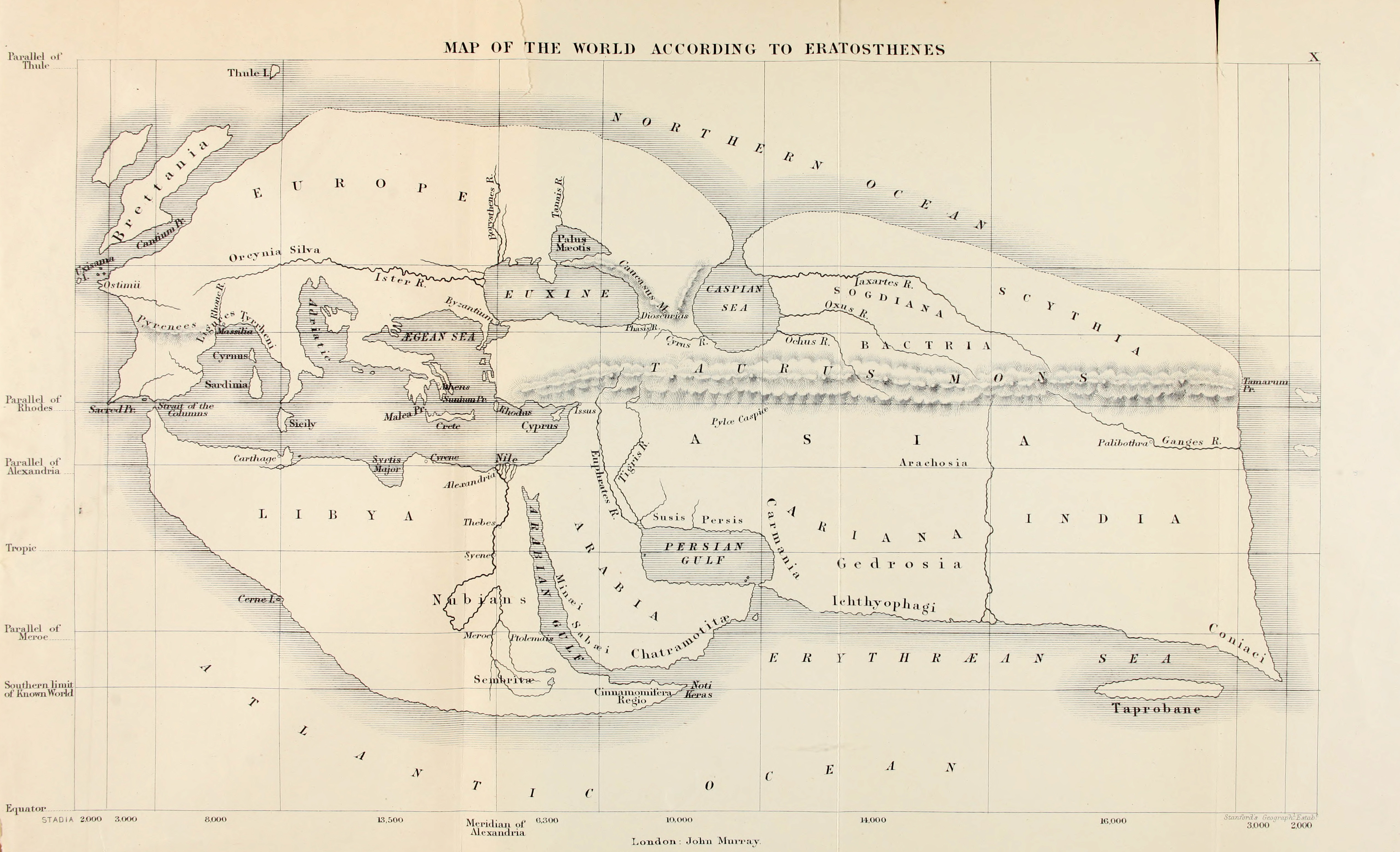
1883 reconstruction of اراتوستن' map

اراتوستن (276-194 BCE) نقشه جهان را توسعه داد و فتوحات اسکندر و جانشینانش را ترسیم کرد. آسیا او تصور از جهان را کمی توسعه داد.

### نقشه جهان کاری از پوسیدونیوس(c. 150 – 130 BCE)

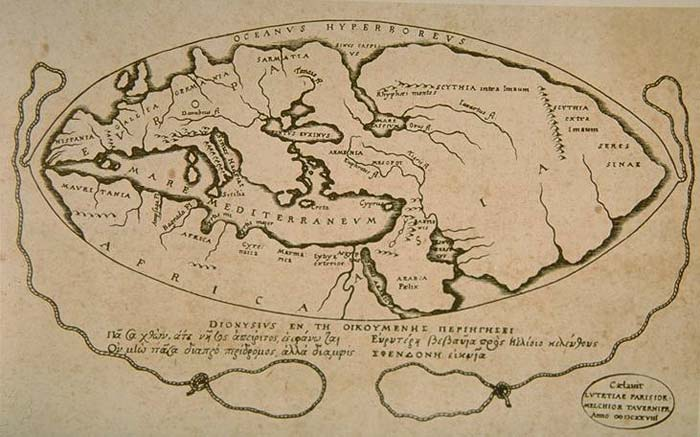
A 1628 reconstruction of پوسیدونیوس ideas about the positions of continents (many details couldn't have been known by Posidonius)

### نقشه جهان استرابو
نقشه جهان استرابو (c.64. 24)

## نقشه‌های بعد از میلاد

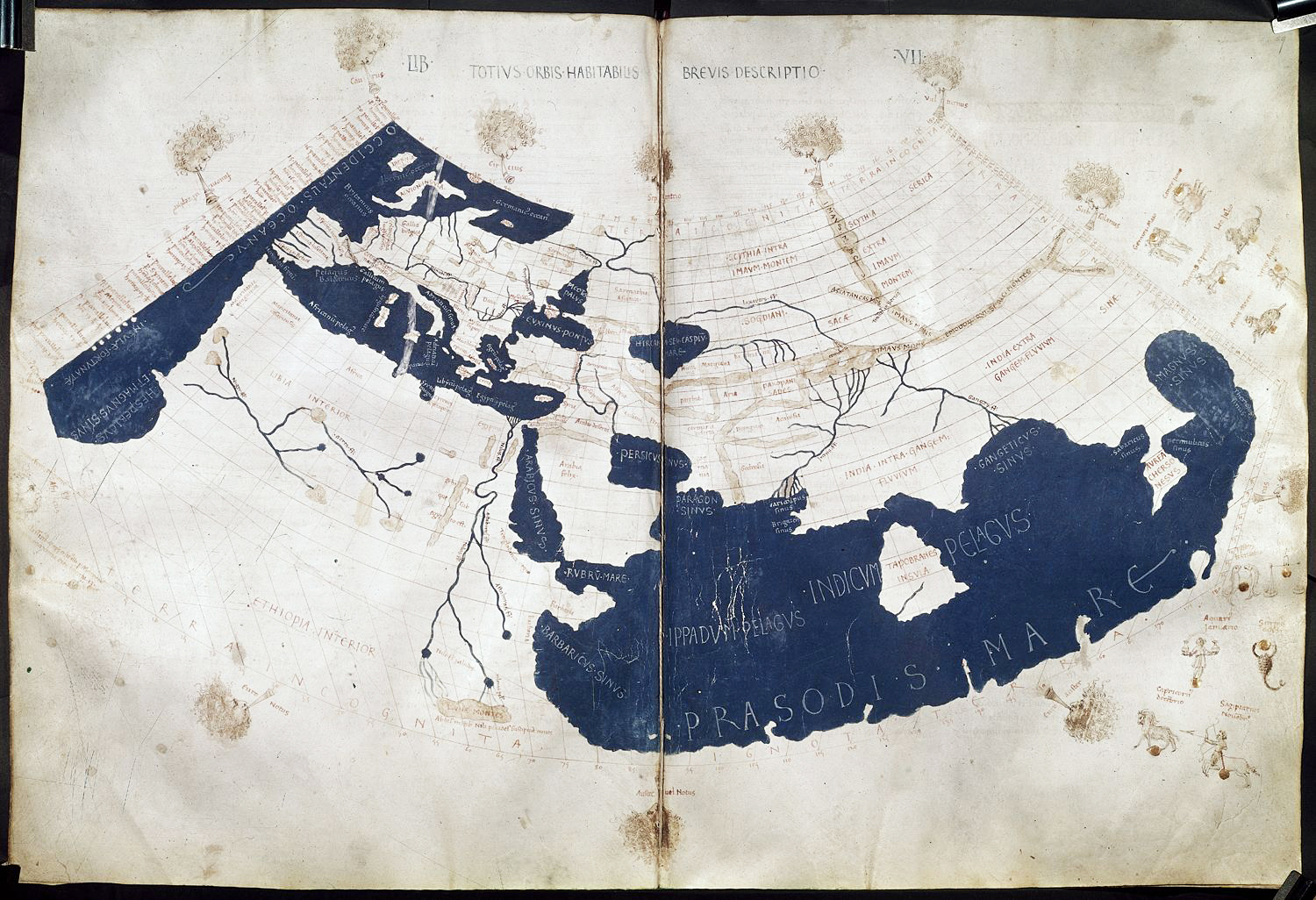
نقشه جهان بطلمیوس (c. 150)

نقشه جهان کار پیوتینجریانا قرن ۴ م

## قرون میانه
- نقشه‌های استخری در کتاب مسالک و ممالک و در کتاب اقالیم

مسالک و ممالک به معنای «راه‌ها و ایالت‌ها» است. این کتاب نیز در زمینه جغرافیا است و شبیه کتاب الاقالیم است. این کتاب دویست سال بعد از نوشته شدنش توسط استخری، ترجمه گردیدو دارای چندین نسخه خطی است.

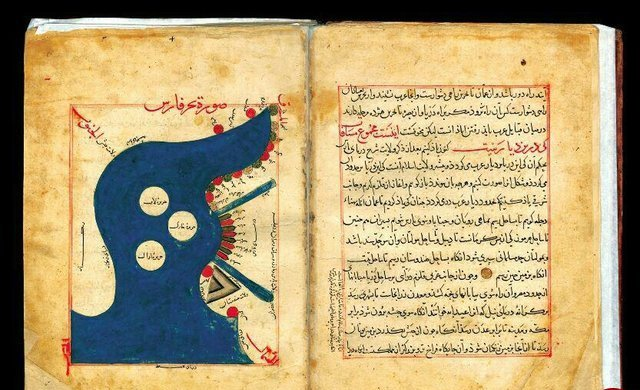
نقشه کتاب مسالک و ممالک ثبت شده در یونسکو

«مسالک و ممالک» از نفیس‌ترین نُسخ خطی اثر استخری در زمینه تاریخی و جغرافیایی است که در قرن چهارم هجری قمری (۱۰ میلادی) نوشته شده است. از مهم‌ترین نقشه‌های این کتاب می‌توان به موقعیت و نام خلیج فارس با عنوان «بحر صوره فارس» اشاره کرد.
این نسخهٔ خطی به همراه نقشه‌های آن دوم دی ماه ۱۳۸۷ در فهرست کمیته ملی حافظه جهانی یونسکو و به شمارهٔ ۱۰۰۵ به ثبت رسیده و اکنون در موزه دوران اسلامی، موزه ملی ایران نگهداری می‌شود.
- نقشه ادریسی یکی از مهم‌ترین نقشه‌های جهان اسلام است

نزهة المشتاق فی اختراق الآفاق، نوشته ابی عبدالله شریف ادریسی مراکشی، یکی از علماء و فلاسفهٔ و جغرافی‌دان قرن ششم هجری قمری. مورخان، تاریخ نوشتن این کتاب را به سال ۶۰۰ هجری قمری گزارش کرده‌اند. کتابی است برجسته و تنها کتاب جغرافیایی است که در سده ششم تألیف شده است. این کتاب در دوران حکومت پادشاه راجر دوم پادشاه سیسیل نوشته شده است؛ و نقشه جهان آن شهرت دارد.

The modern copy of the Tabula Rogeriana, upside-down with North oriented up.

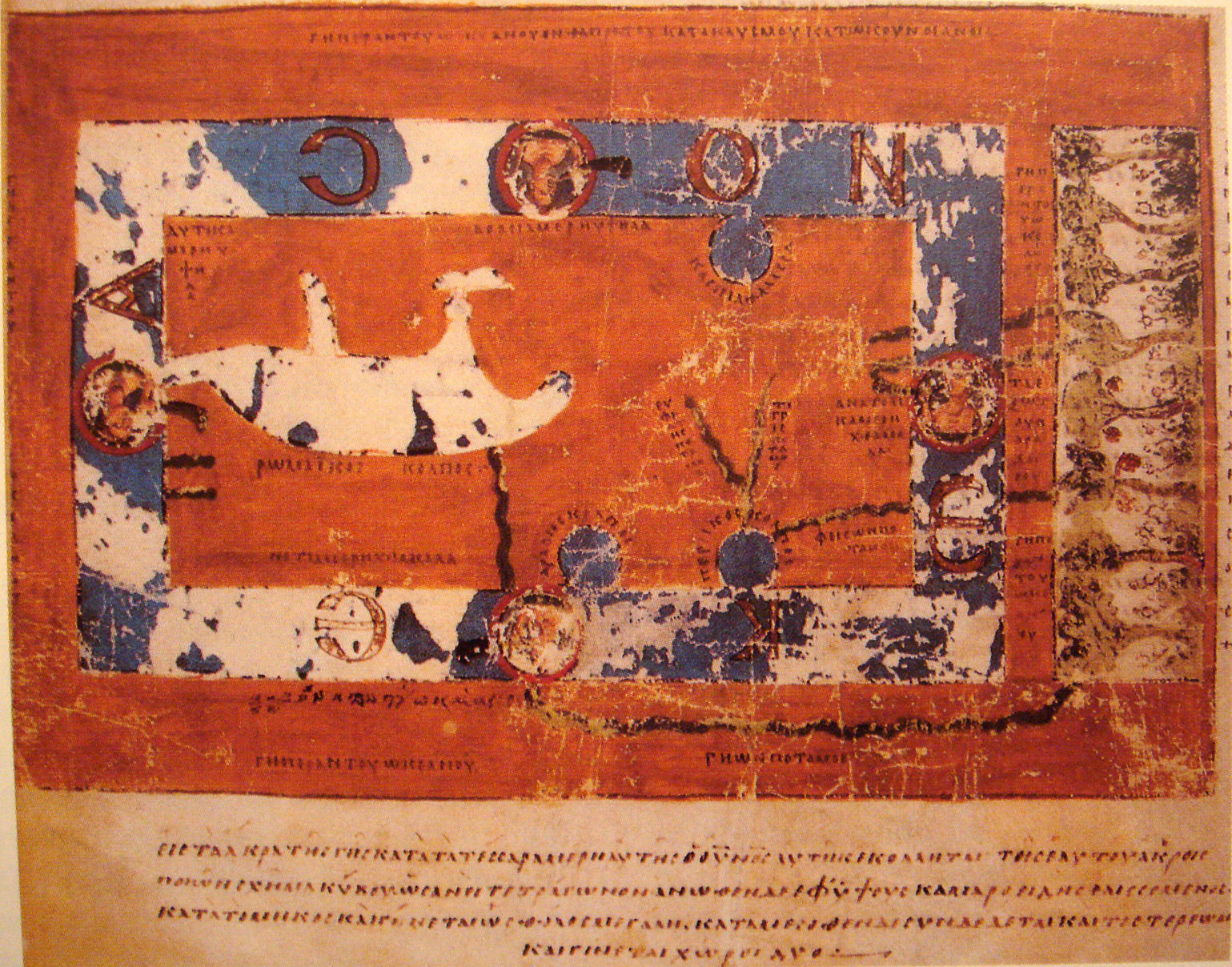
World map by Cosmas Indicopleustes
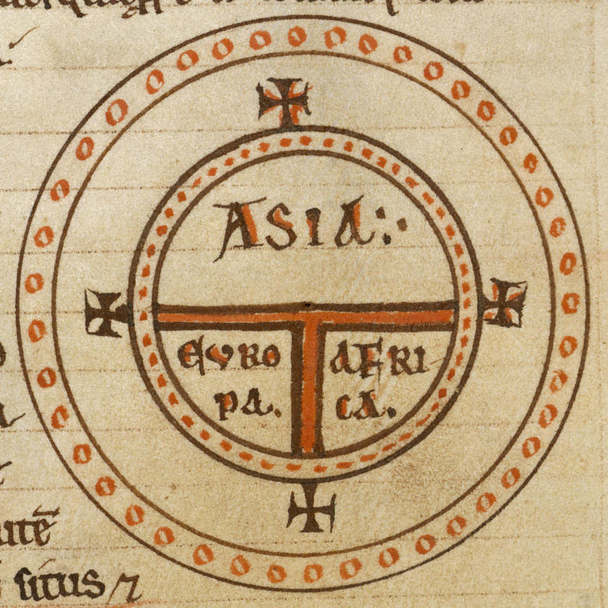
From a 12th-century copy of Etymologiae
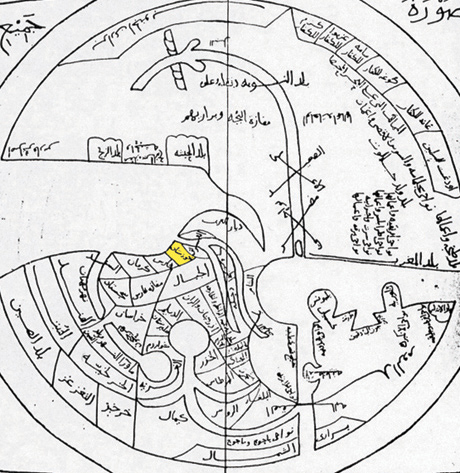
نقشه جهان ابن حوقل
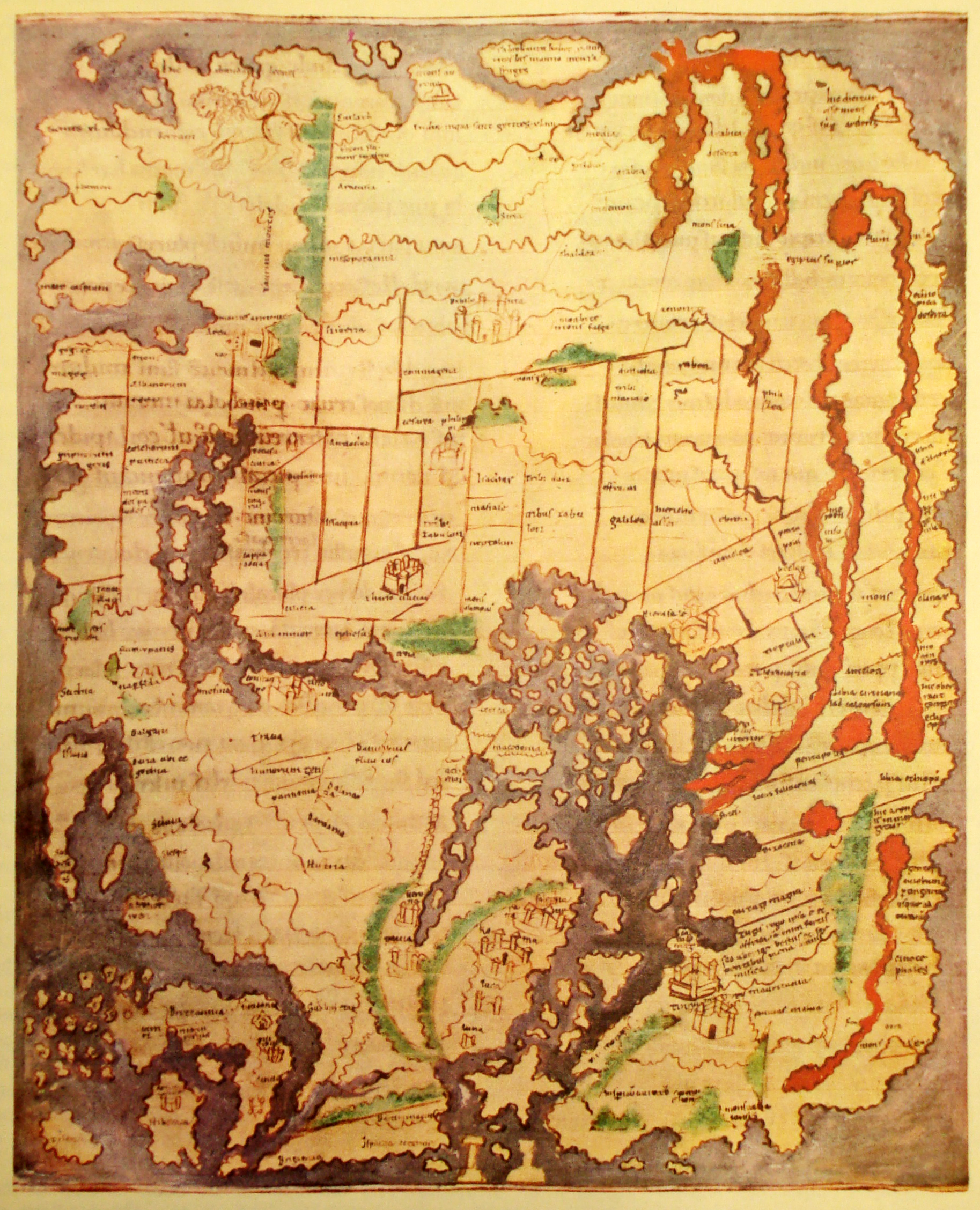
نقشه جهان انگلو ساکسون (c. 1040)
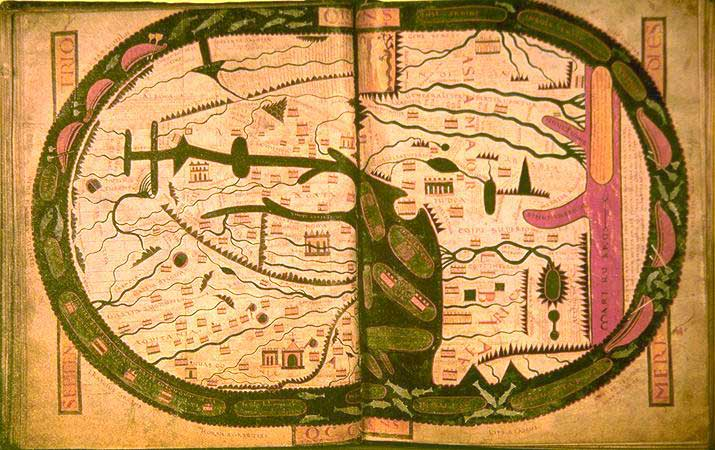
نقشه جهان بیتوس (c. 1040)
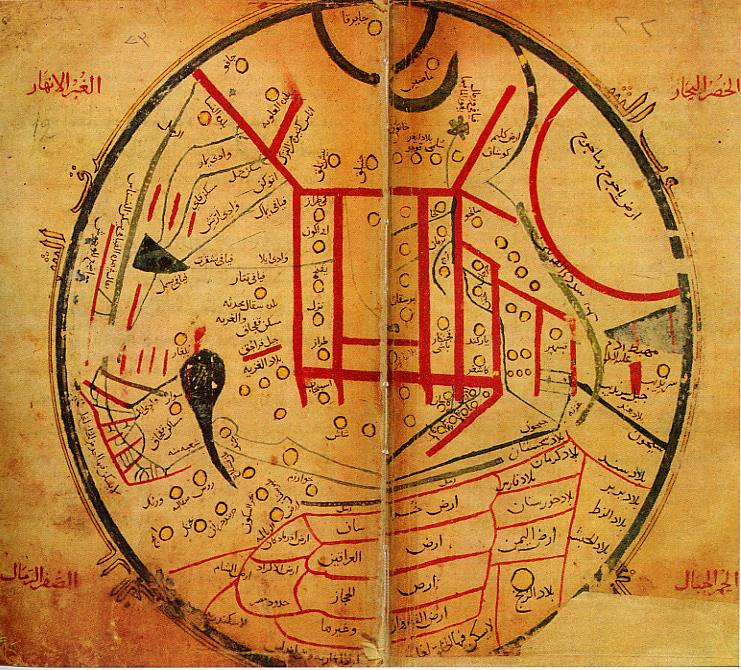
نقشه جهان بی توس موندی (۱۰۵۰)
نقشه جهان محمد کاشغری(۱۰۷۲)
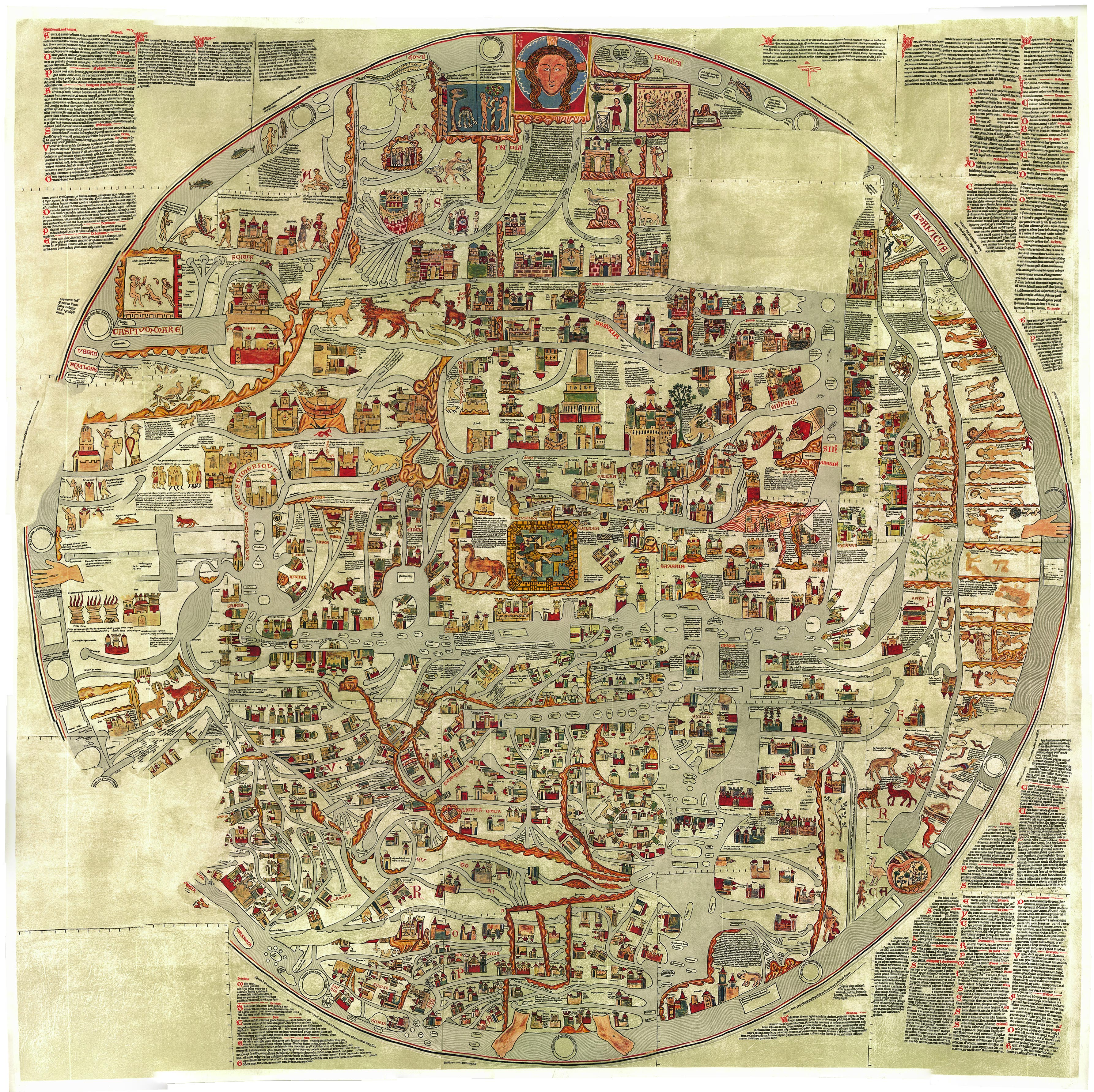
نقشه جهان ادریسی روجریانا (۱۱۵۴)
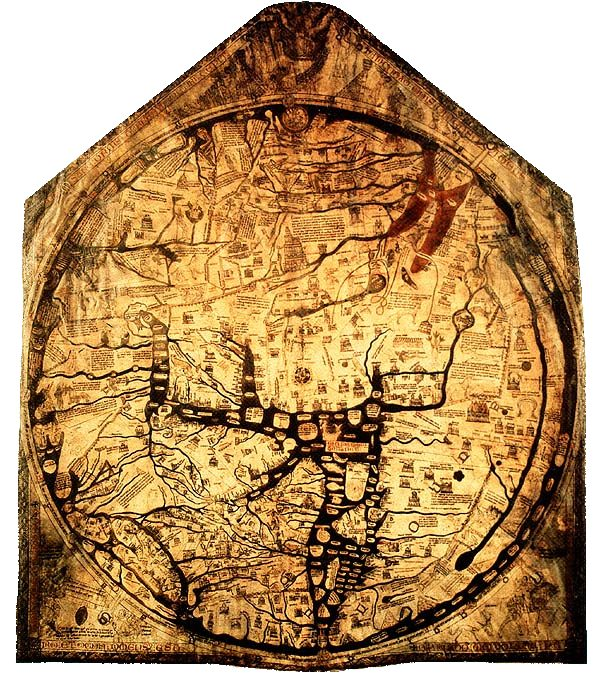
نقشه جهان هرفورد موندی(۱۳۰۰)
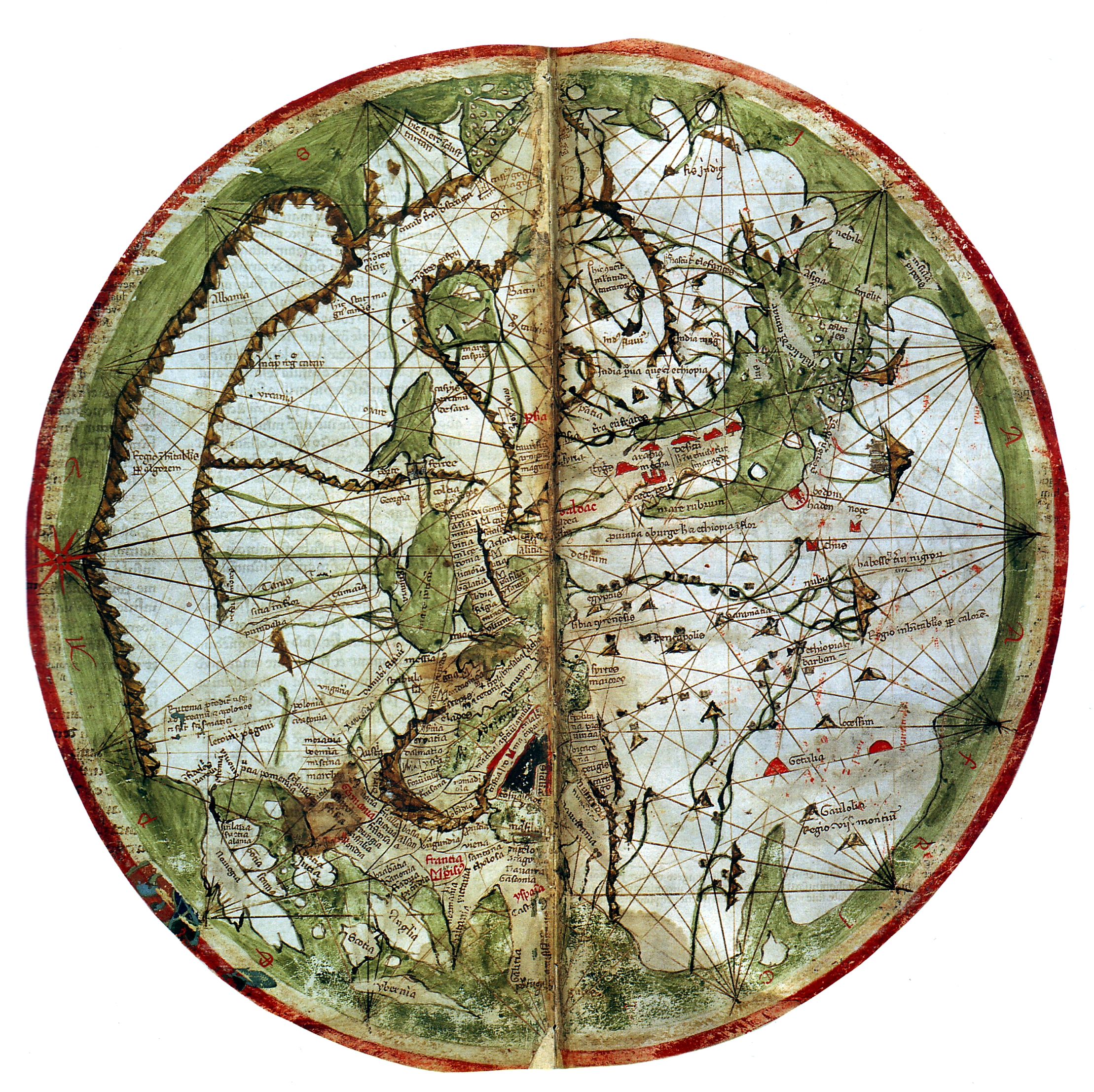
نقشه جهان پیترو ویسکونت
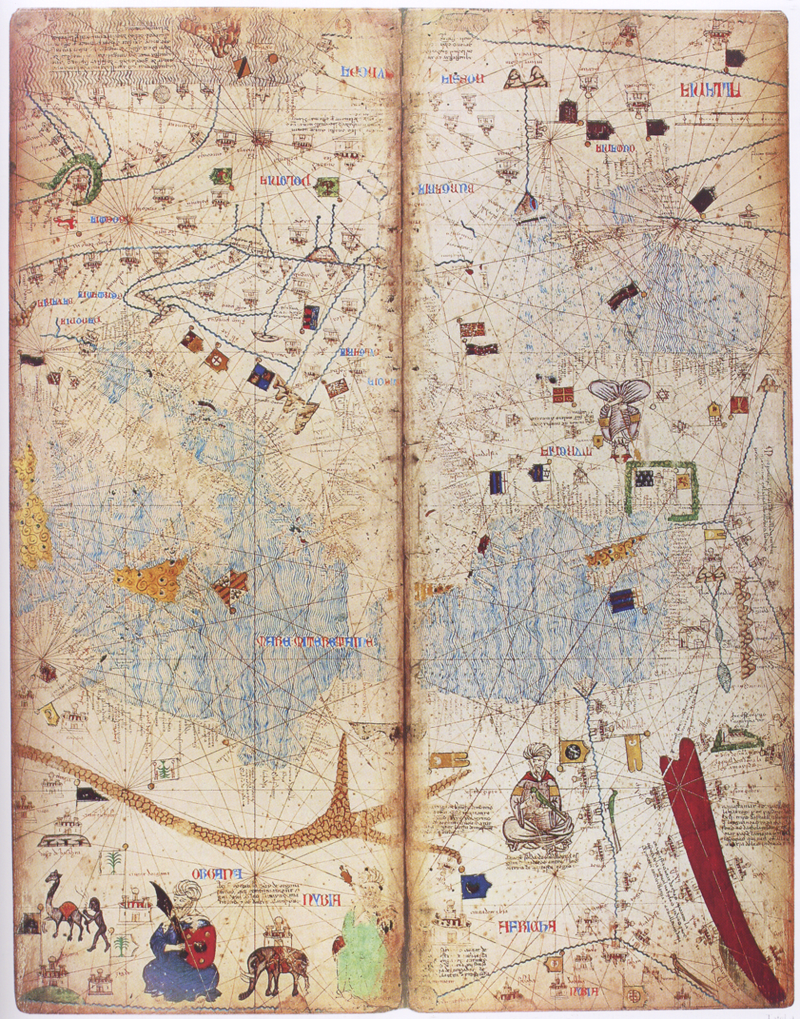
نقشه جهان کاتلاند (۱۳۷۵)
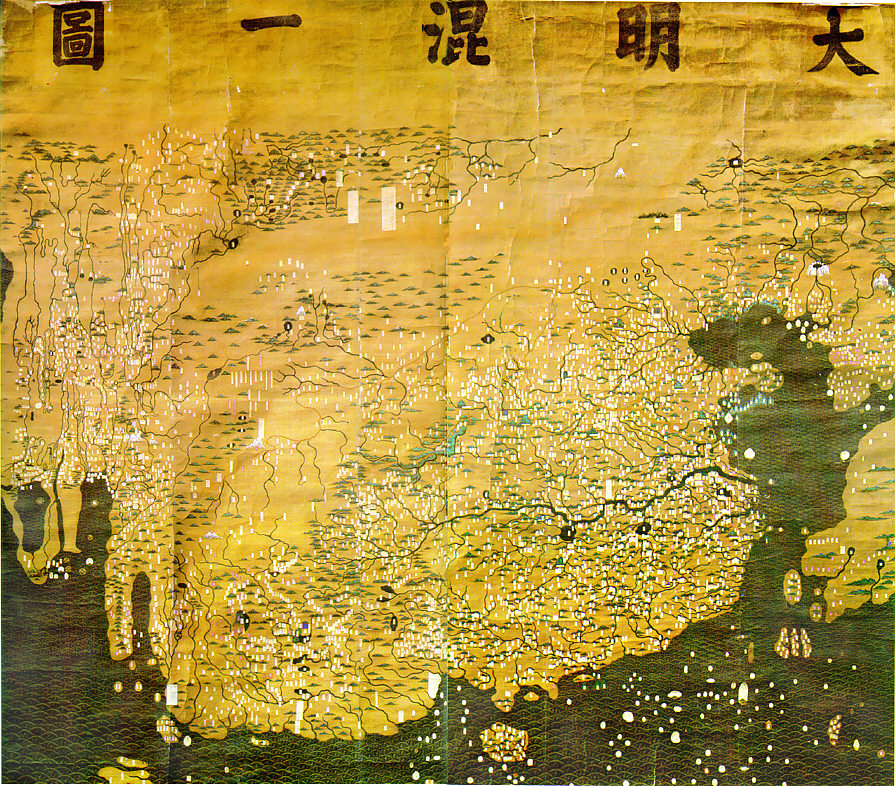
دامینگ هویی تو (۱۳۸۹)
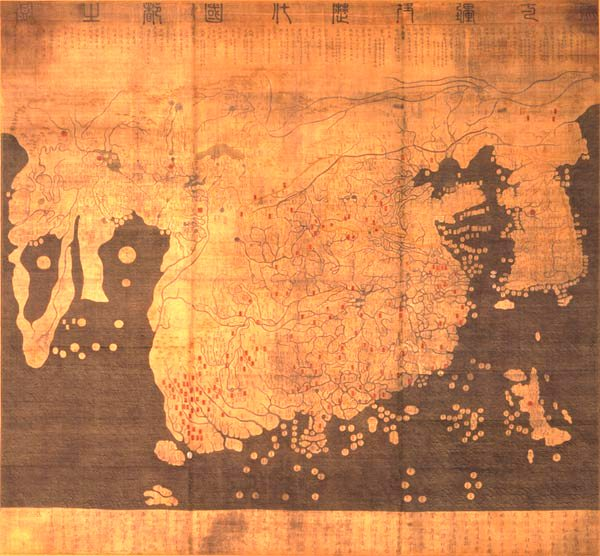
نقشه جهان کانگنیدو (۱۴۰۲)
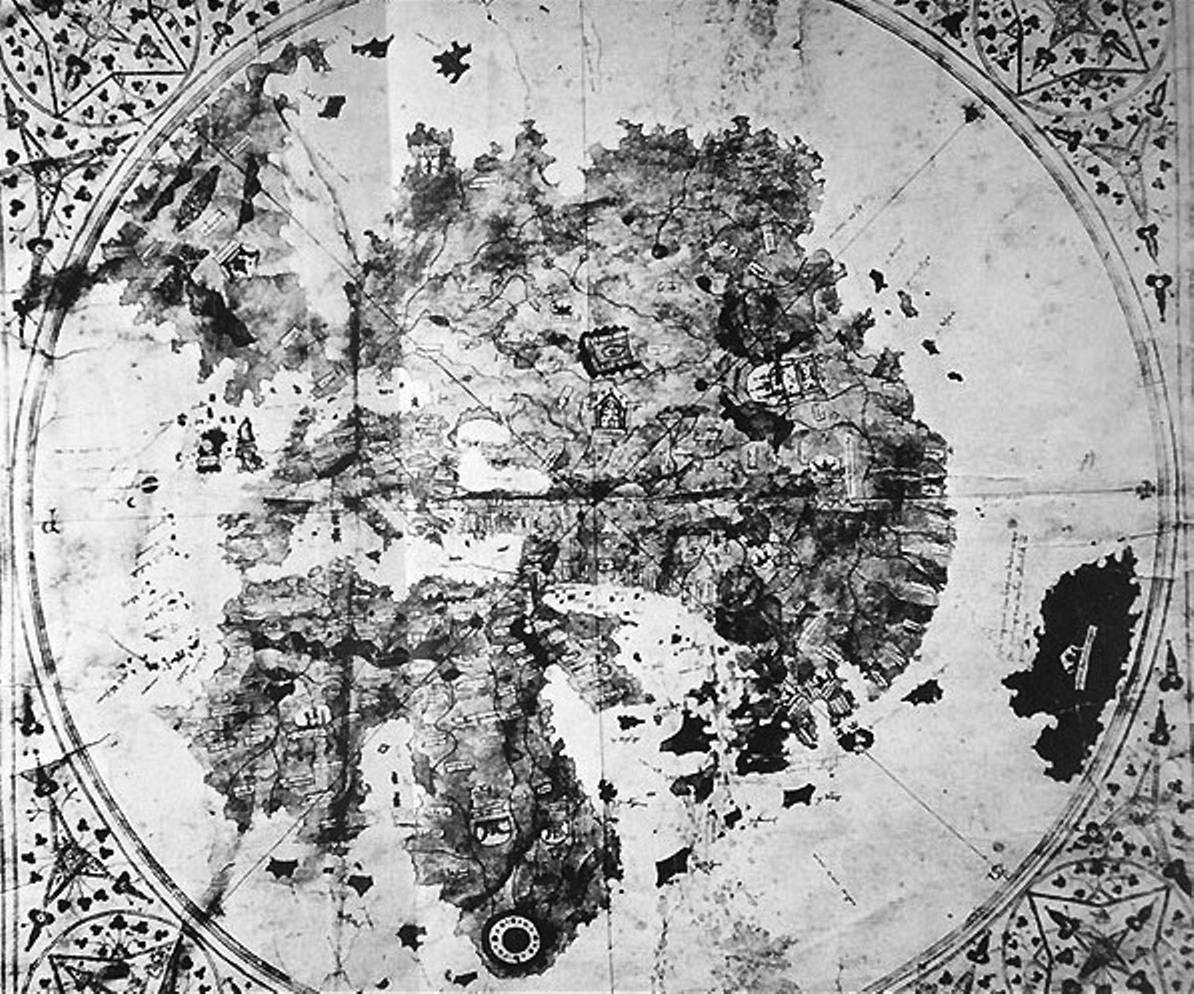
نقشه جهان دی ورگا (۱۴۱۱–۱۴۱۵)
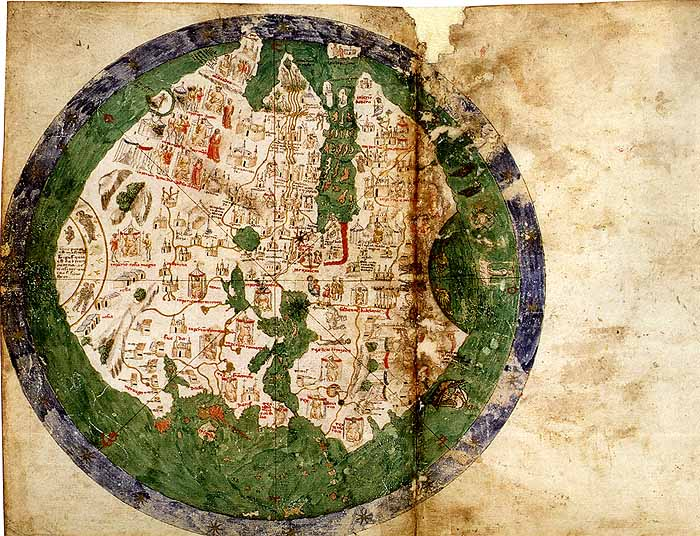
Bianco world map (1436)
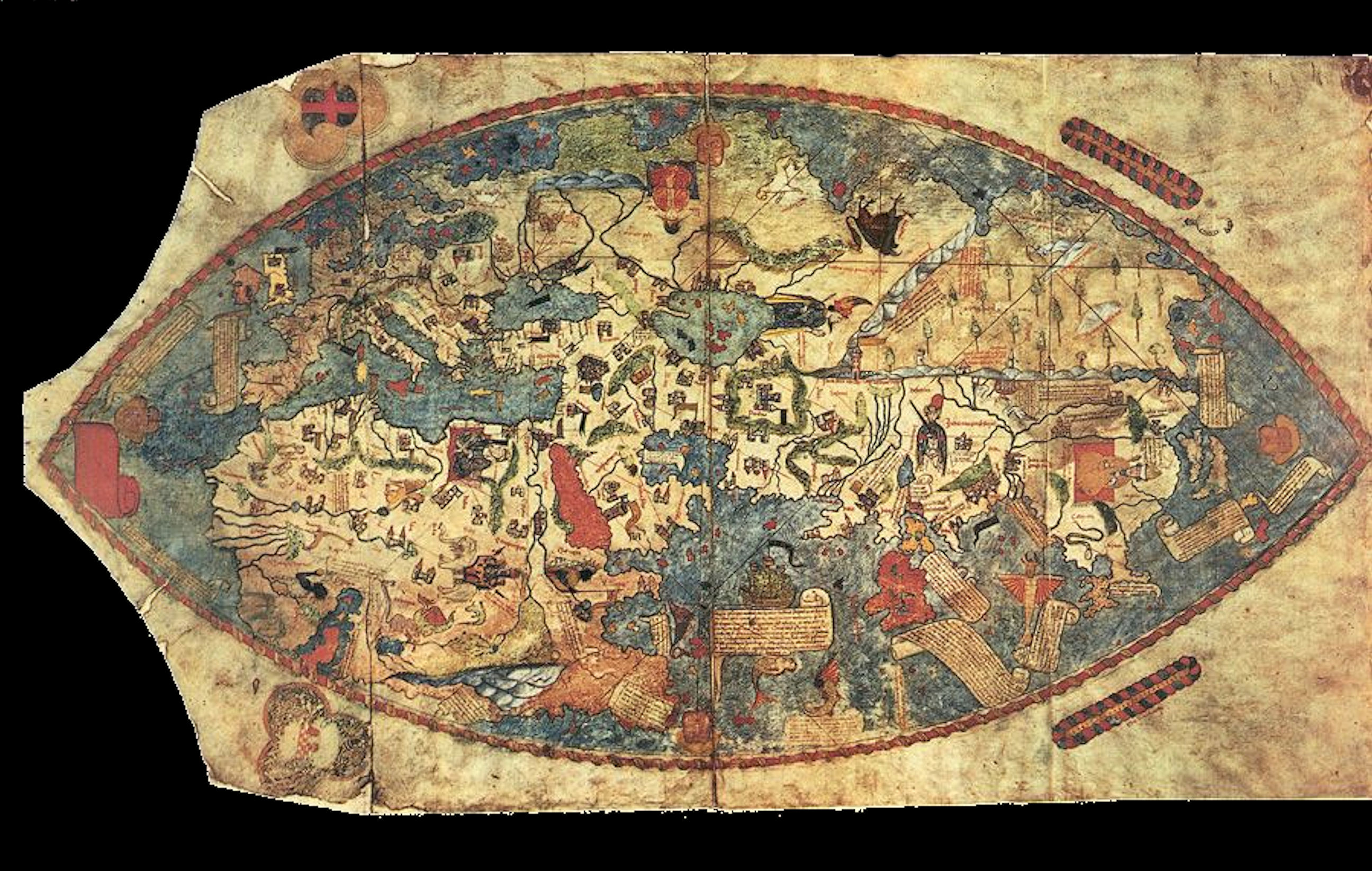
جنویس (۱۴۵۷)
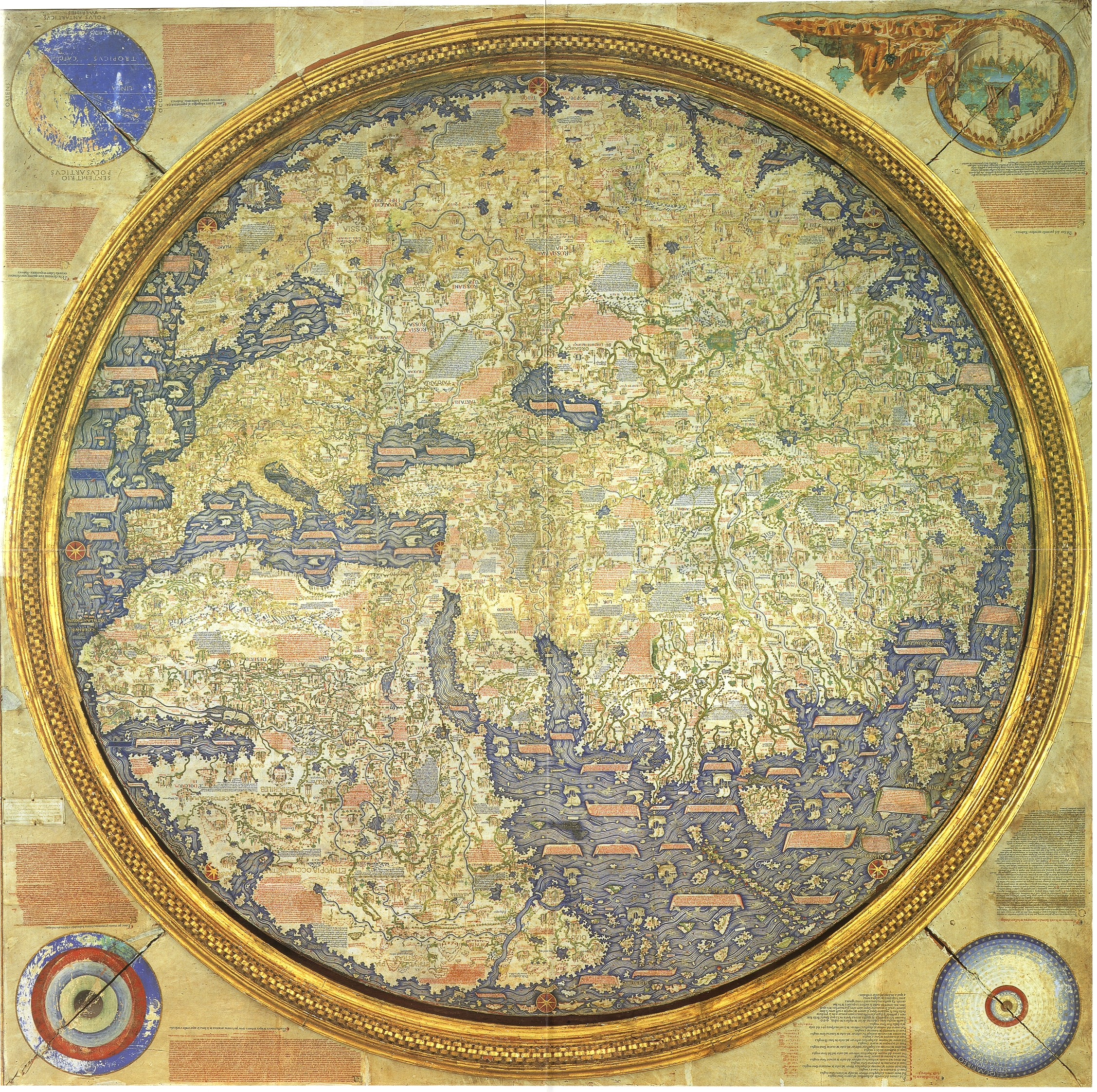
نقشه جهان فرامارو (۱۴۵۹): نقشه جهان فرامارو (۱۴۵۹) در سال‌های ۱۴۵۷ تا ۱۴۵۹ ترسیم شده است بر روی چوب و در دو متر نگار شده است.
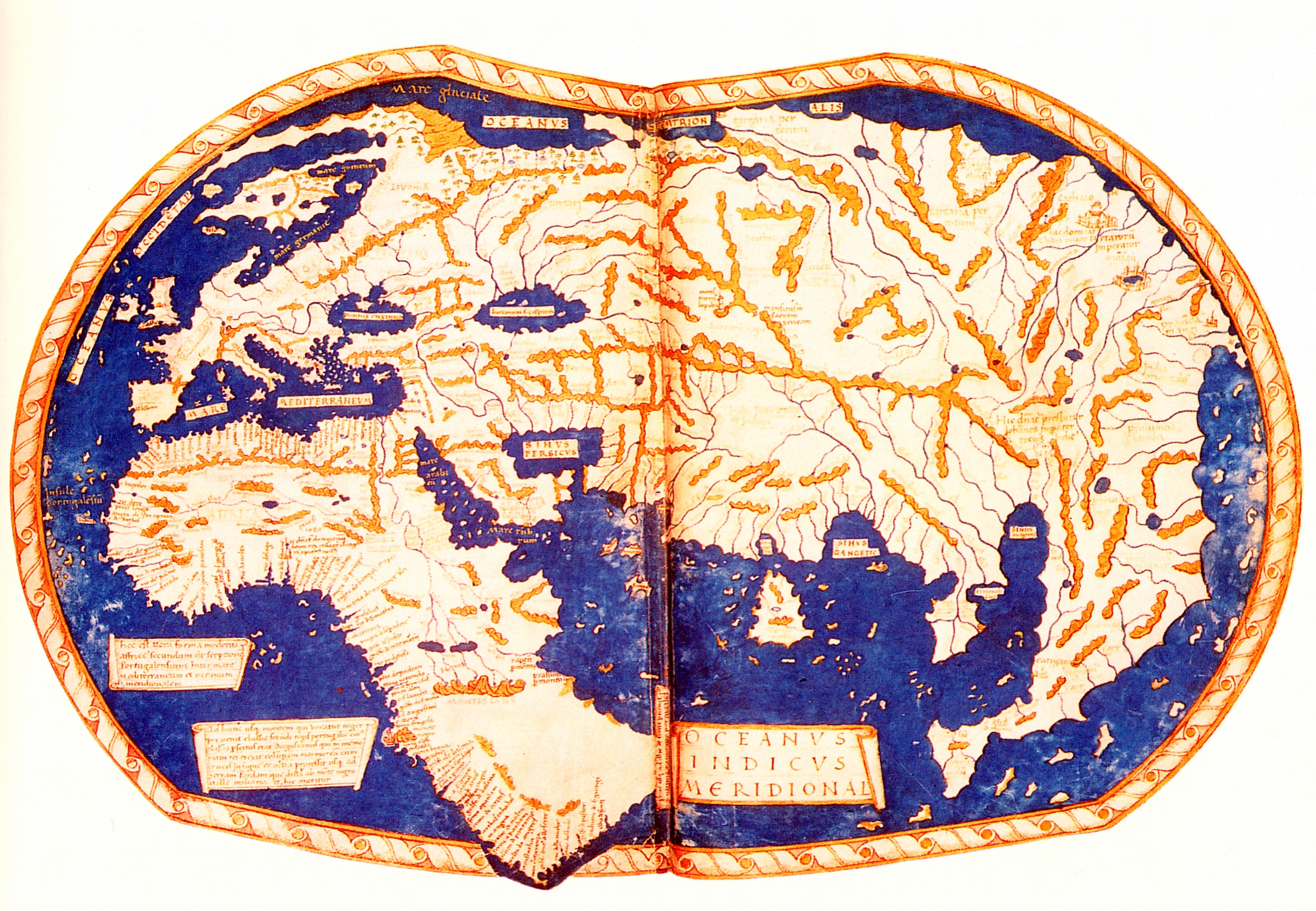
نقشه جهان مارتلوس ۱۴۹۰
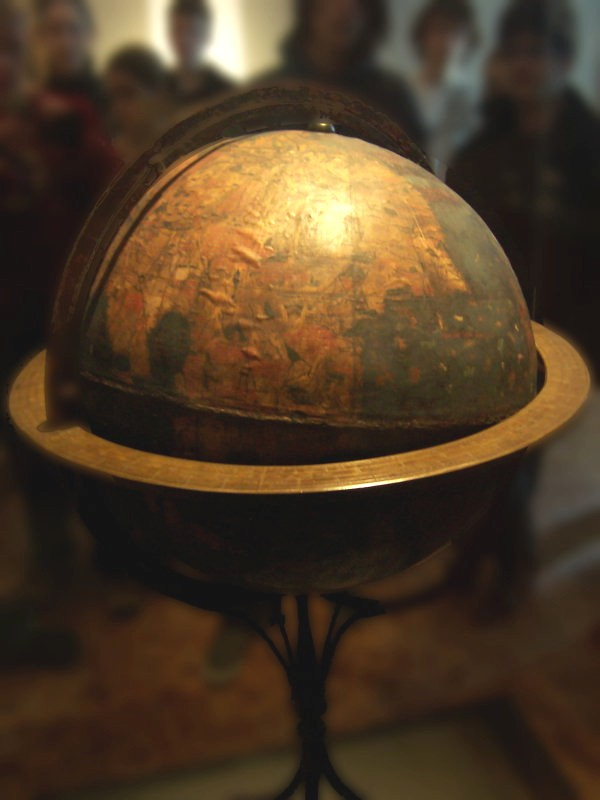
Behaims Erdapfel globe (1492)

## نقشه جهان از ۱۵۰۰ به بعد

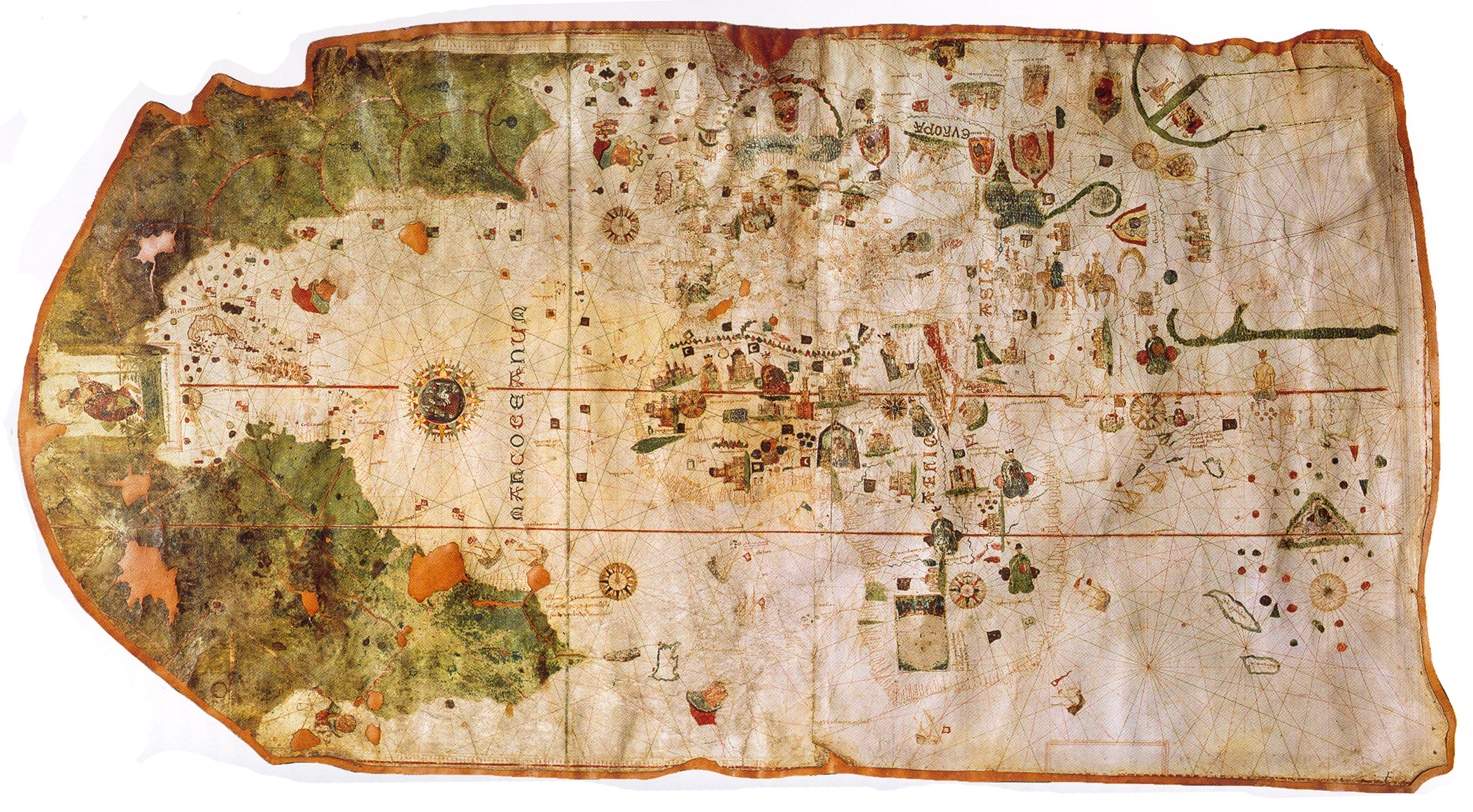
نقشه جهان کار جوان دیلاکوسا
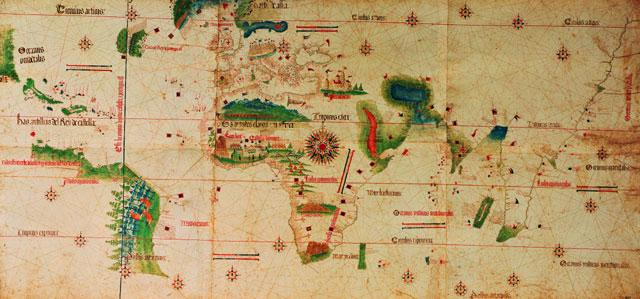
نقشه جهان کانتینو (۱۵۰۲)
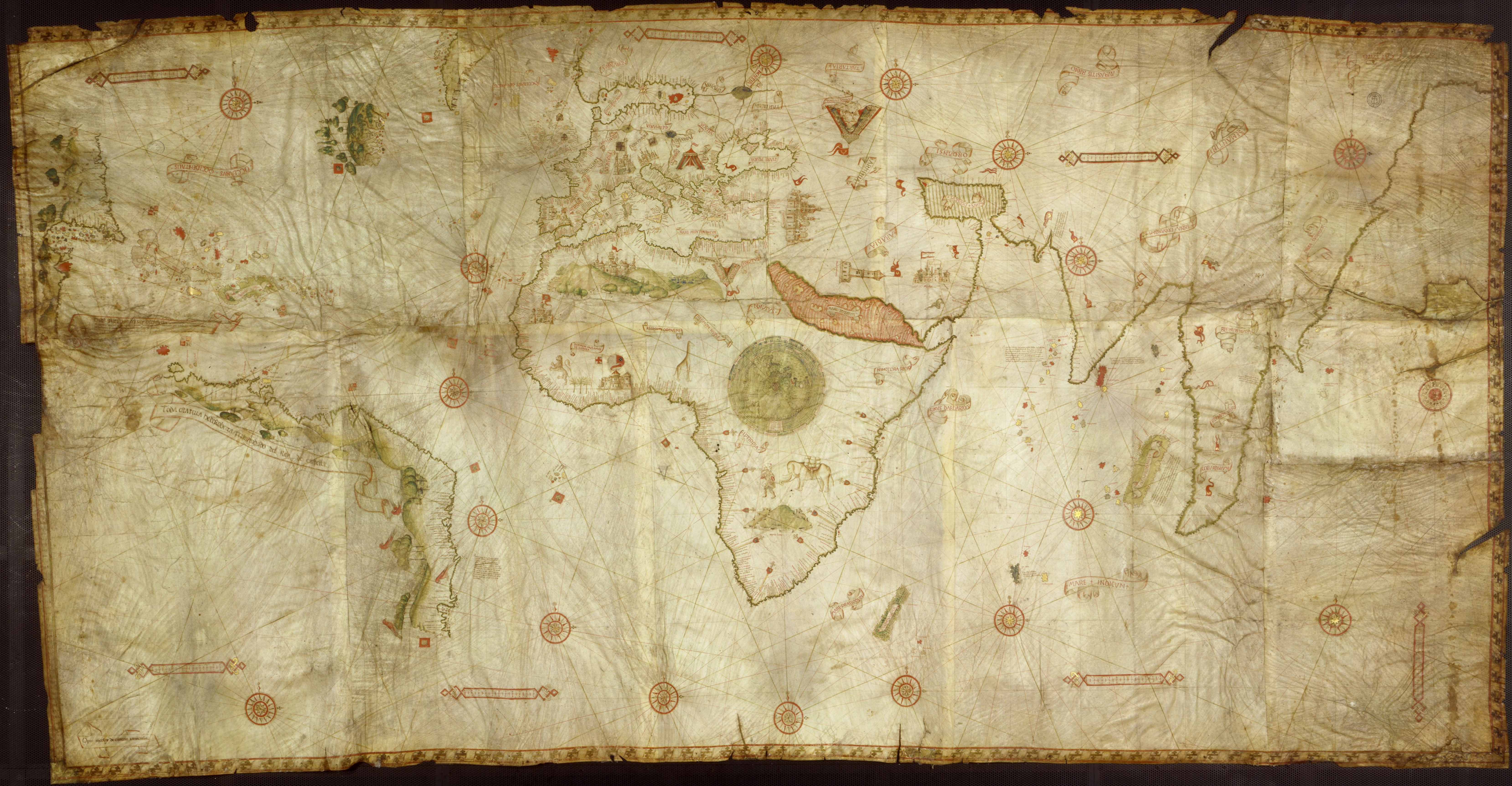
نقشه جهان کاوریو(c.1505)
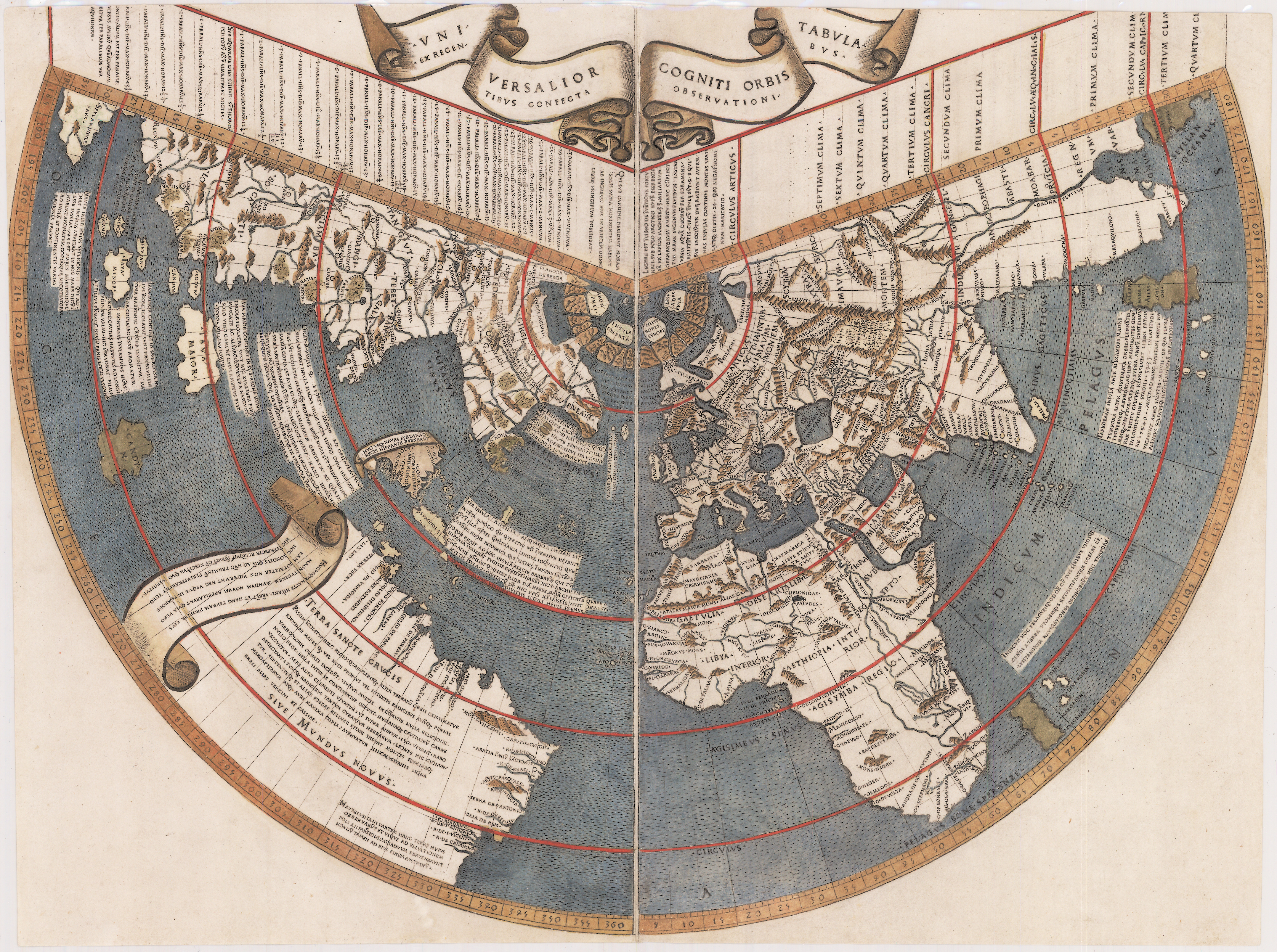
نقشه جهان روچ
Waldseemüller and Ringmannنقشه جهان (۱۵۰۷)
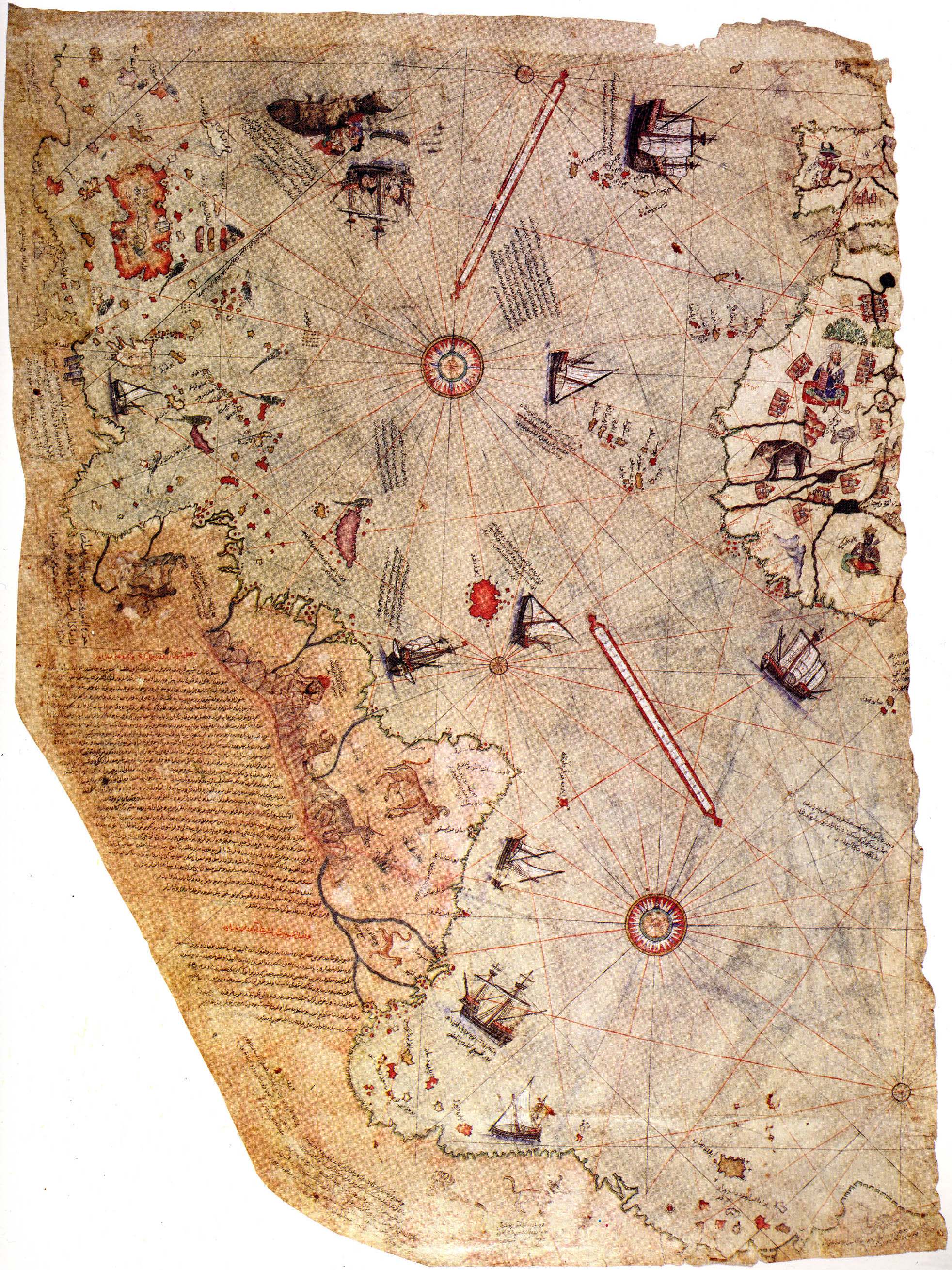
نقشه جهان پیری ریز (۱۵۱۳)
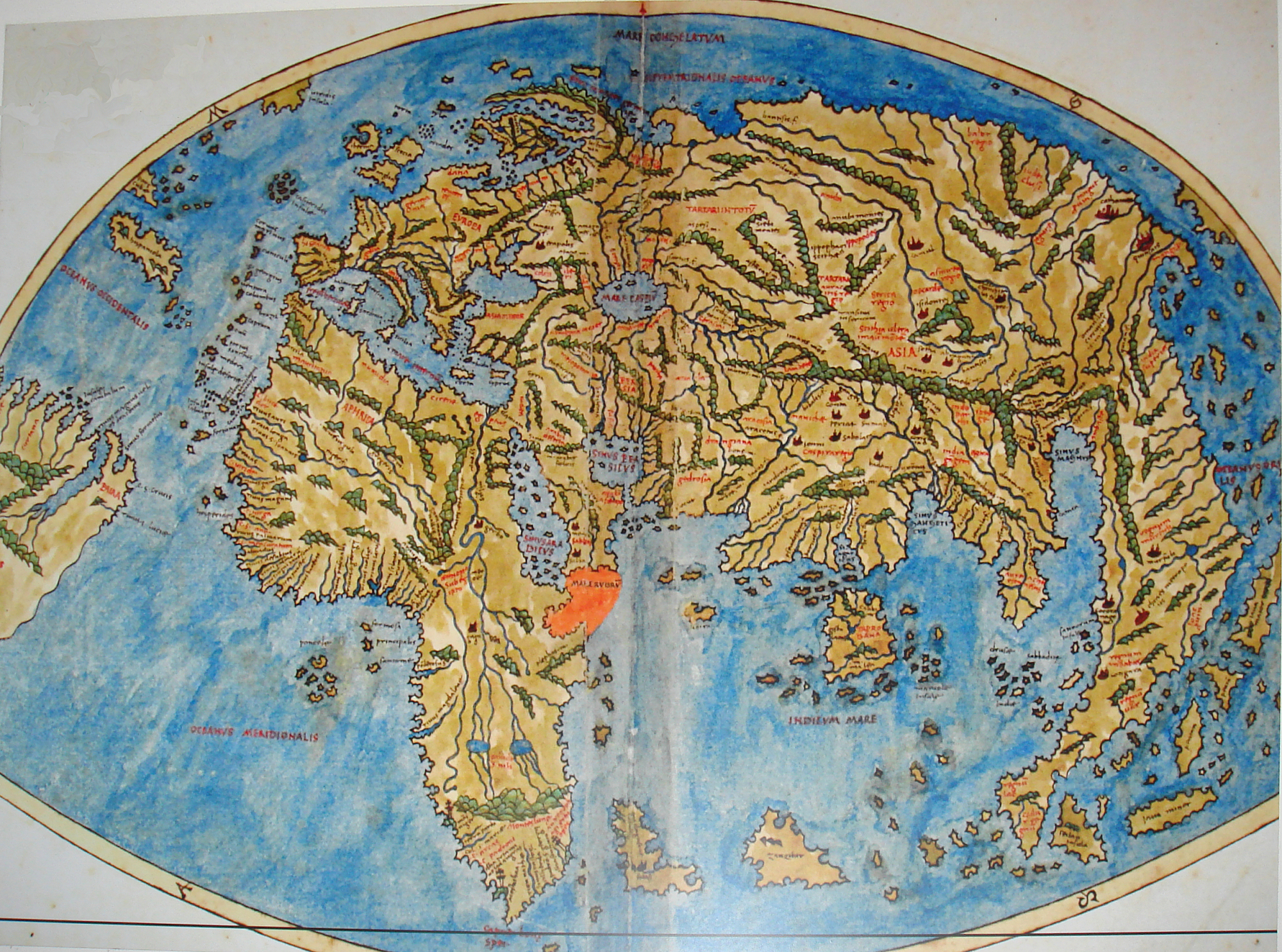
نقشه جهان پترو کوپو(۱۵۲۰)
نقشه جهان دیوگو ریبرو(۱۵۲۷)
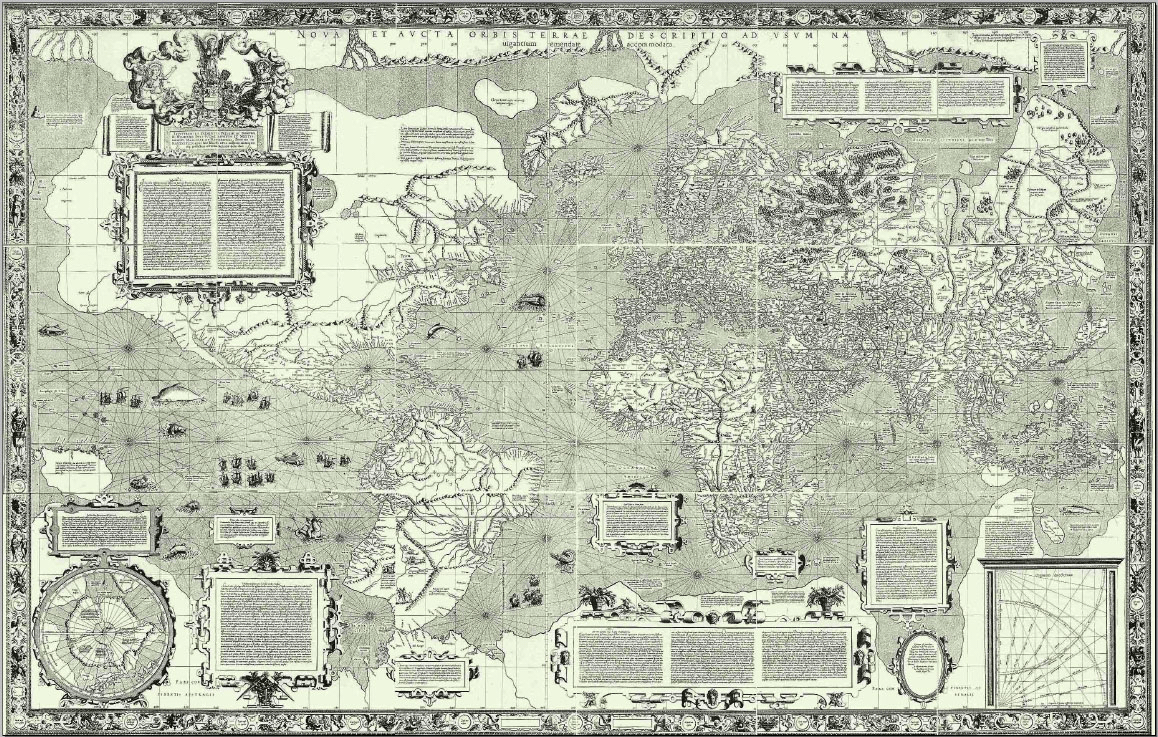
نقشه جهان مرکارتور(۱۵۶۹)
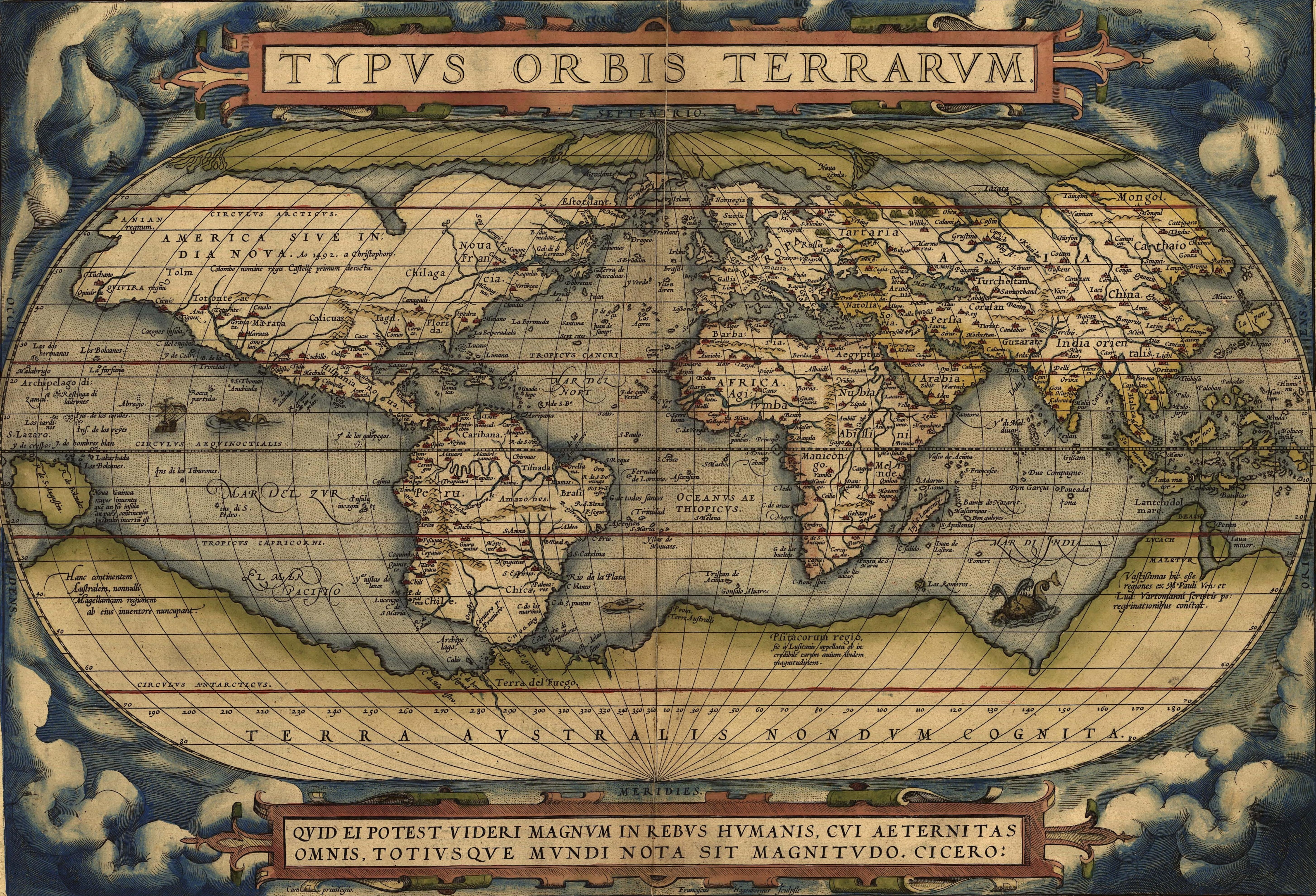
نقشه جهان آبراهام اورتلیوس(۱۵۷۰)
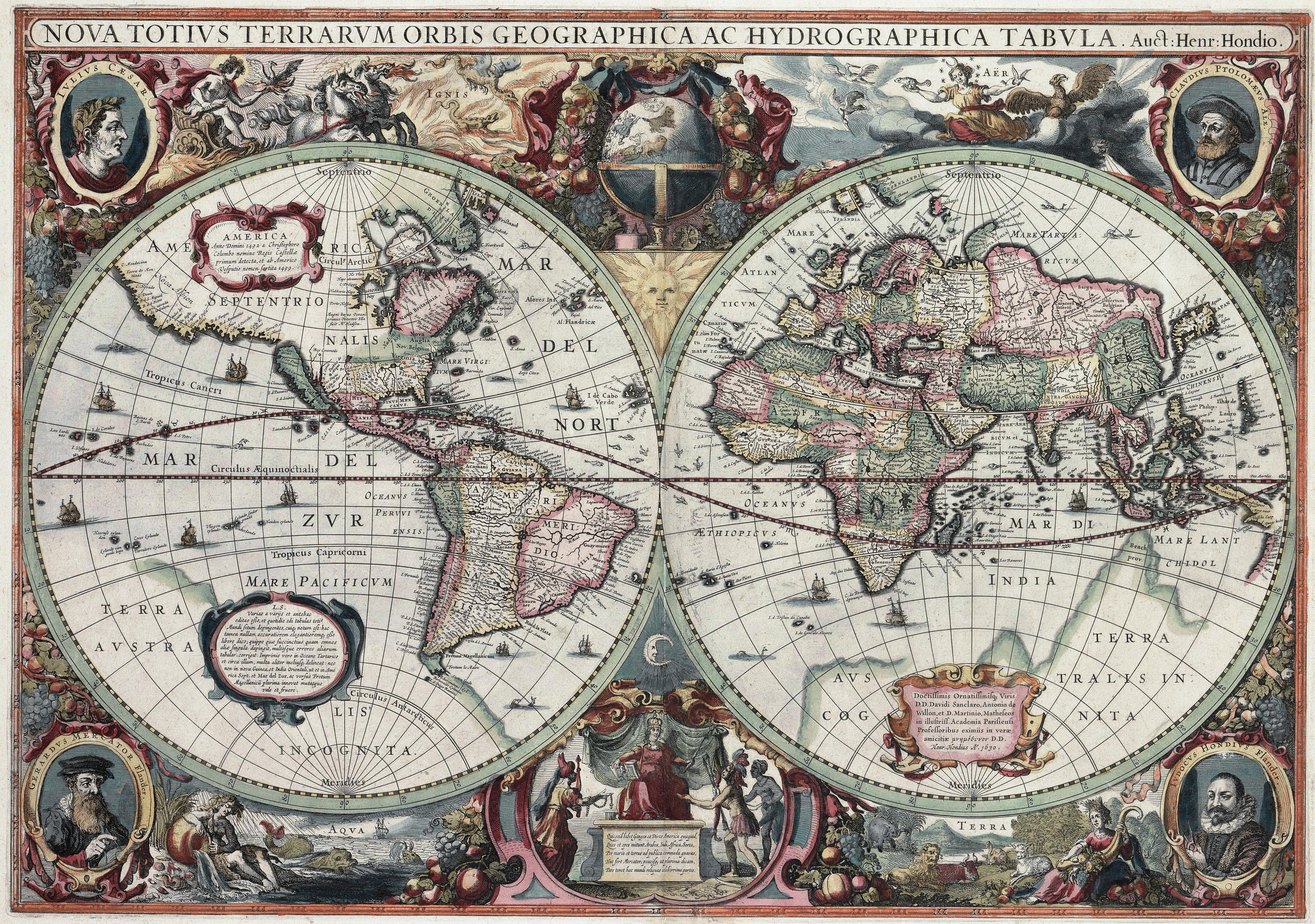
نقشه جهان هندیوس (۱۶۳۰)

## نقشه‌های دوره استعمار

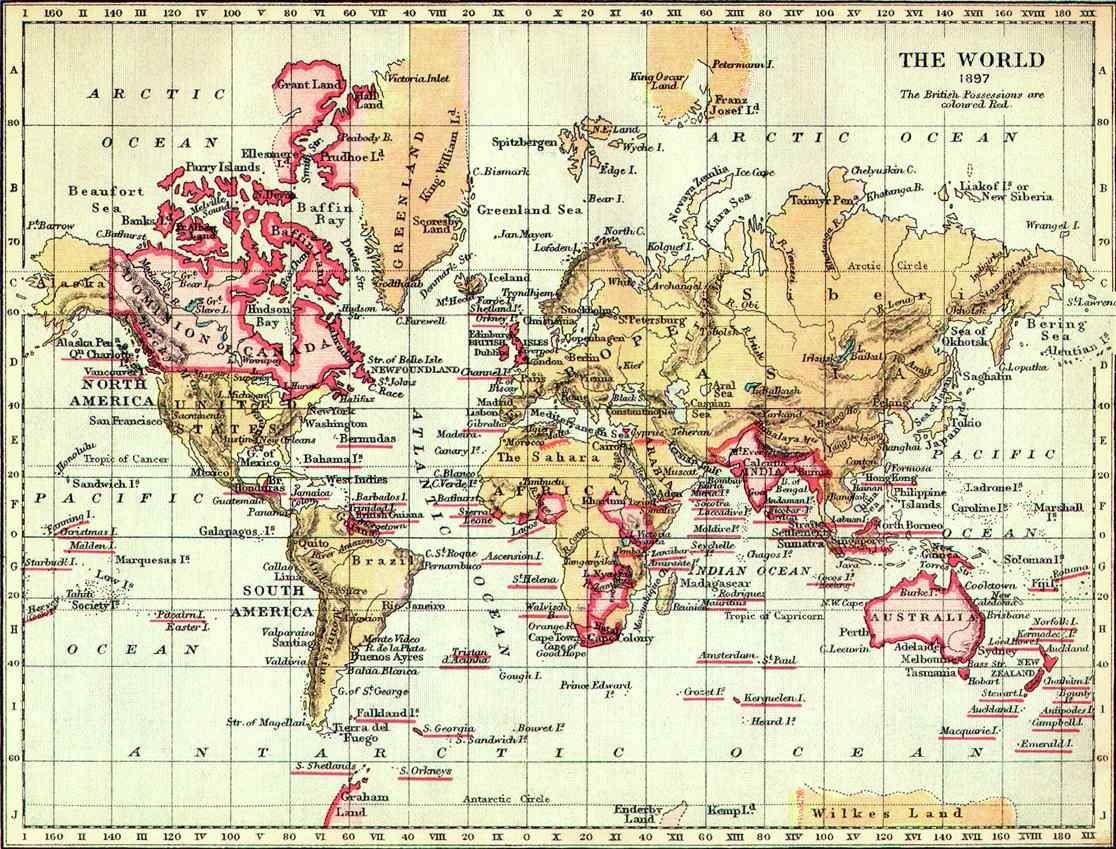
مستعمرات امپراتوری بریتانیا در سال ۱۸۹۷ میلادی با رنگ قرمز در نقشه یا زیر نامشان مشخص شده‌اند.

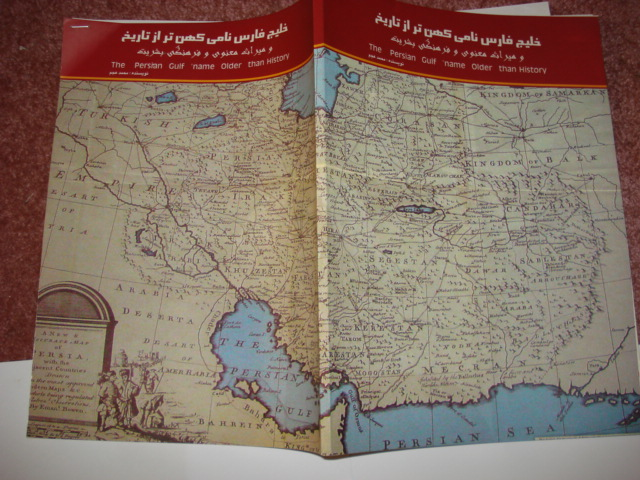
PersianSeaنقشه ایران در دوره افشاریه ۱۷۴۷توسط امانوئل بوئن جغرافی‌دان-

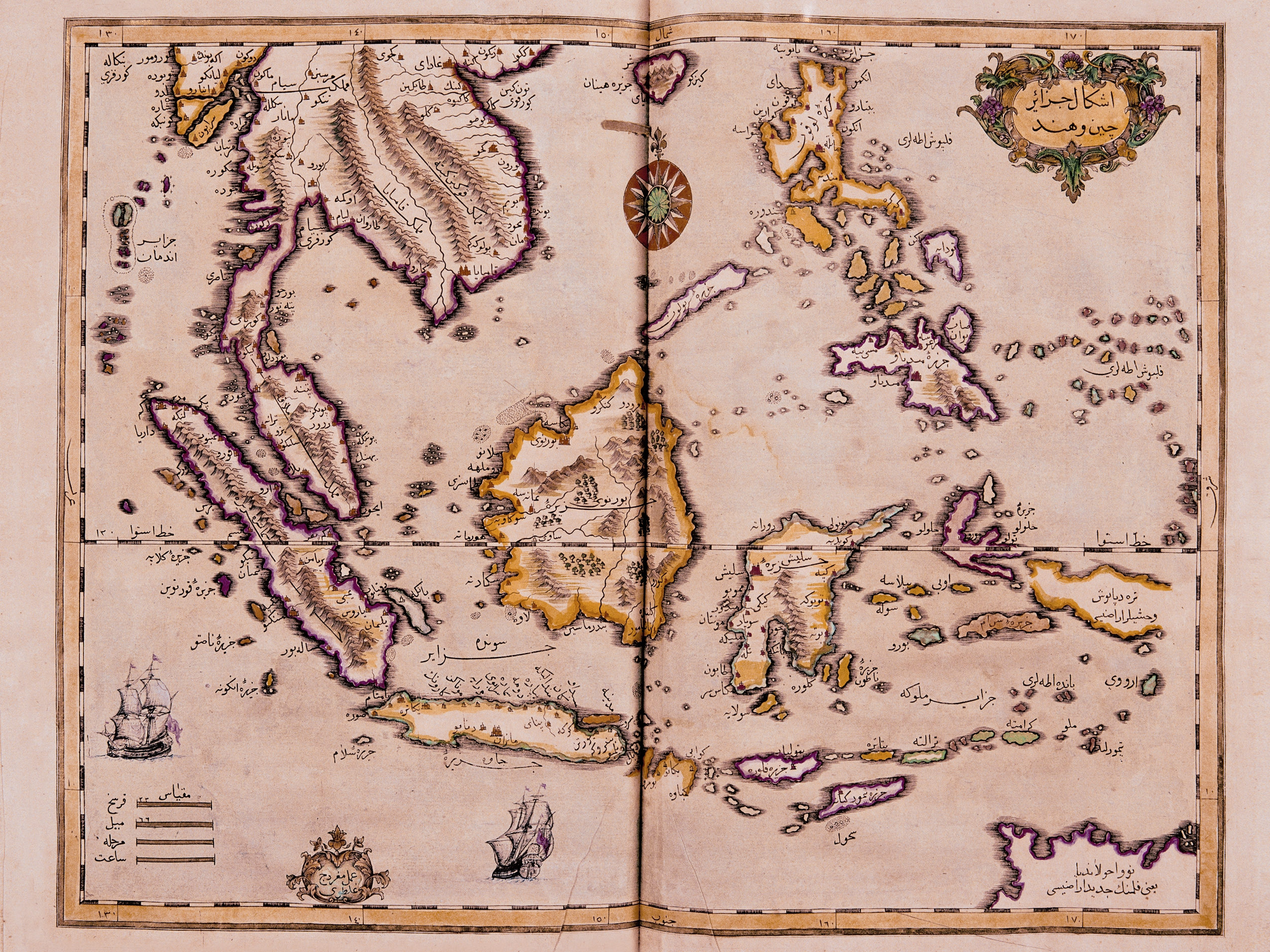
Map of the Indian Ocean and the China Sea was engraved in 1728 by Ibrahim Müteferrika

## نگارخانه

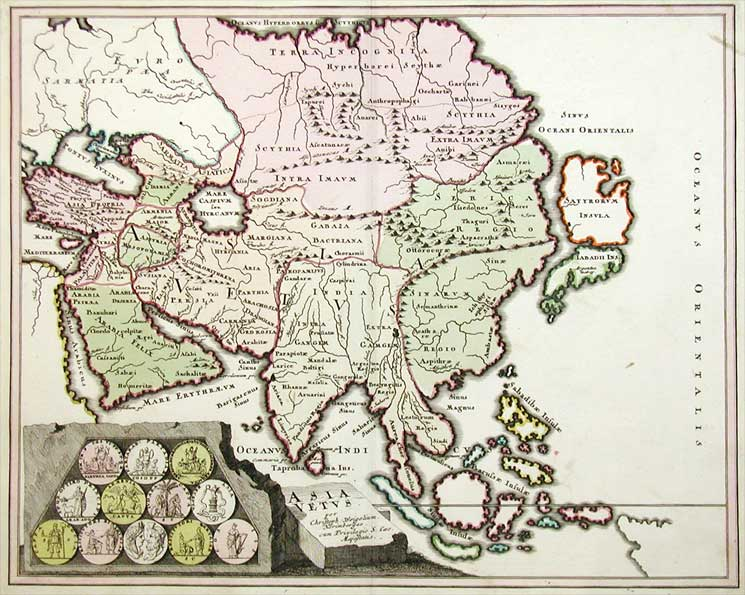
نقشه آسیا از کریستوف ویگل به سال ۱۷۱۹ میلادی (نام خلیج فارس مشهود است.)
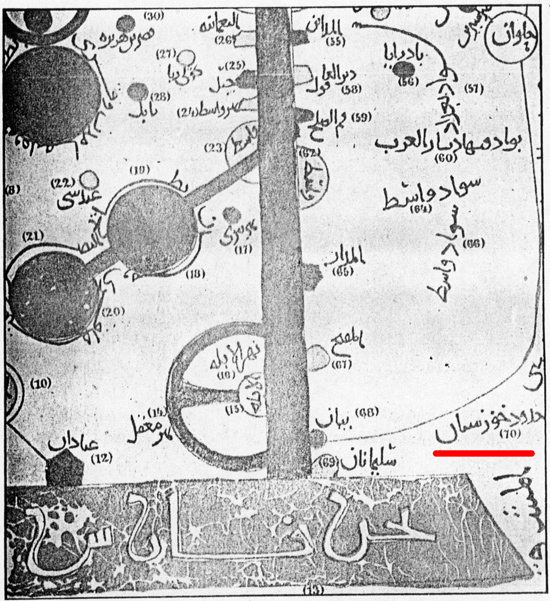
به عبارت «بحر فارس» در پایین تصویر توجه شود. اثر استخری، متوفی ۳۳۰ ه. ش (سدهٔ ۹ م.)
به لاتین: خلیج فارس. برگرفته از اثر بطلمیوس. ۱۴۷۸ میلادی.
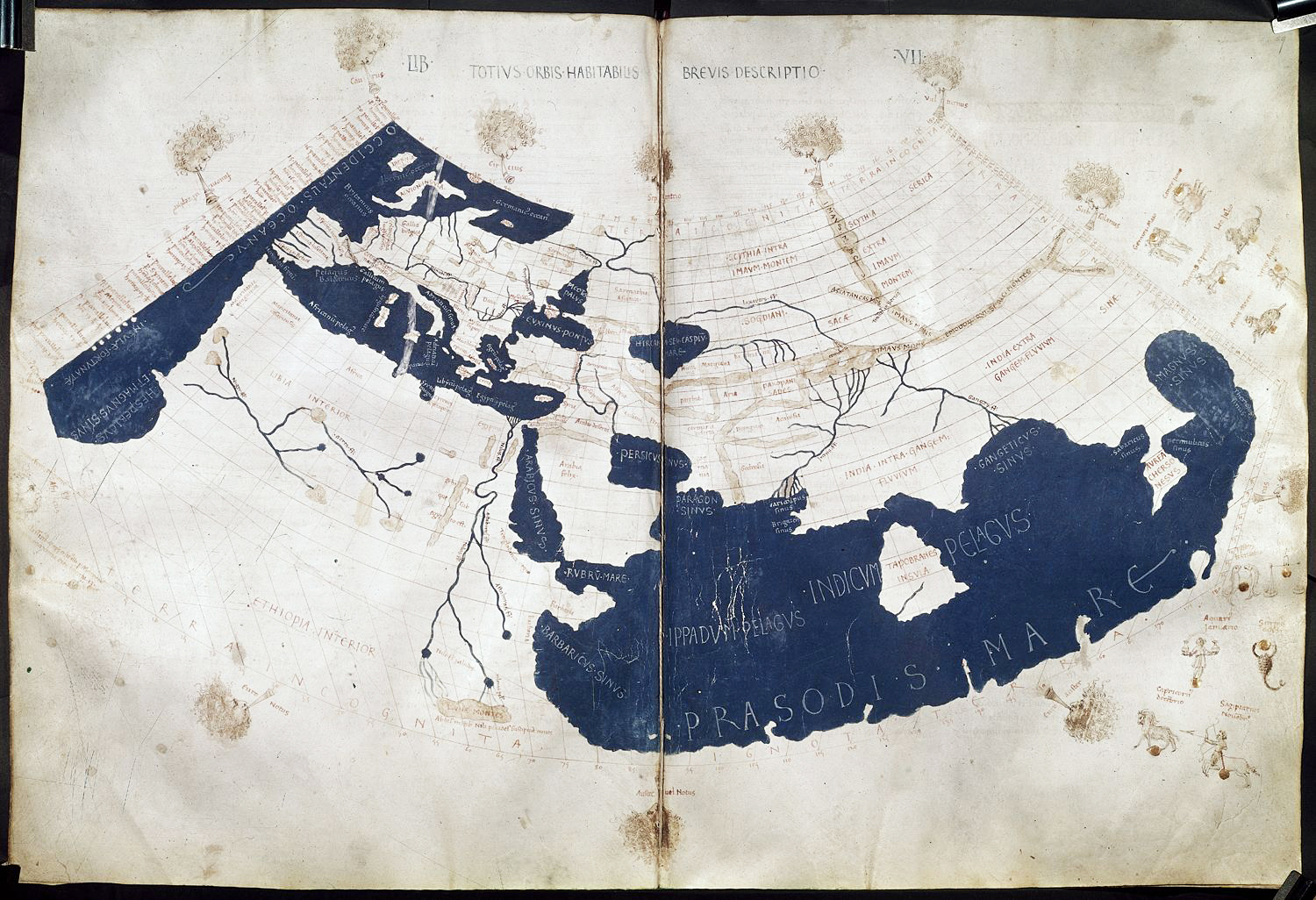
لاتین: خلیج فارس. سدهٔ ۱۵ میلادی. برگرفته از نقشهٔ جهان اثر بطلمیوس (۸۳–۱۶۸ م.)
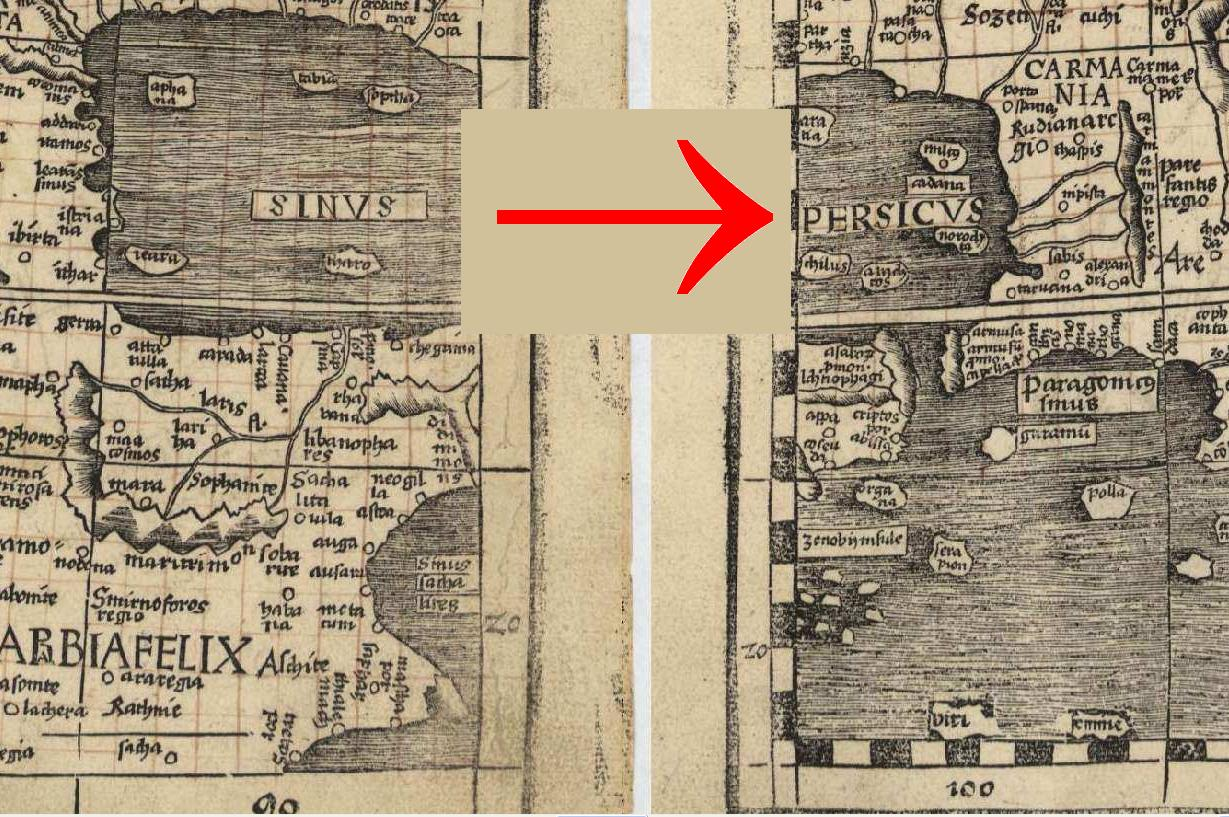
لاتین: خلیج فارس. Waldseemüller map. ۱۵۰۷ م.
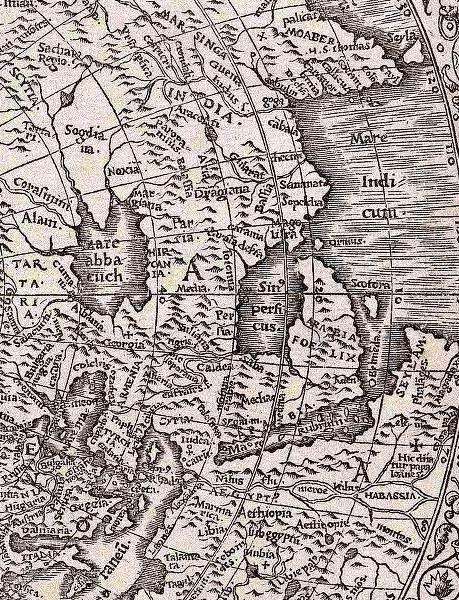
انگلیسی: خلیج فارس. ۱۵۳۱-۱۵۳۲ م.
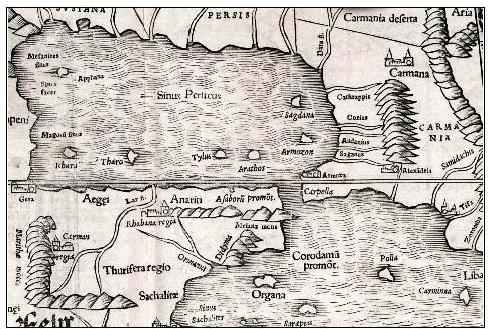
ایتالیایی: خلیج فارس. ۱۵۴۰ م.
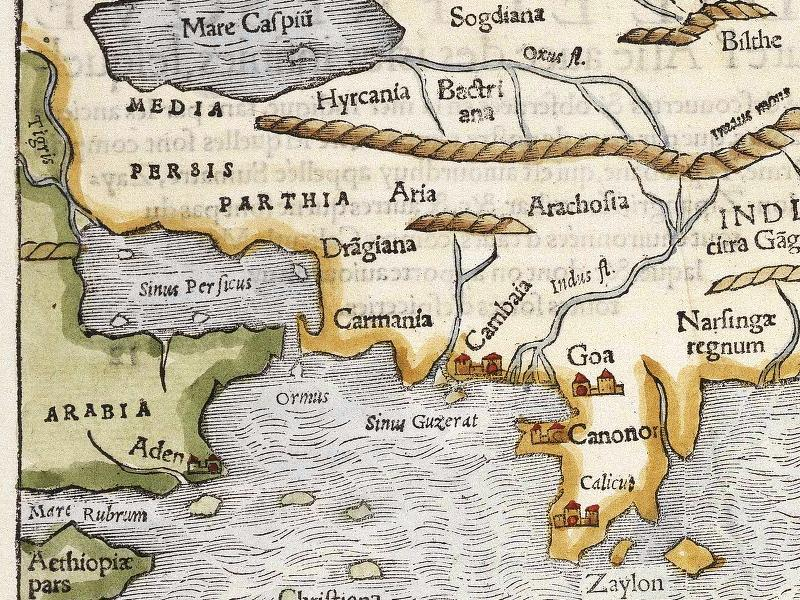
فرانسوی: خلیج فارس. ۱۵۴۰ م.
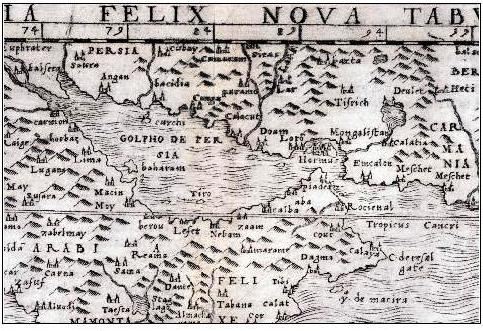
ایتالیایی: خلیج فارس. ۱۵۴۸ م.
خلیج فارس. ۱۵۶۳ م.
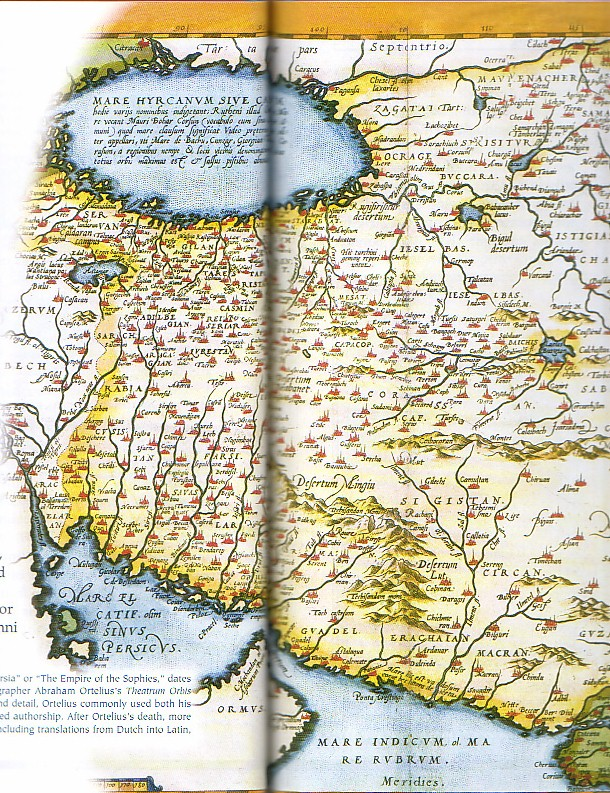
خلیج فارس. ۱۶۲۴-۱۵۷۰ م.
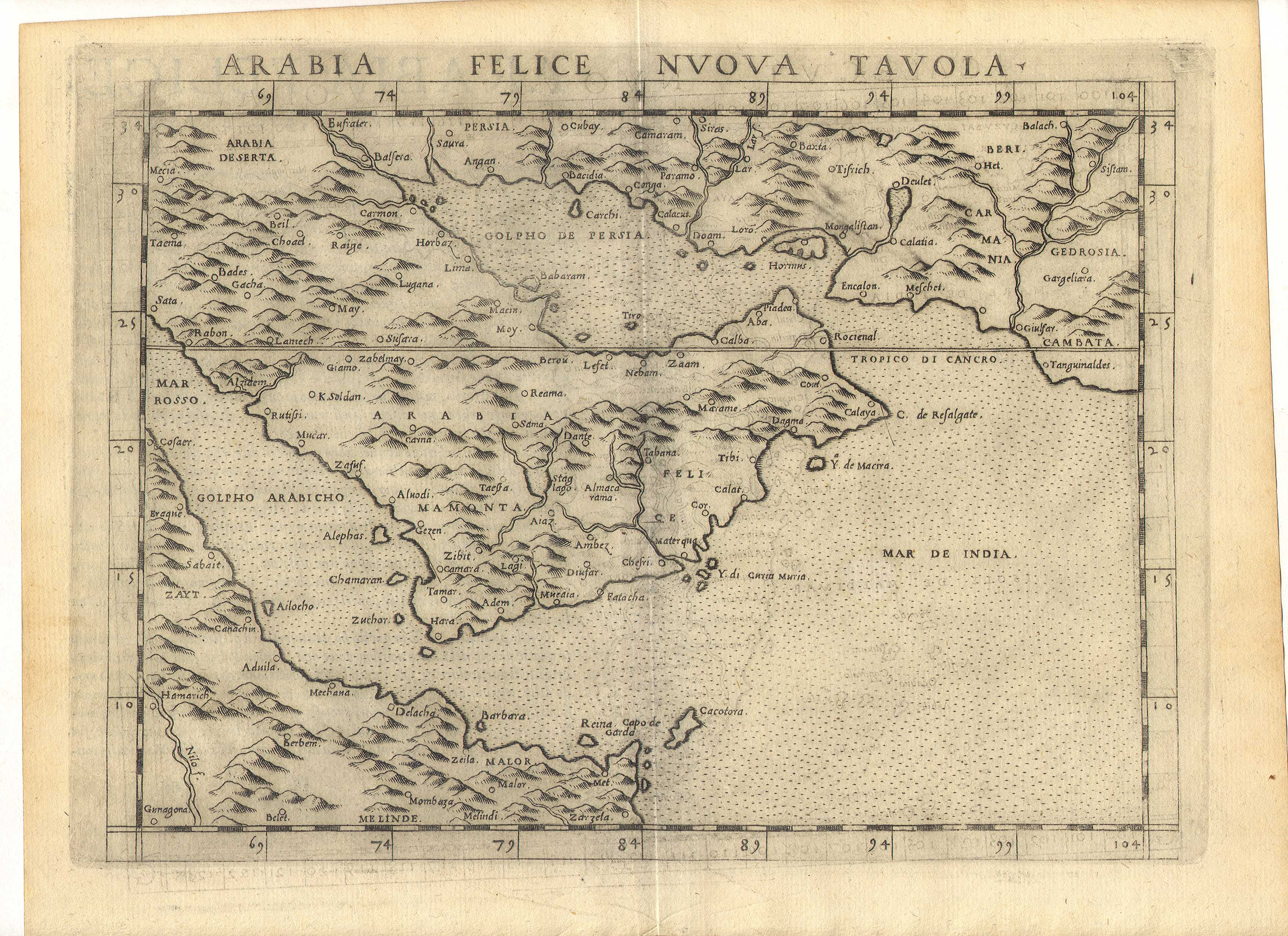
ایتالیایی: خلیج فارس. ۱۵۷۴ م.
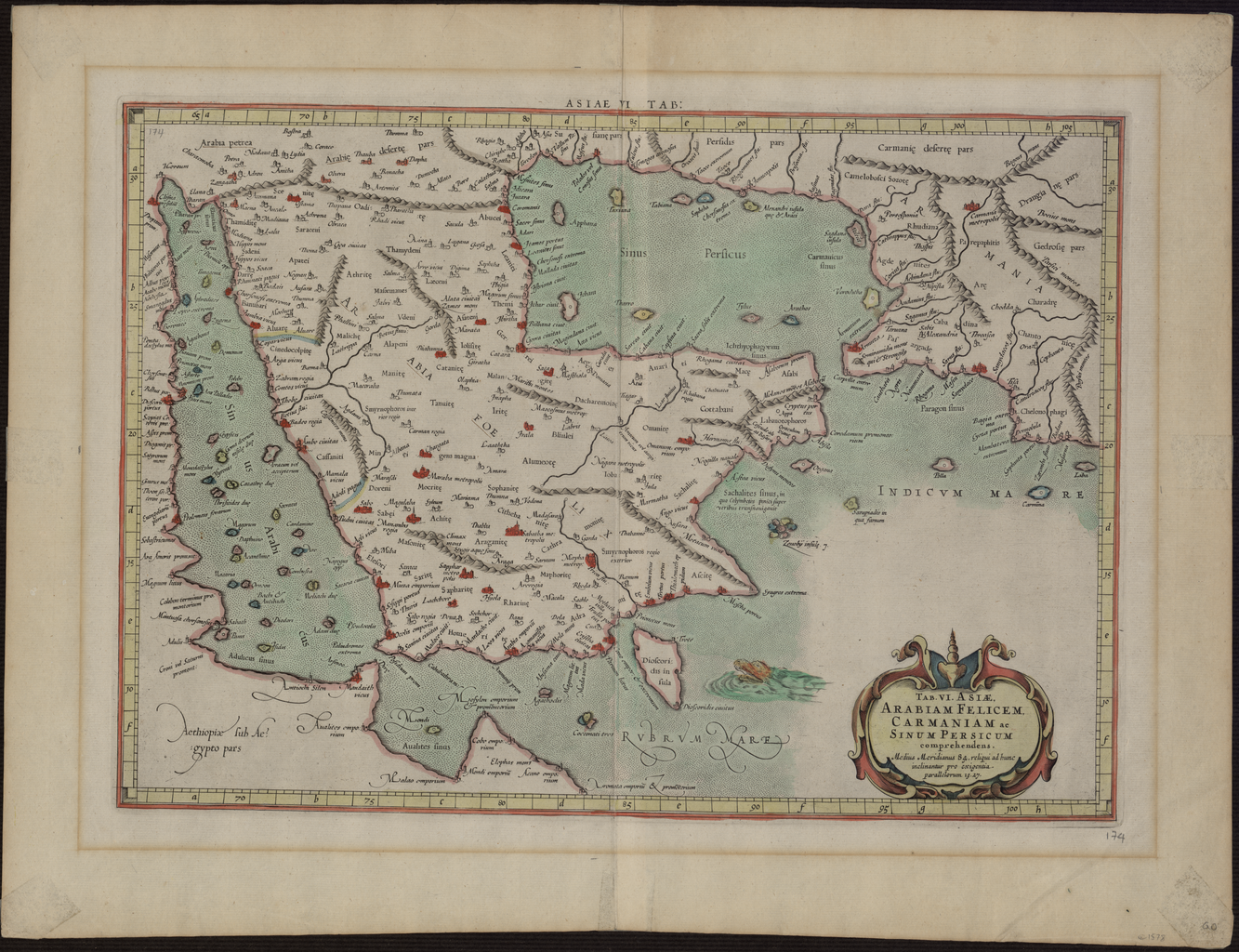
لاتین: خلیج فارس. نقشهٔ آسیا. ۱۵۷۸ م.
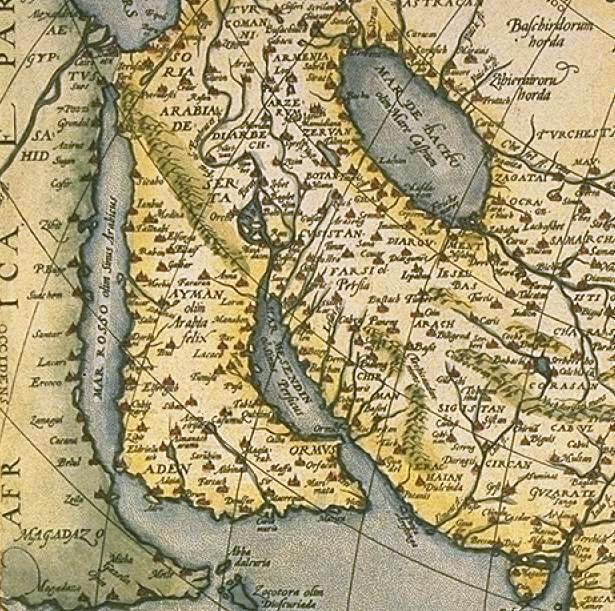
انگلیسی: خلیج فارس. ۱۵۸۰ م.
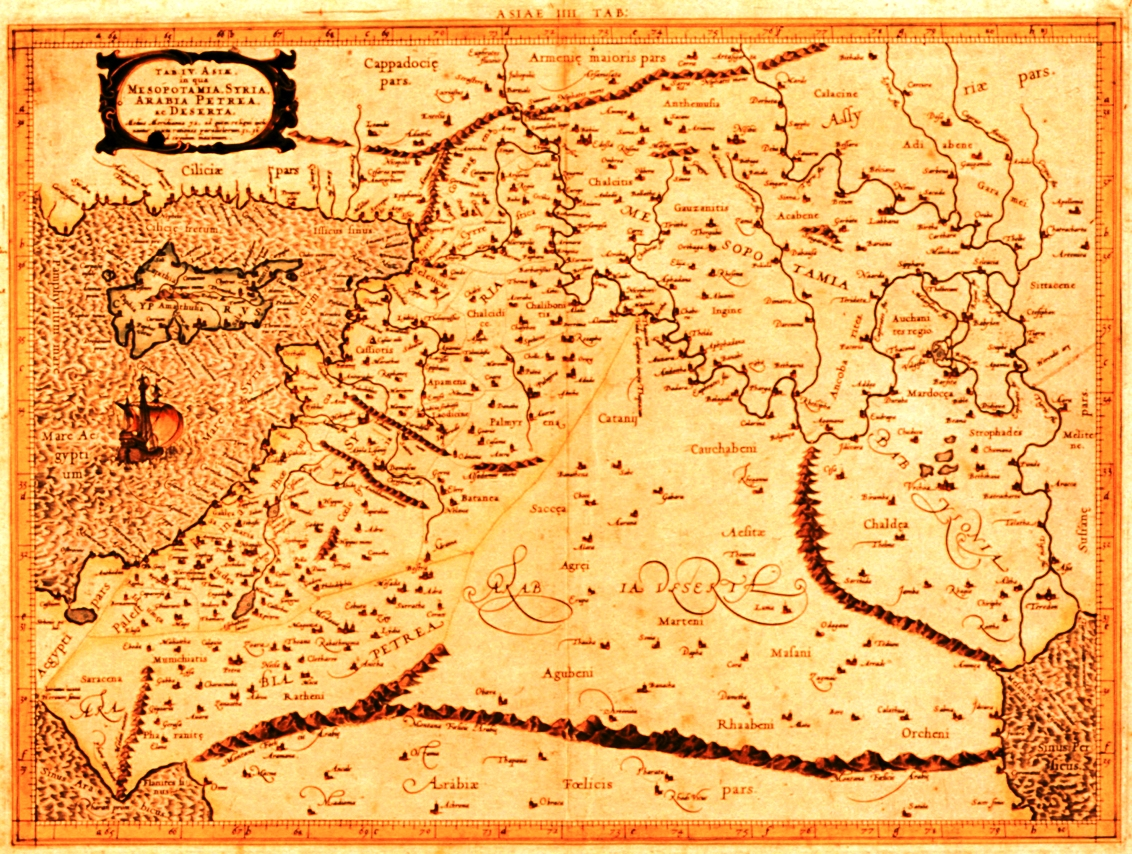
انگلیسی: خلیج فارس. ۱۵۸۴ م.
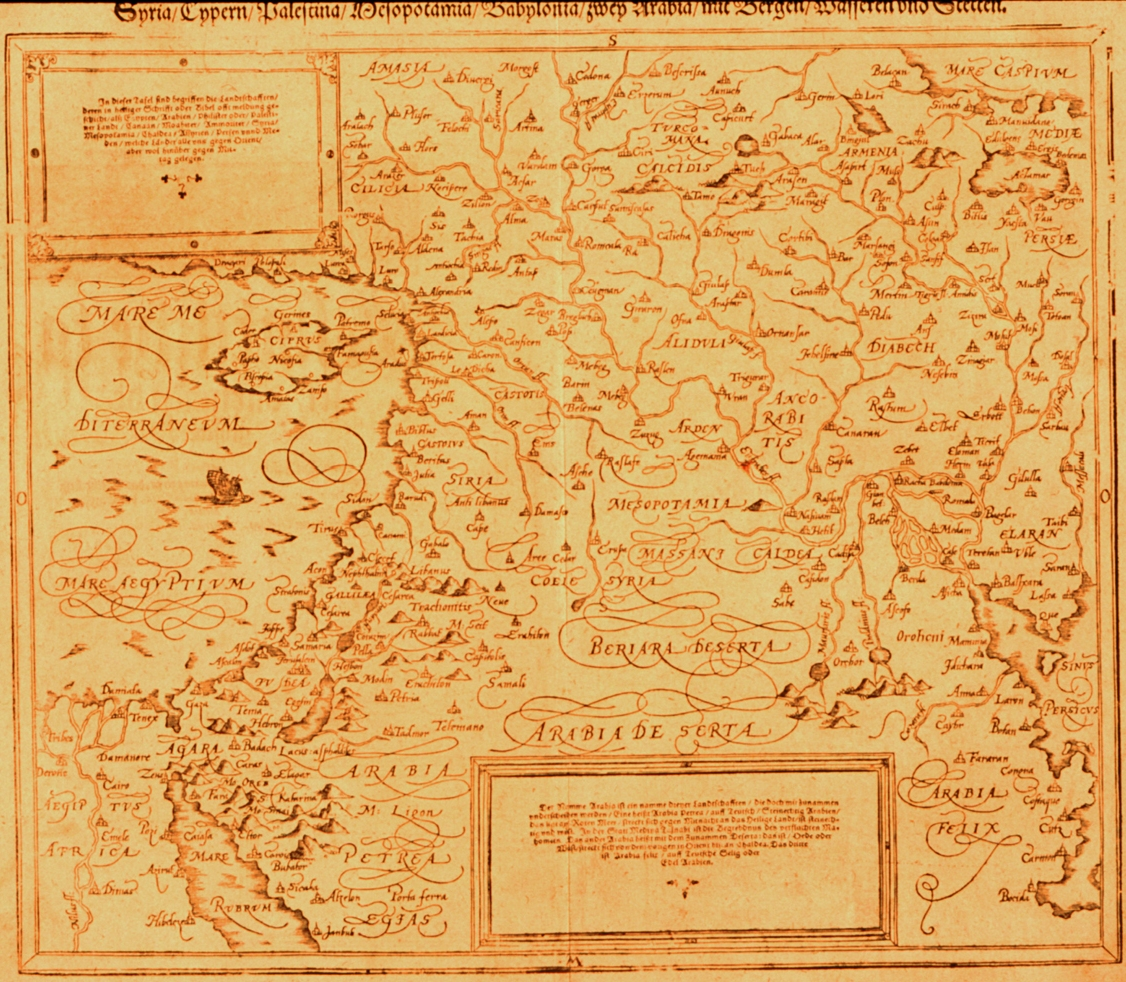
انگلیسی: خلیج فارس. ۱۵۸۸ م.
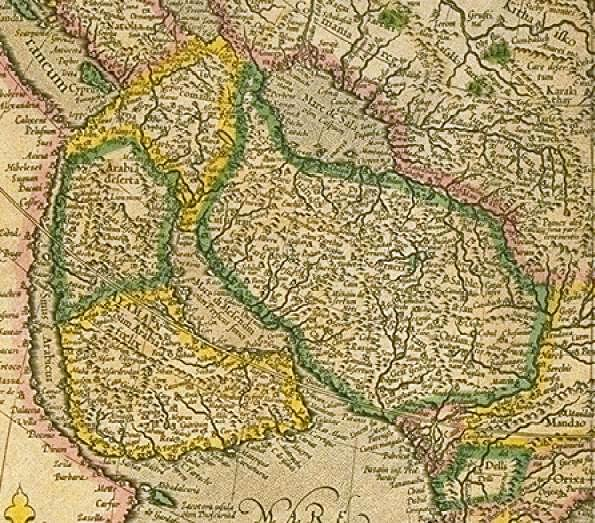
انگلیسی: خلیج فارس. ۱۵۹۵ م.
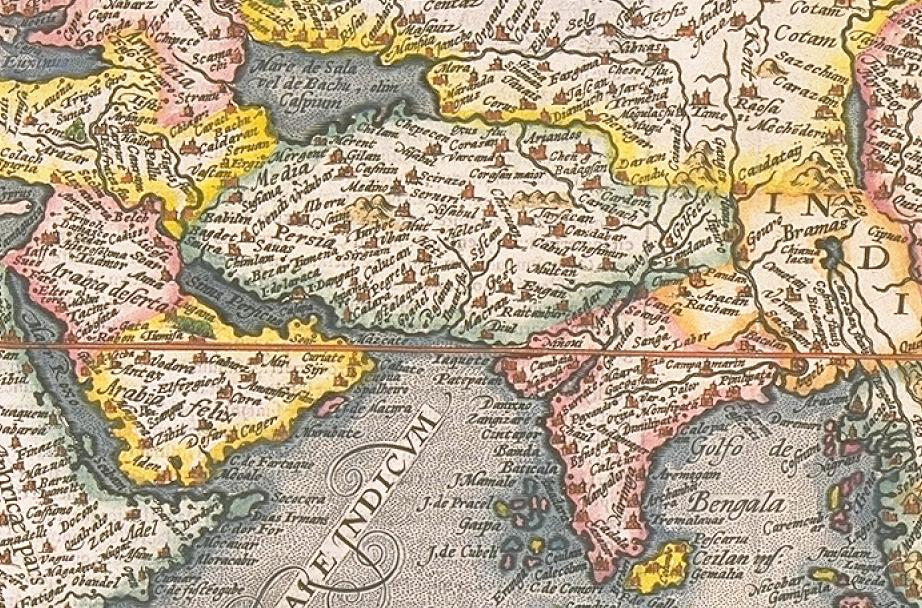
انگلیسی: خلیج فارس. ۱۵۹۸ م.
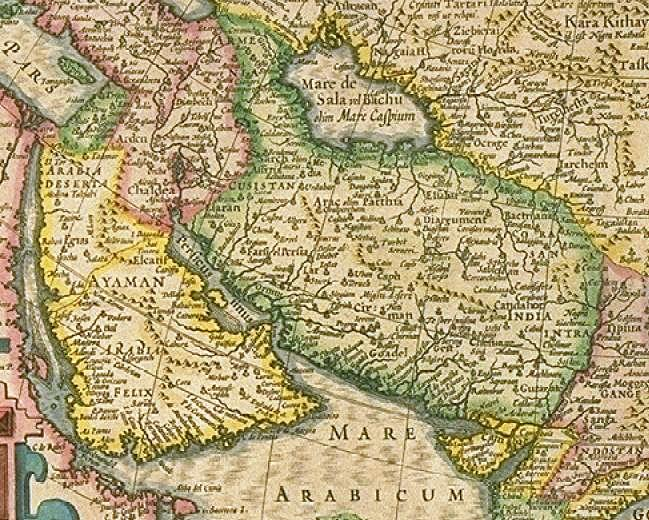
انگلیسی: خلیج فارس. ۱۶۱۰ م.
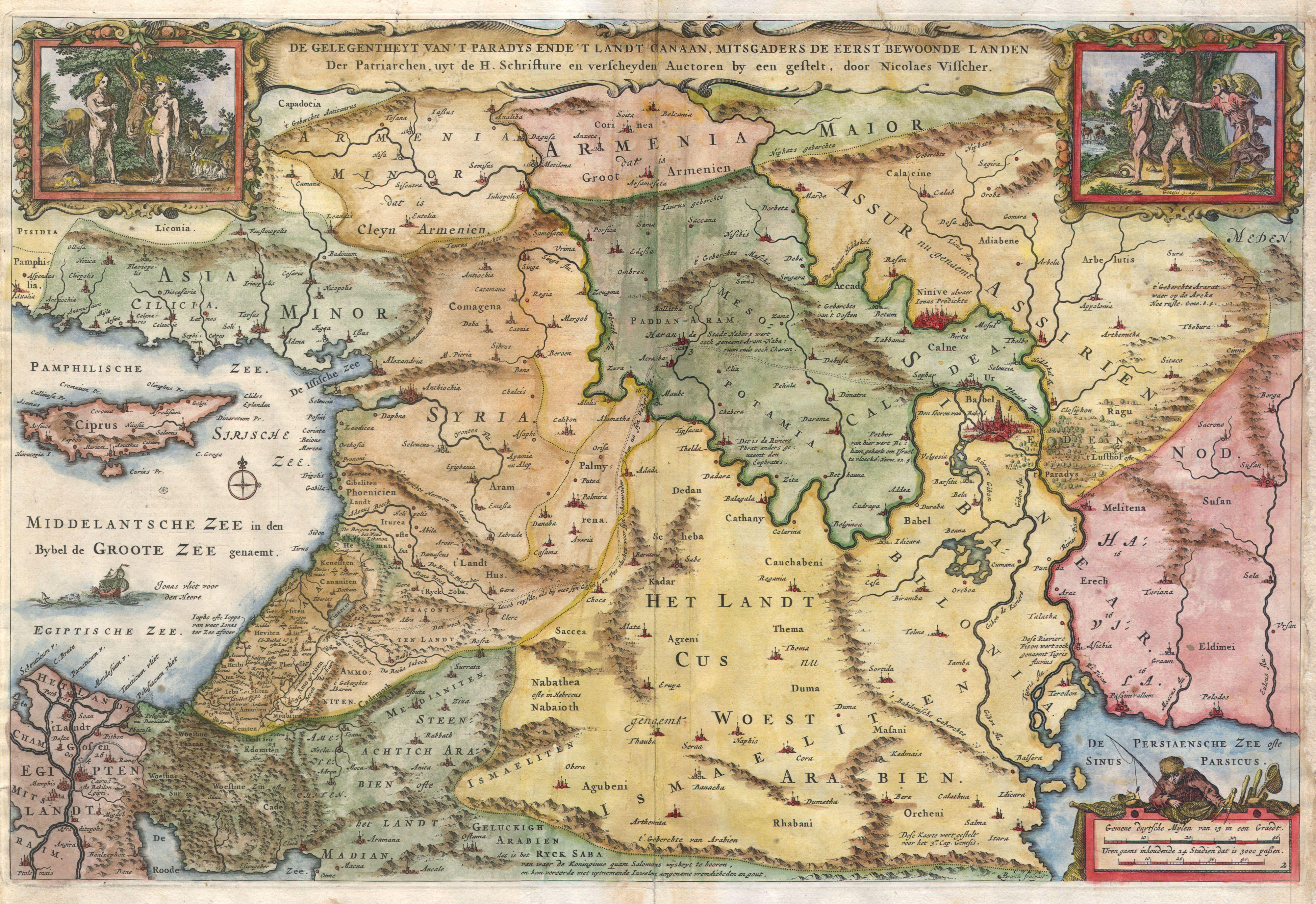
نام خلیج فارس در گوشهٔ نقشهٔ سرزمین‌های مقدس. ۱۶۵۷ م.
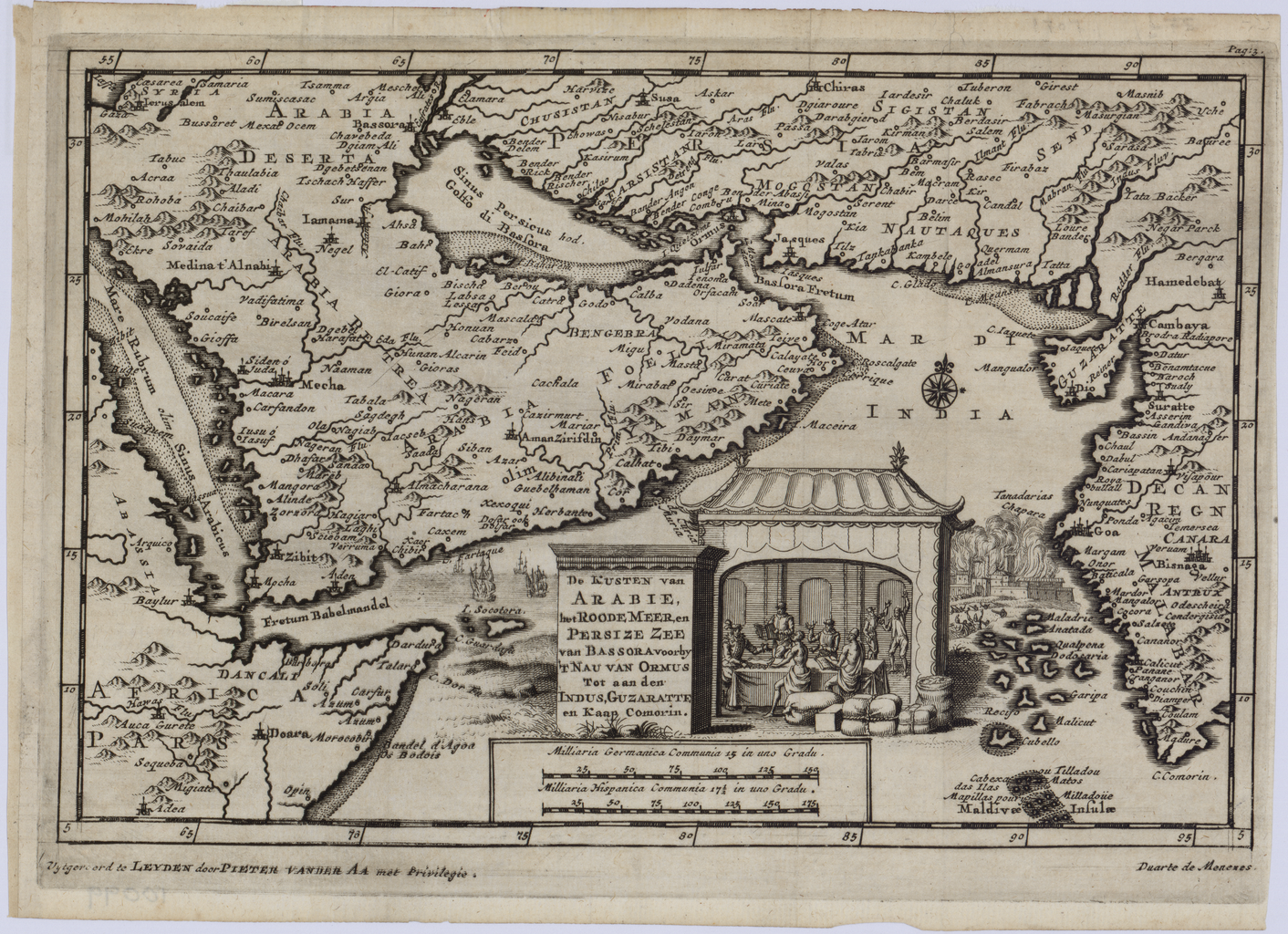
آلمانی: خلیج فارس یا خلیج بصره. ۱۷۰۷ م.
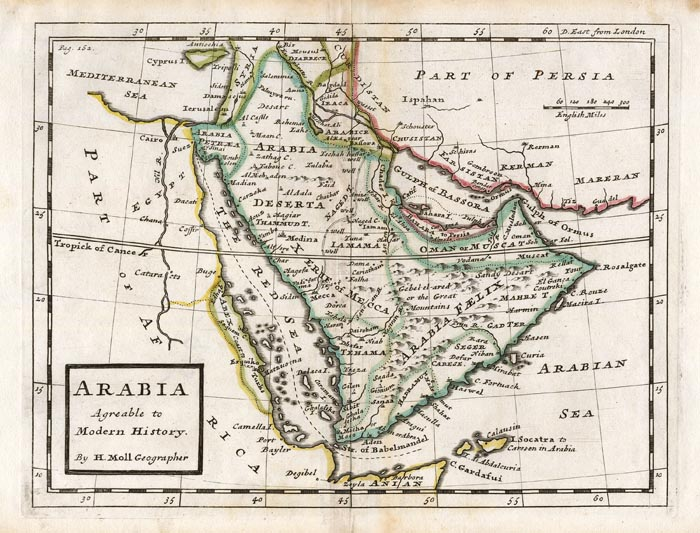
انگلیسی: خلیج فارس. ۱۷۱۷-۱۷۳۵ م.
لاتین: خلیج فارس. منتشرشده در ۱۷۲۰ م.
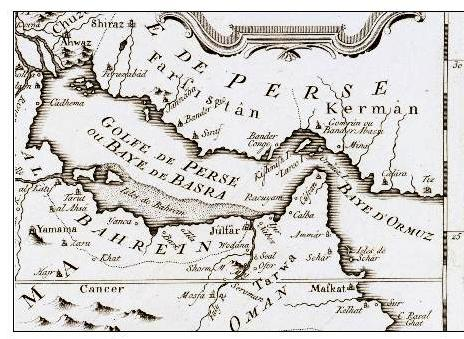
فرانسوی: خلیج فارس یا خلیج بصره. ۱۷۴۰ م.
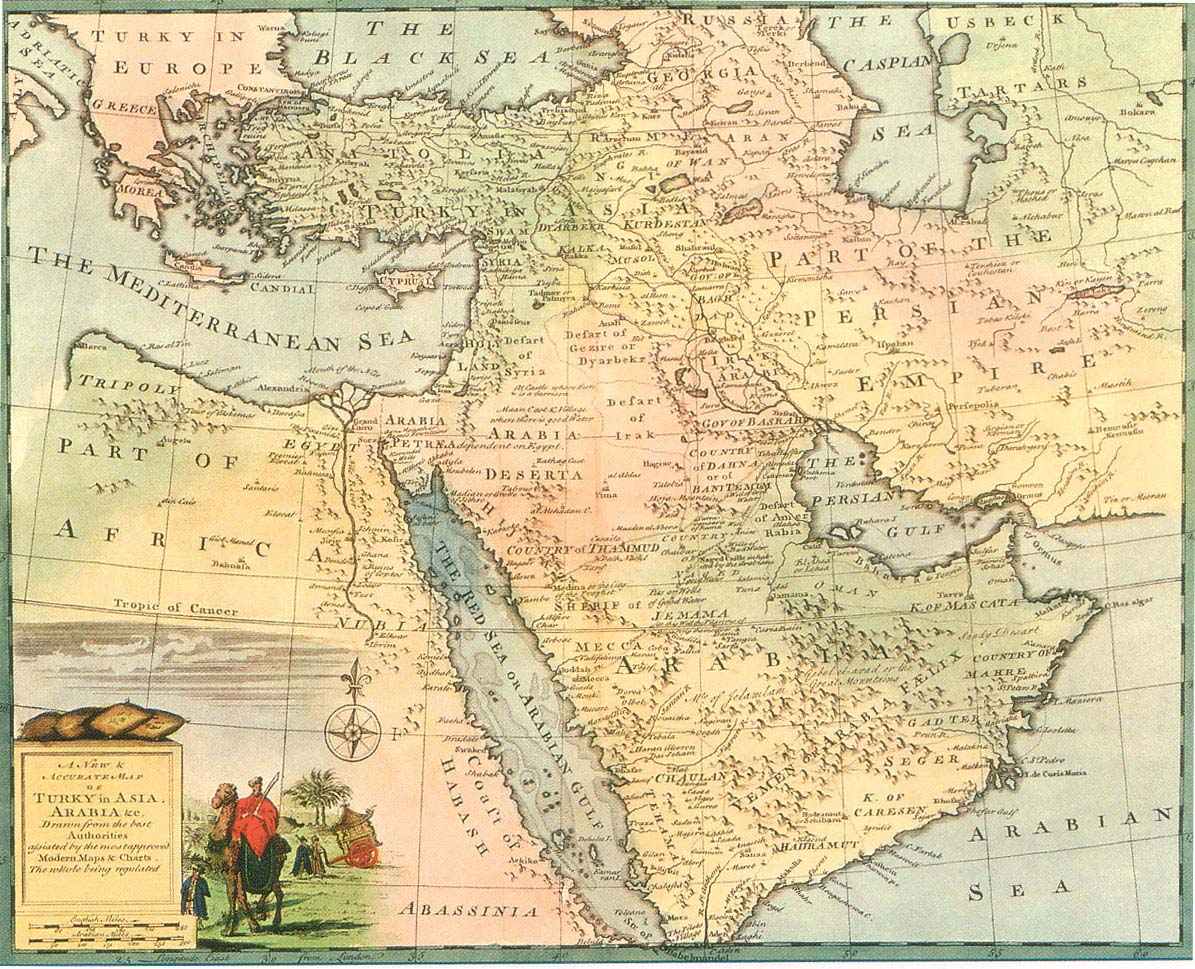
انگلیسی: خلیج فارس. ۱۷۴۴-۱۷۵۲ م.
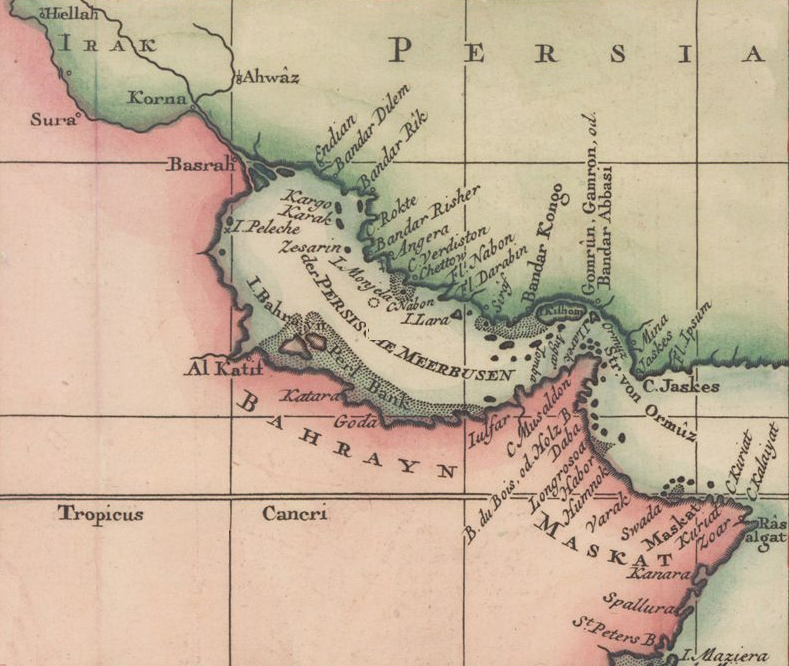
آلمانی: خلیج فارس. ۱۷۴۵ م.
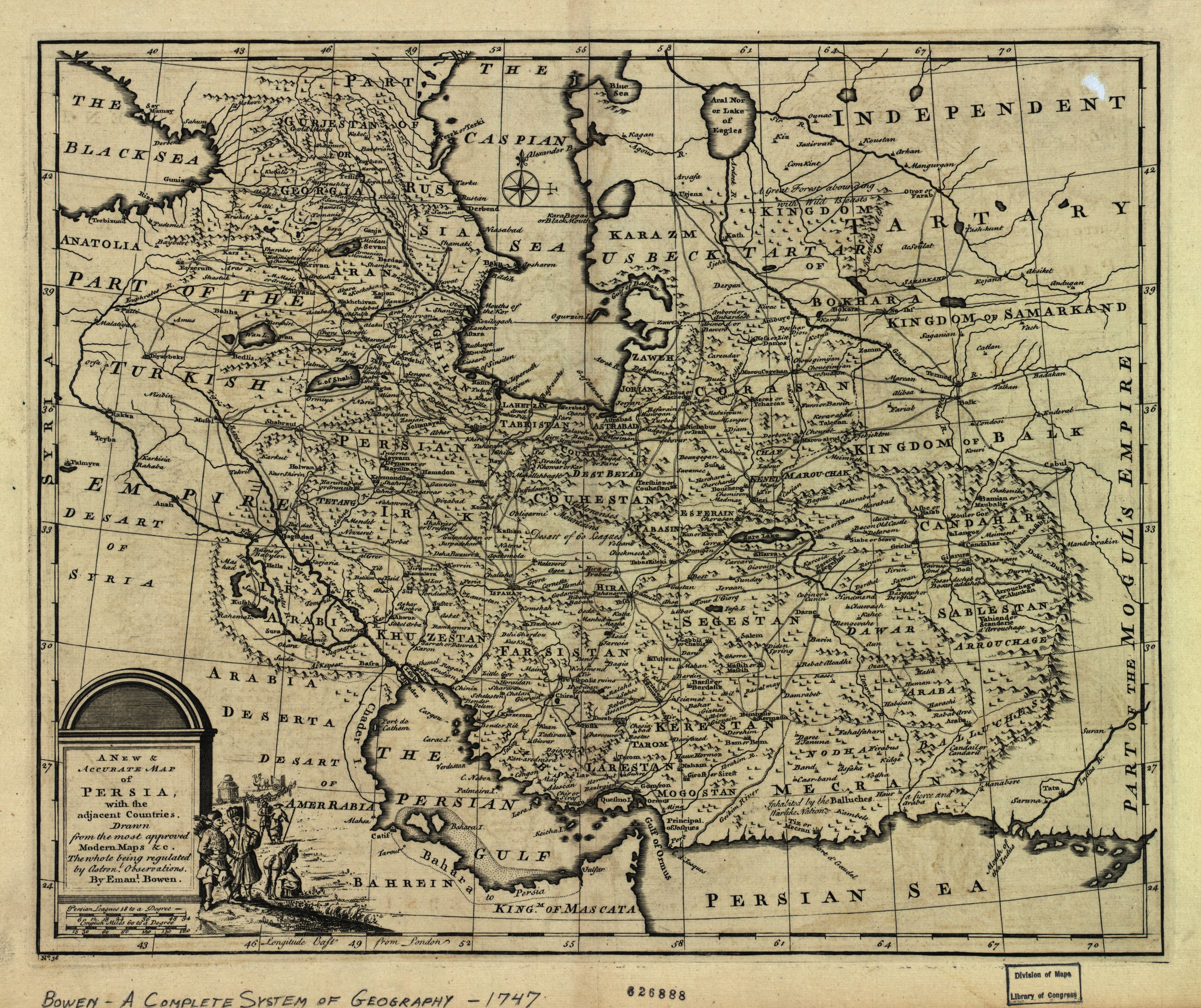
نقشهٔ امپراتوری ایران، ۱۱۲۶ خورشیدی، چاپ شده در لندن. ۱۷۴۷ م. نام خلیج فارس «Persian Gulf» و نام دریای عمان «Persian Sea» نوشته شده است.
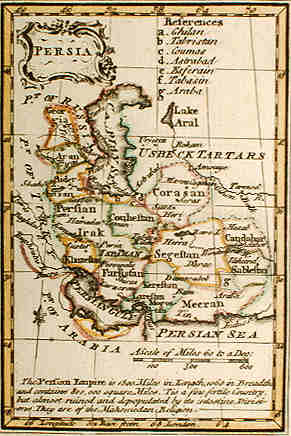
نام خلیج فارس در نقشه‌ای متعلق به ۱۷۵۸ م. که وسعت امپراتوری زندیه را نشان می‌دهد.
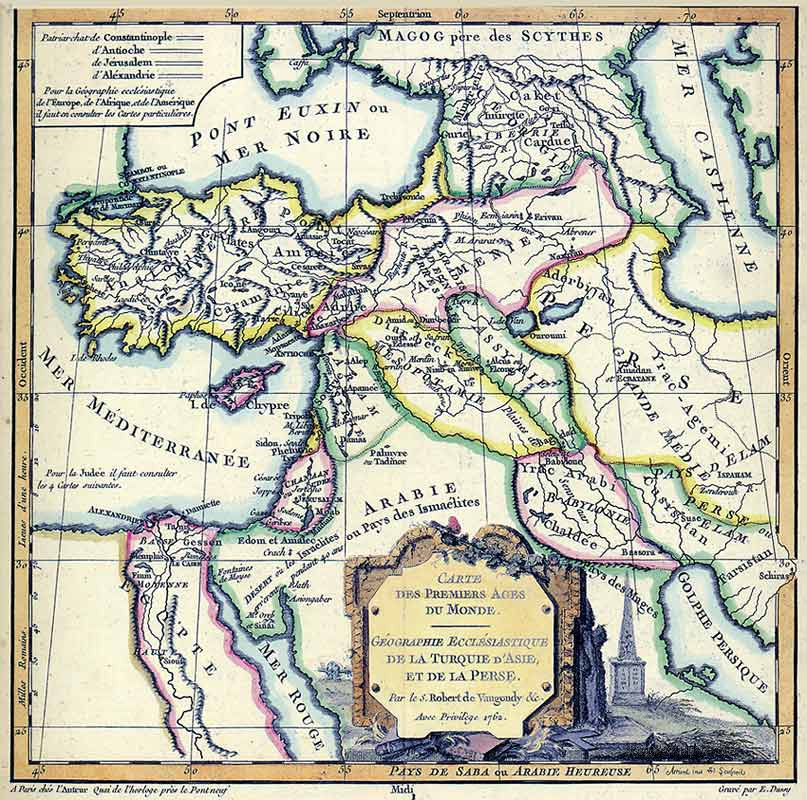
نقشهٔ تمدن‌های کهن رسم‌شده در ۱۷۶۲ م. به همراه نام خلیج فارس
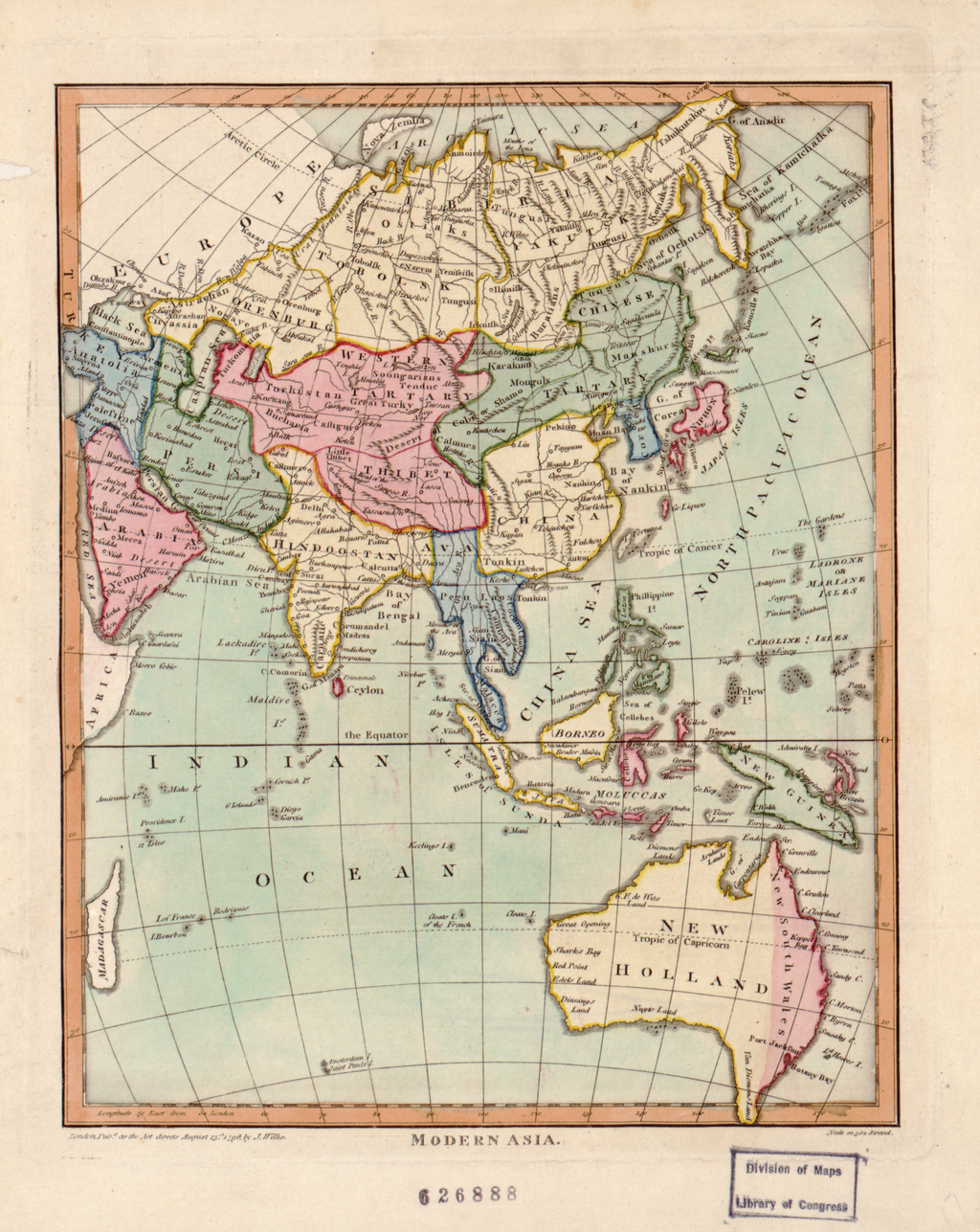
انگلیسی: خلیج فارس. ۱۷۹۶ م.
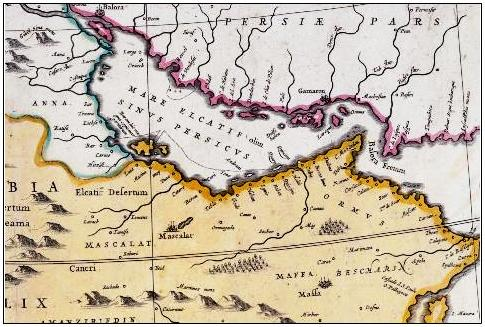
انگلیسی: خلیج فارس یا دریای قطیف. سدهٔ ۱۷ م.
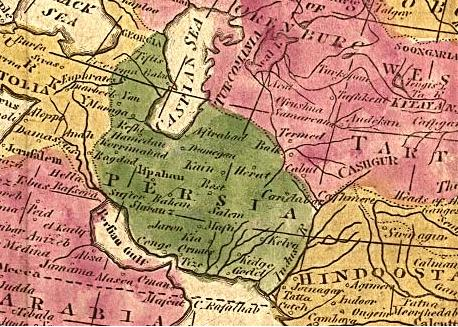
انگلیسی: خلیج فارس. ۱۸۰۸ م.
خلیج فارس. ۱۸۱۵ م.
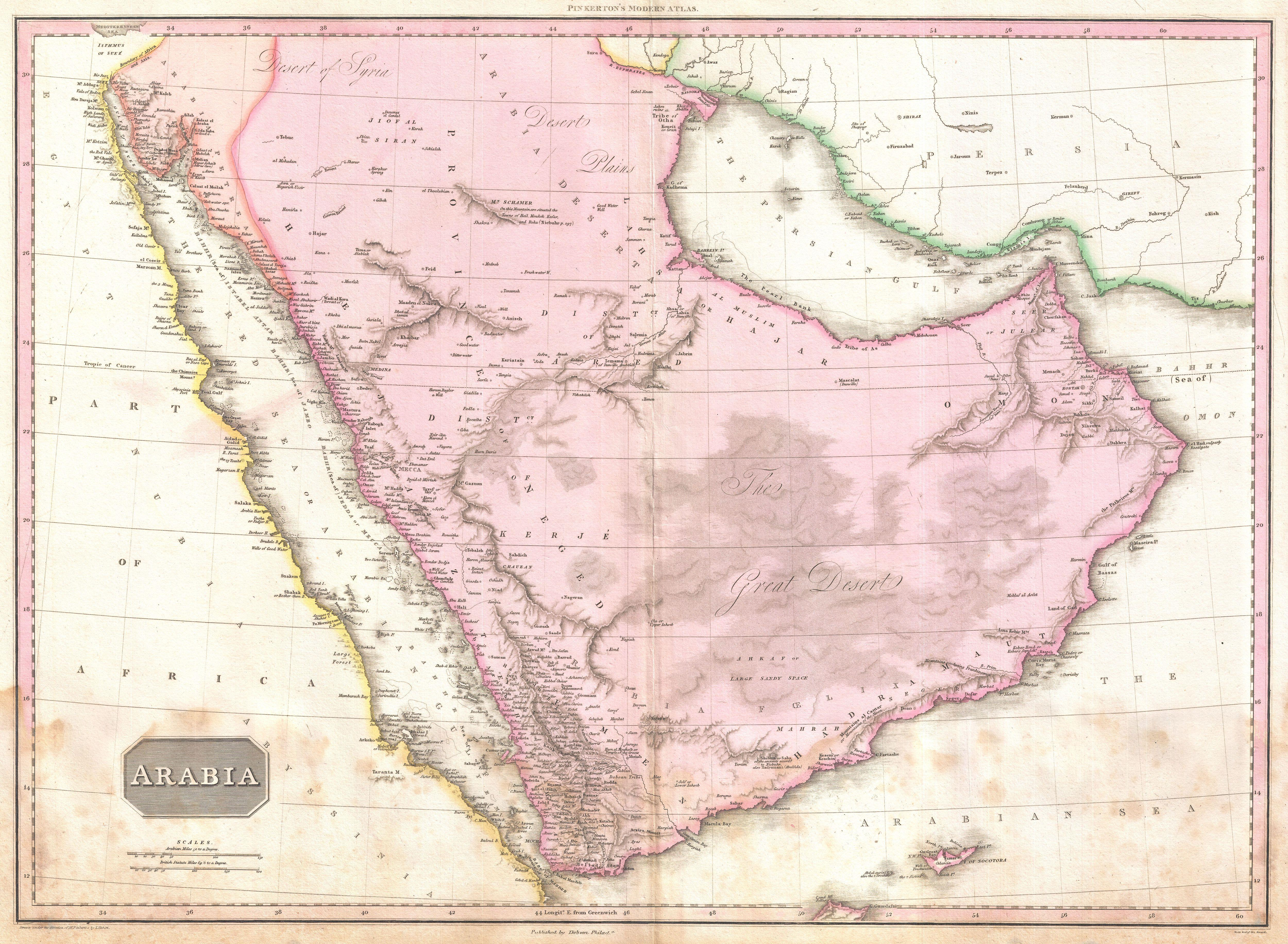
انگلیسی: خلیج فارس. ۱۸۱۸ م.
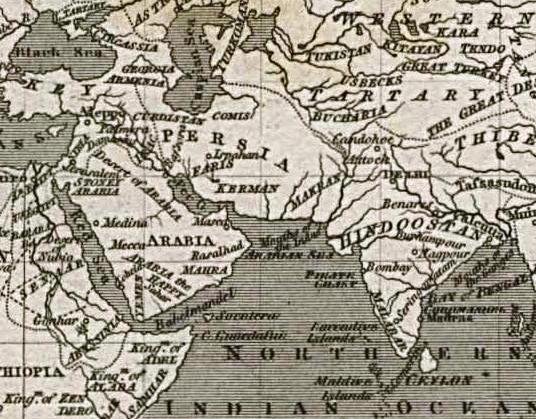
انگلیسی: خلیج فارس. ۱۸۲۰ م.
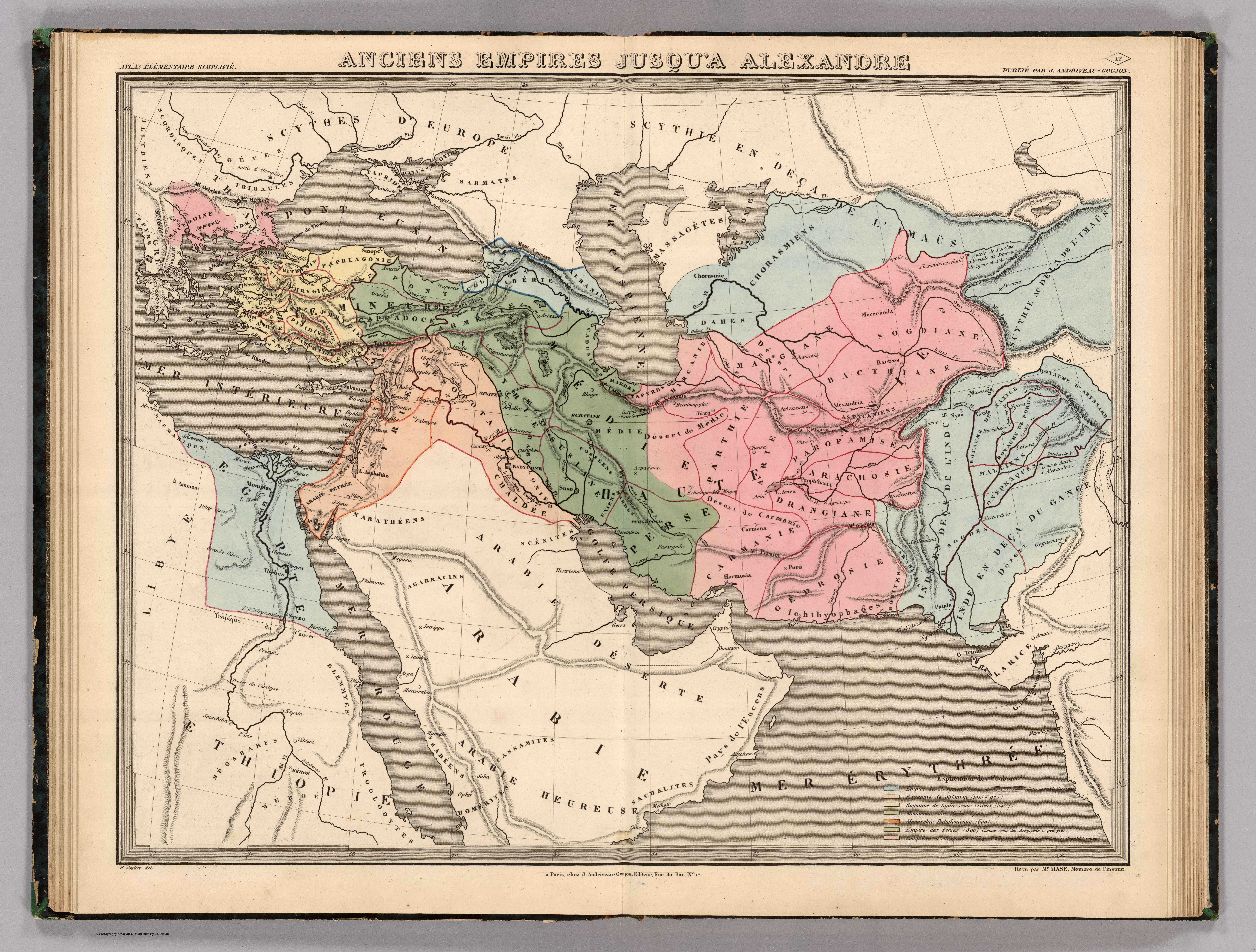
فرانسوی: خلیج فارس. ۱۸۳۸ م.
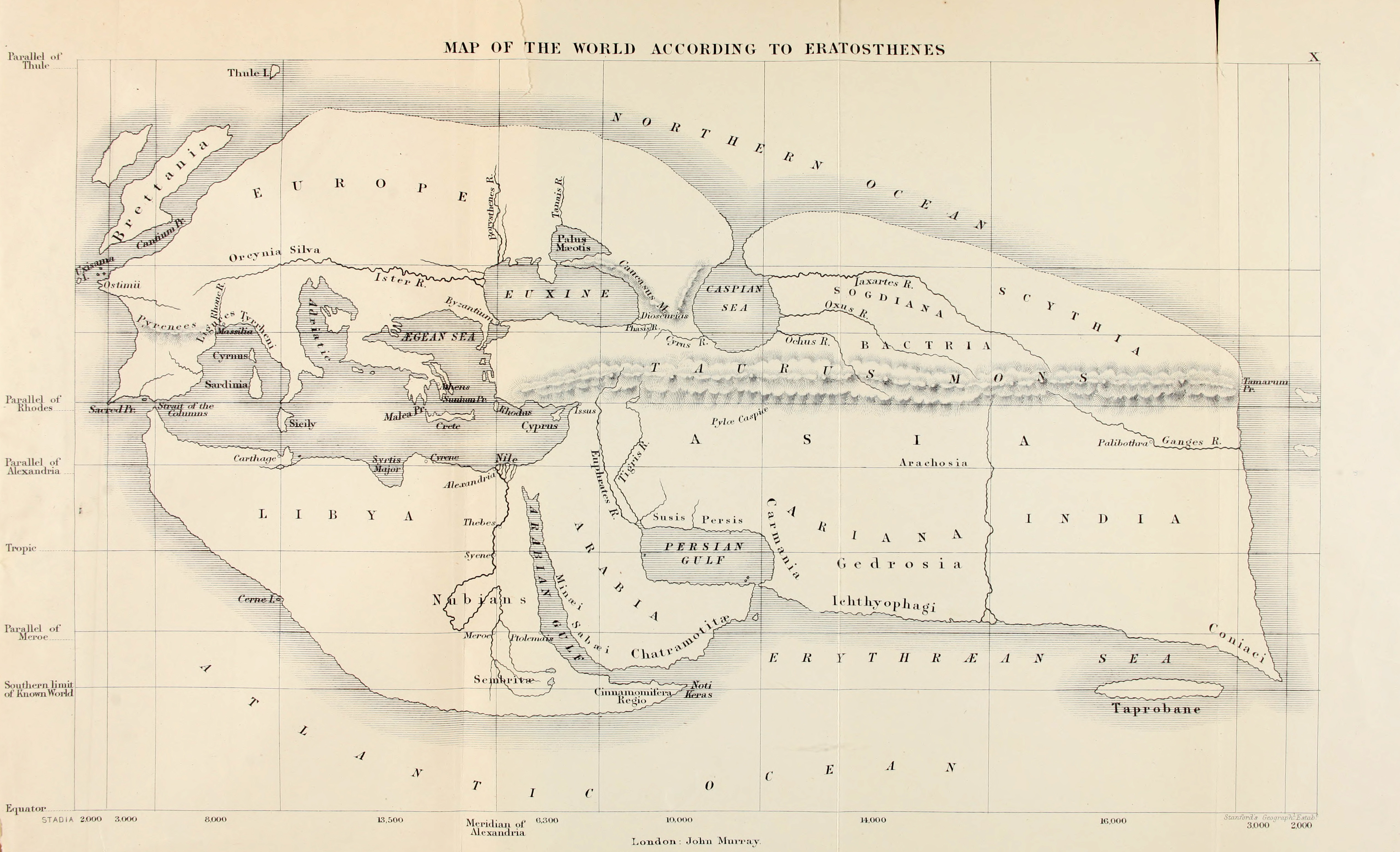
خلیج فارس. ۱۸۸۳ م. برگرفته از اثر اراتوستن (۱۹۴ پیش از میلاد).
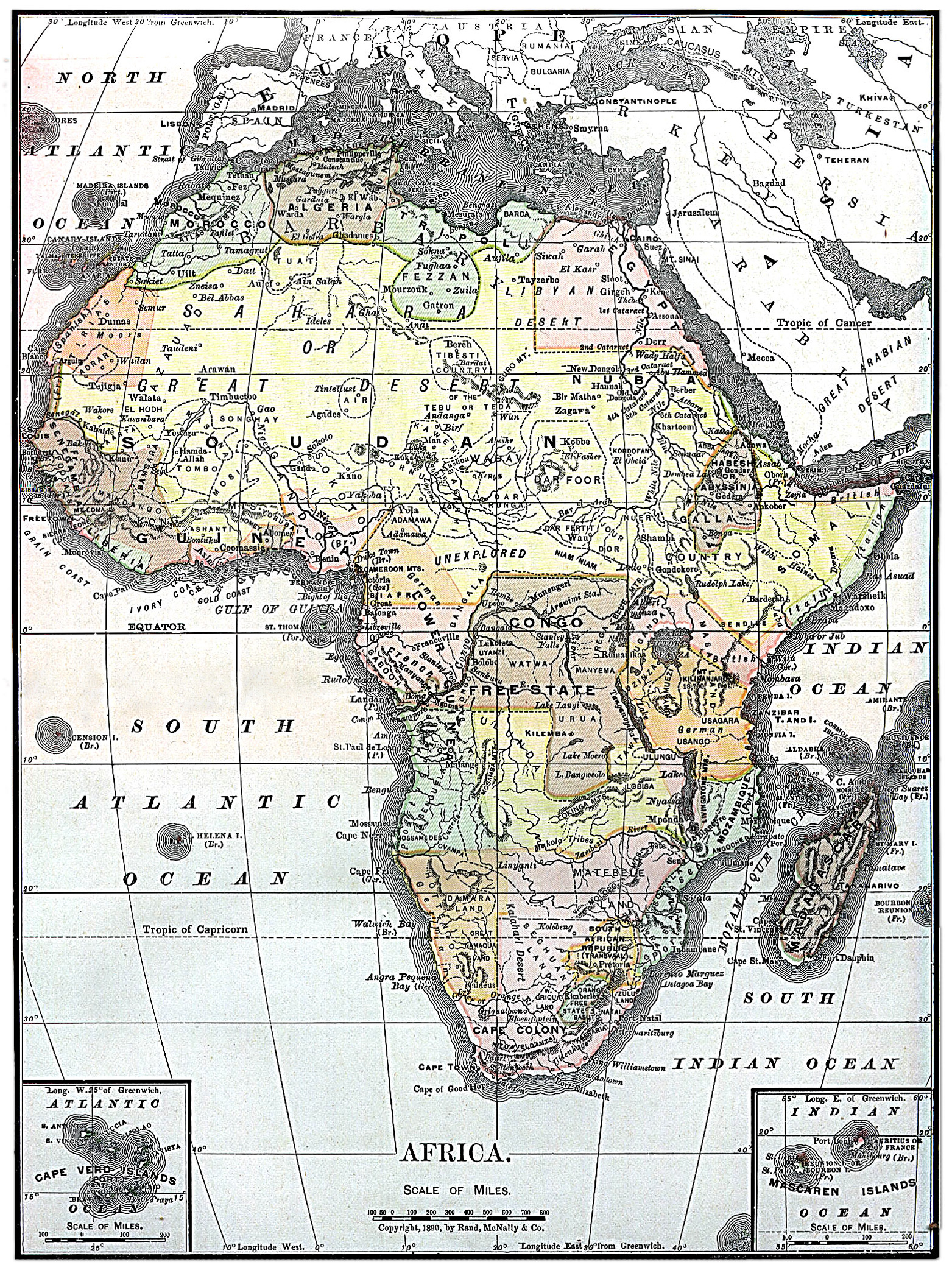
نام خلیج فارس در نقشهٔ آفریقا از دانشنامهٔ بریتانیکا. ۱۸۹۰ م.
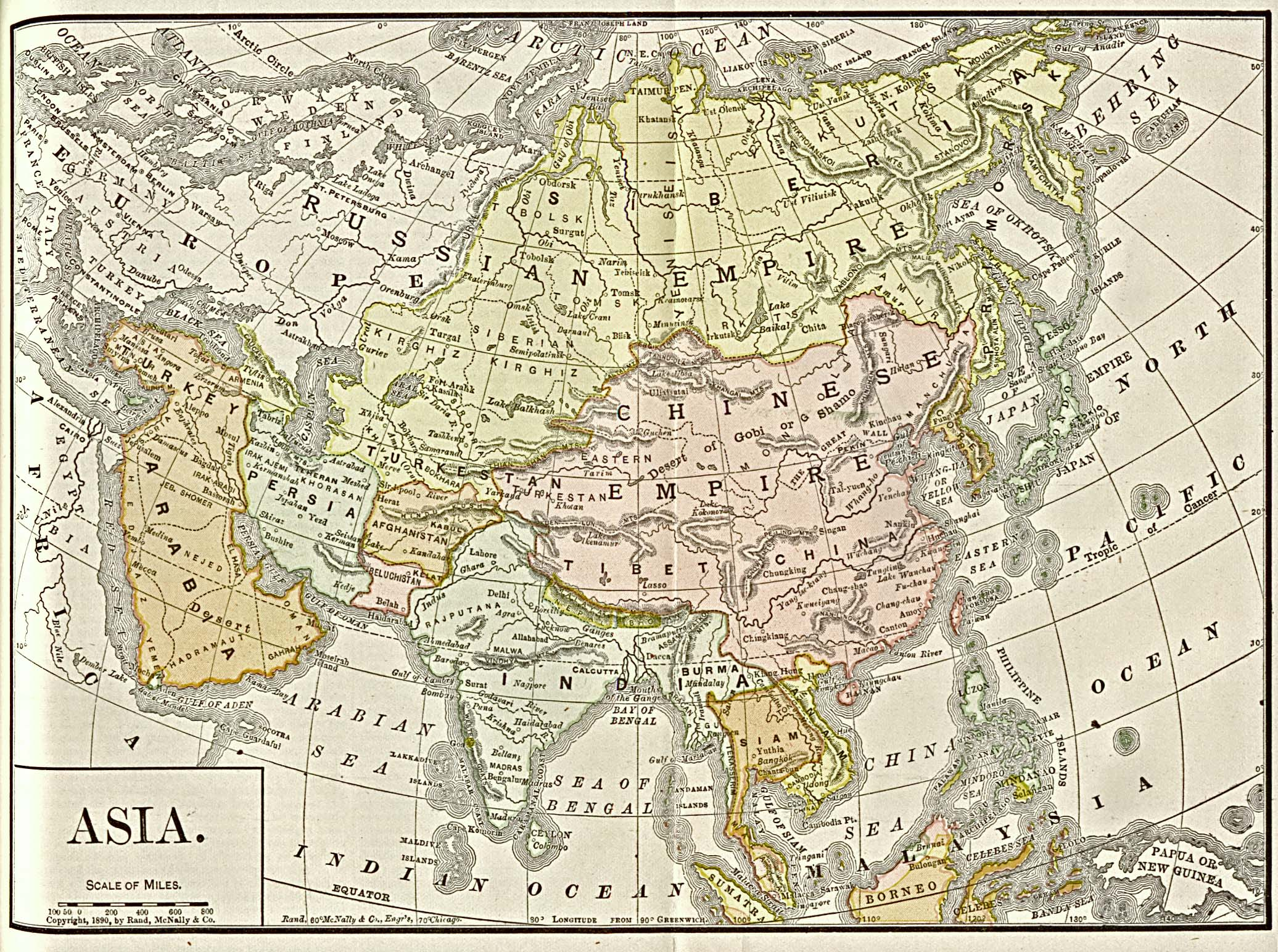
نقشهٔ آسیا و نام خلیج فارس. ۱۸۹۲ م.
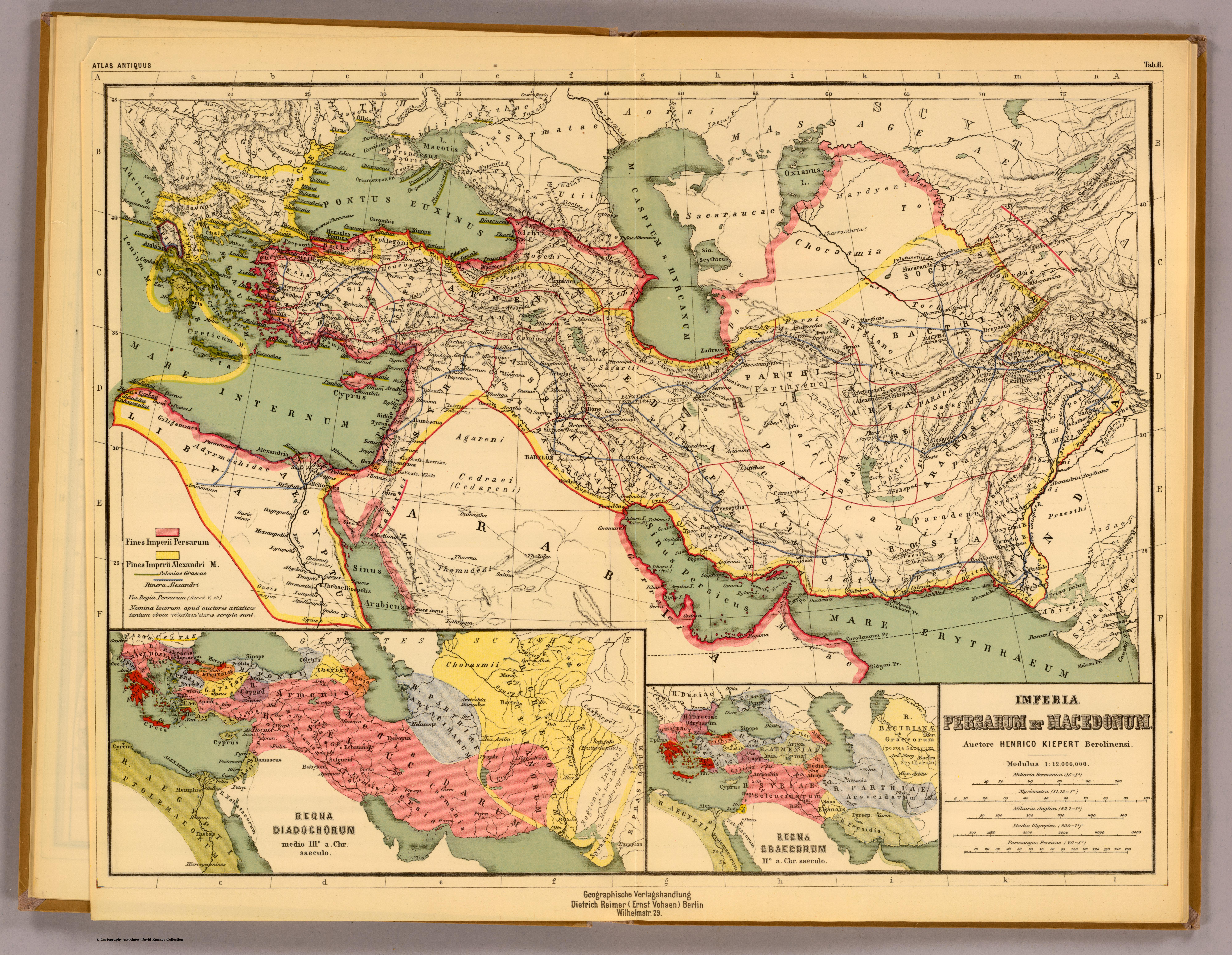
لاتین: خلیج فارس. ۱۹۰۳ م.
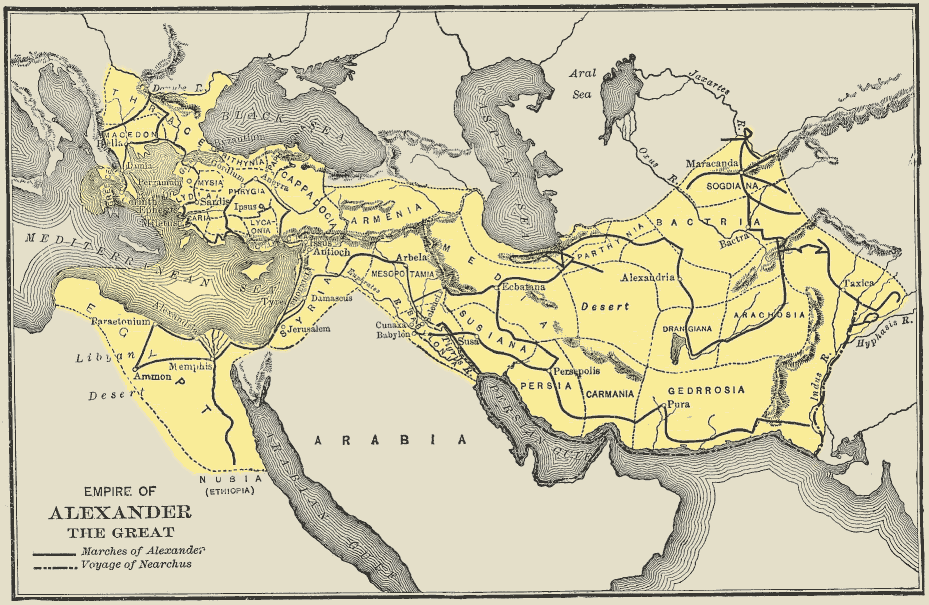
انگلیسی: خلیج فارس. منتشرشده در ۱۹۱۳ م.
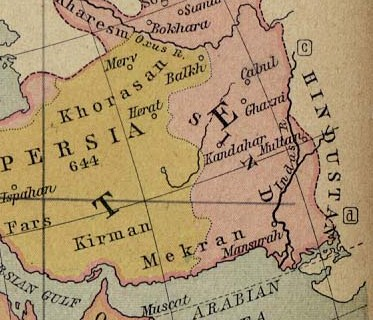
نام خلیج فارس در نقشهٔ خراسان کهن. ۱۹۲۶ م.
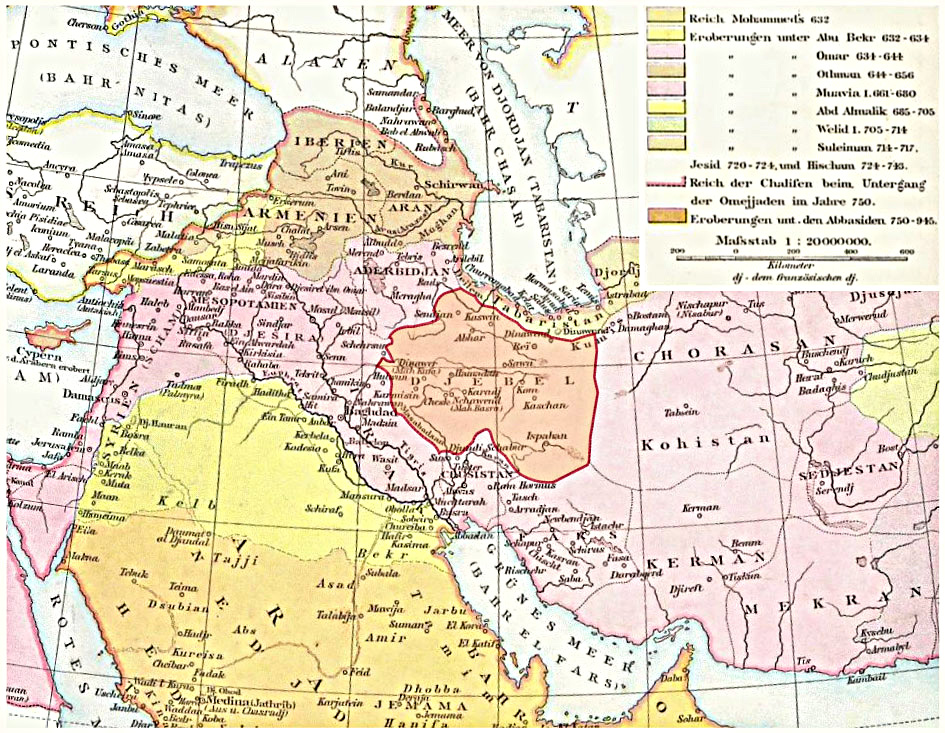
۱۸۸۶: دریای جرجان و طبرستان
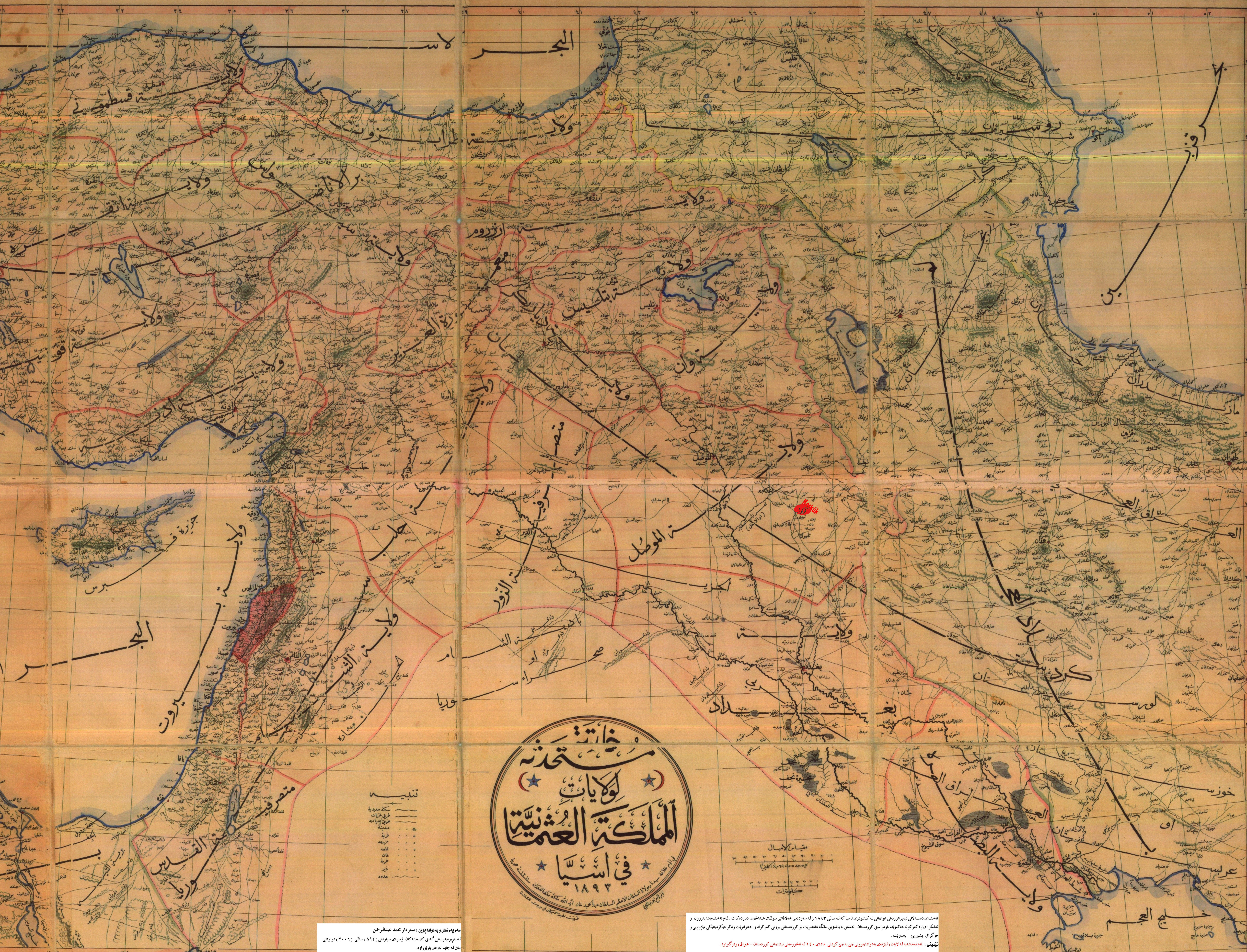
عربی:خلیج فارس و بحر قزبین
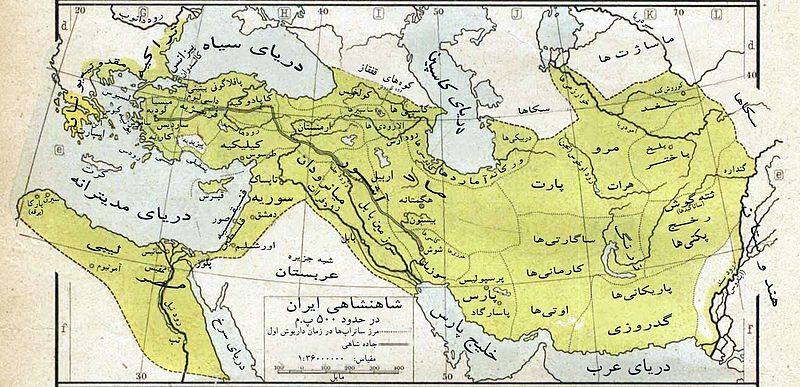
نقشهٔ چاپ شده در ۱۹۲۳  کاسپین و خلیج فارس
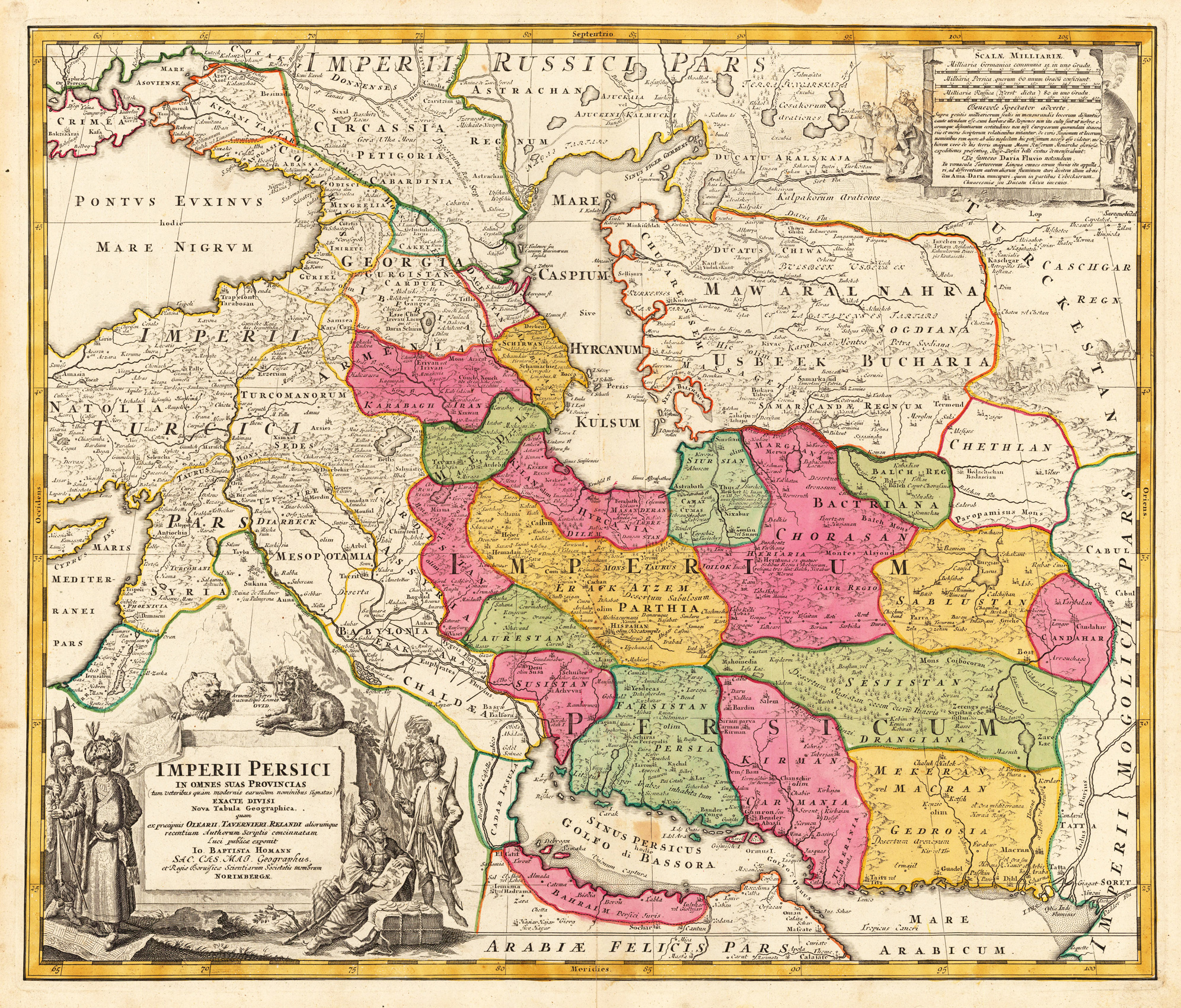
به انگلیسی (۱۷۰۰تا۱۷۲۰میلادی):هیرکانیا (به فارسی: ورکانه) و کاسپین و خلیج فارس
زبان لاتین (۱۶۸۹): دریای آمارد
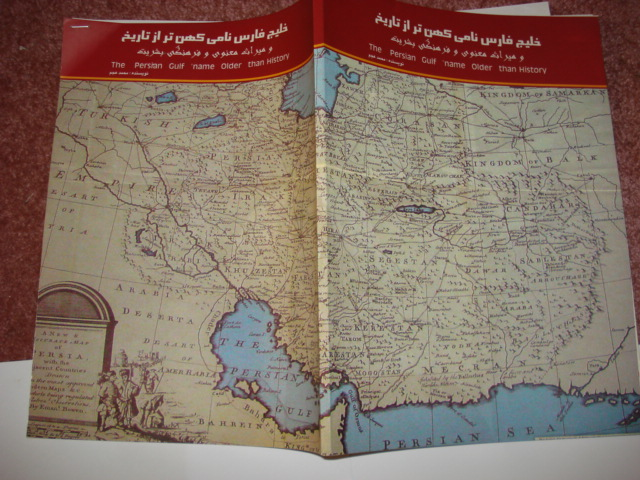
PersianSeaنقشه ایران در دوره افشاریه ۱۷۴۷توسط امانوئل بوئن ]]
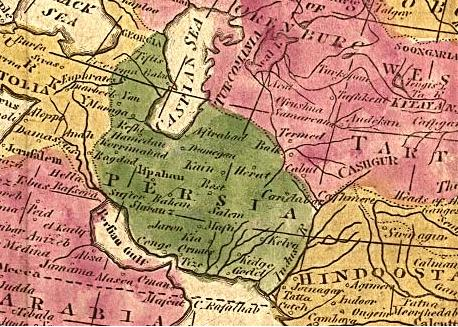
انگلیسی در (۱۸۰۸): کاسپین
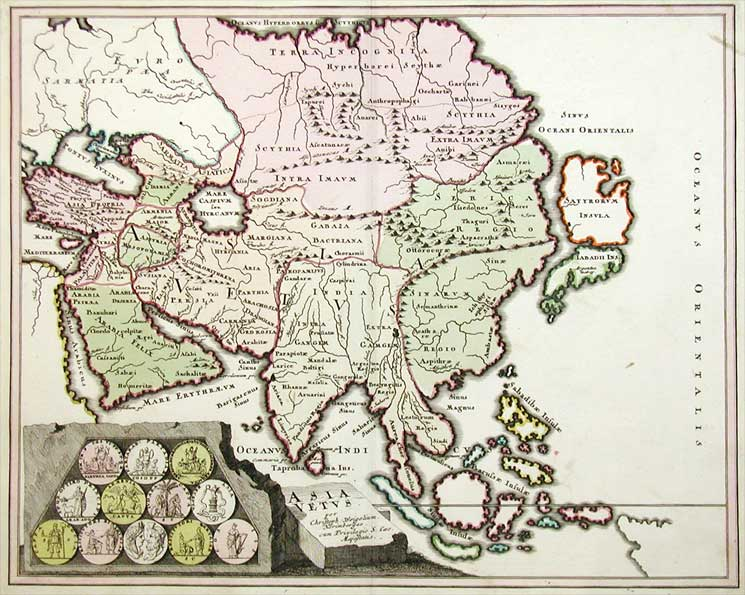
انگلیسی (۱۷۱۹):هیرکانیا (به فارسی: ورکانه)
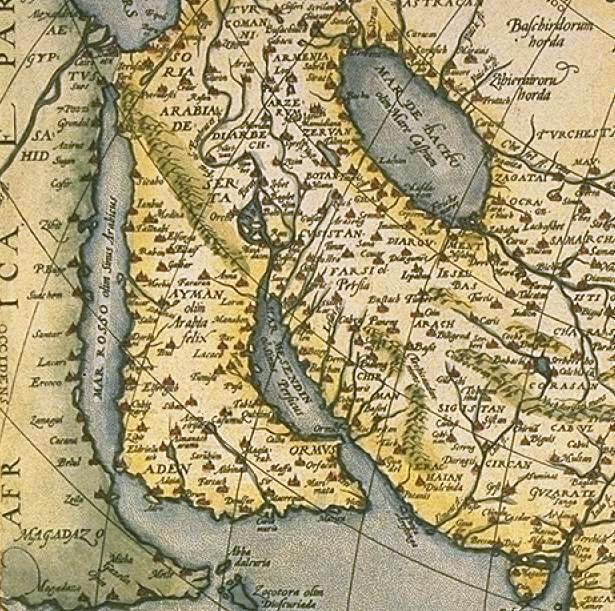
انگلیسی (۱۵۸۰):دریای آمارد و کاسپین
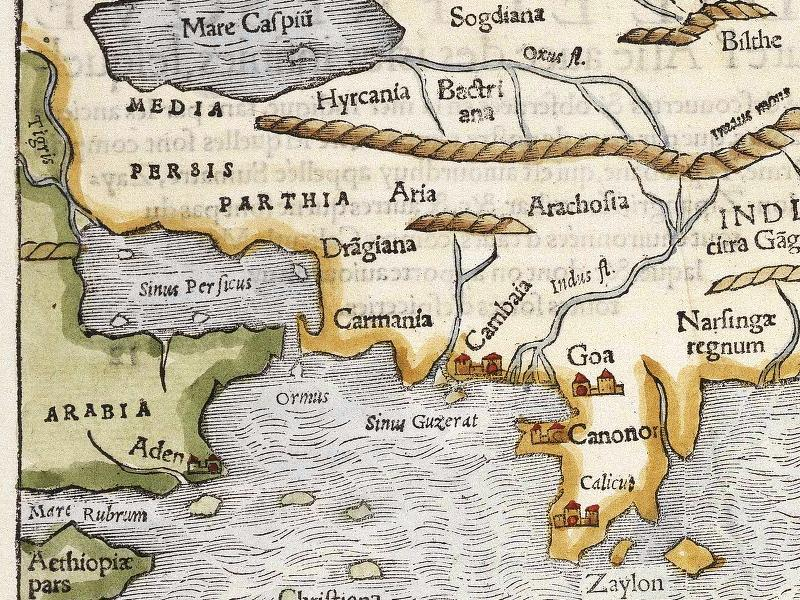
فرانسوی mare cafpiu: دریای کاسپین